# Босх, Иероним
Еру́н Анто́нисон ван А́кен (нидерл. Jeroen Anthoniszoon van Aken; более известный как Иерони́м Босх (Jheronimus Bosch, нидерландский: [ɦijeːˈroːnimʏz ˈbɔs] (слушать)о файле; лат. Hieronymus Bosch); около 1450[…], Хертогенбос — август 1516, Хертогенбос[…]) — нидерландский потомственный художник, один из крупнейших мастеров периода Северного Возрождения. Из его творчества сохранилось около десяти картин и двенадцати рисунков. Был посвящён в члены Братства Богоматери (Illustre Lieve Vrouwe Broederschap; 1486); один из самых загадочных живописцев в истории западного искусства. В родном городе Босха, голландском Хертогенбосе, открыт центр творчества Босха, в котором представлены копии всех его произведений.

## Биография

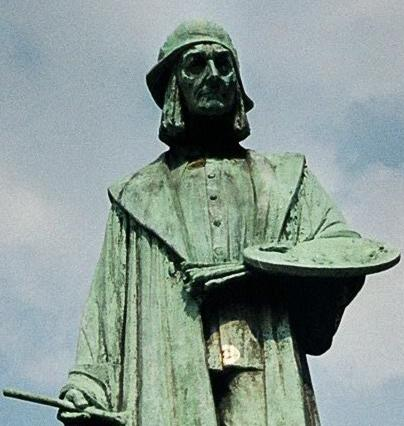
Памятник Босху в Хертогенбосе

Ерун ван Акен родился около 1450 года в Хертогенбосе (Брабант). Семья ван Акенов, происходившая из немецкого города Ахена, была издавна связана с живописным ремеслом — художниками были Ян ван Акен (дед Босха, ум. 1454) и четверо из его пяти сыновей, включая отца Иеронима, Антония. Поскольку о становлении Босха как художника ничего не известно, предполагается, что первые уроки живописного ремесла он получил в семейной мастерской.

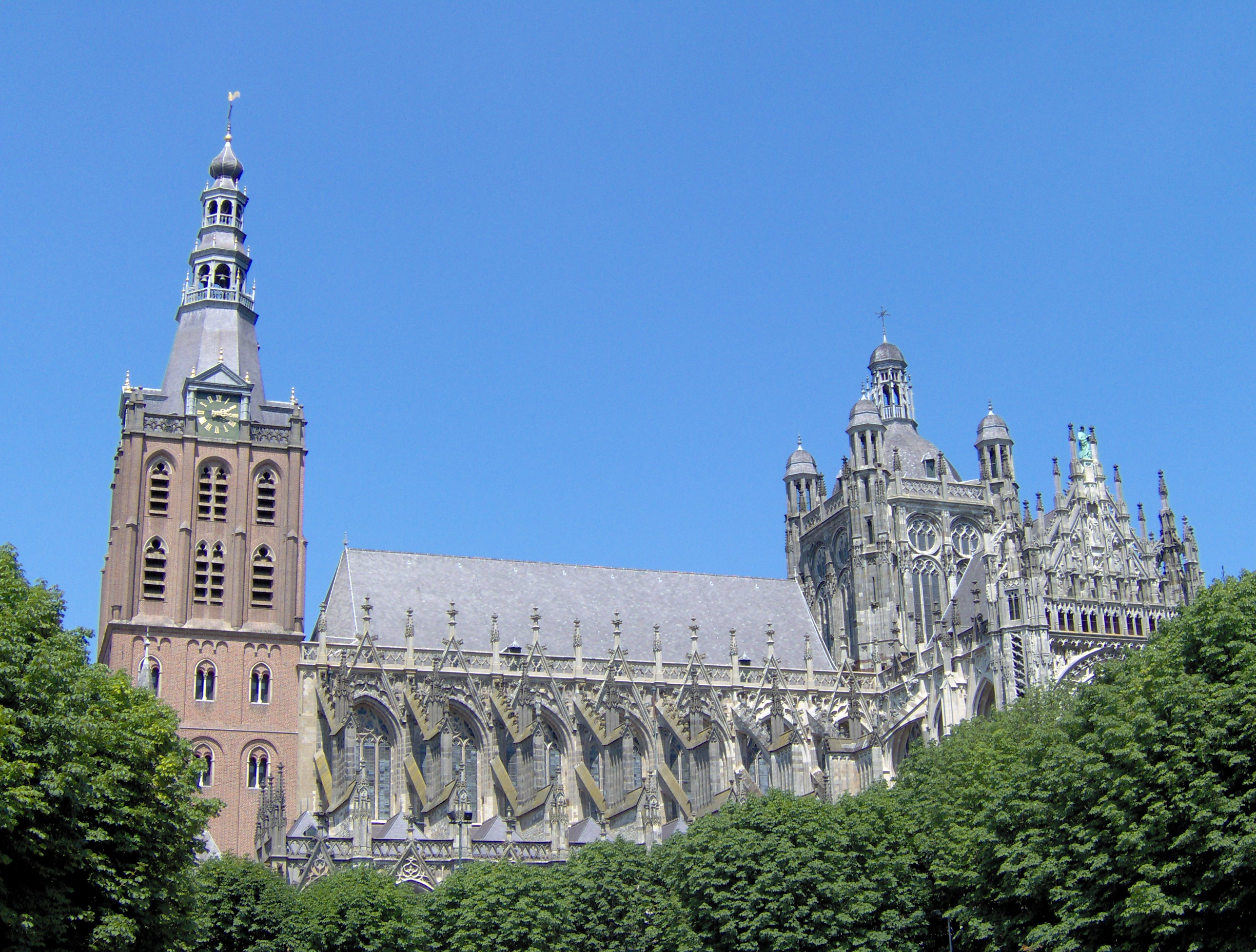
Собор Св. Иоанна в Хертогенбосе

Босх жил и работал преимущественно в родном Хертогенбосе, который в те времена входил в состав Бургундского герцогства, а сейчас является административным центром провинции Северный Брабант в Нидерландах. Первое упоминание Босха в архивных документах относится к 1474 году, где он именуется Jheronimus.
В соответствии со сведениями о жизни художника, сохранившимися в городском архиве, в 1478 году умер его отец, и Босх унаследовал его художественную мастерскую. Мастерская ван Акенов выполняла самые разнообразные заказы — в первую очередь стенные росписи, но также золочение деревянной скульптуры и даже изготовление церковной утвари. «Хиеронимус-живописец» (согласно документу 1480 года) взял псевдоним по сокращённому названию своего родного города — Den Bosch — в период смены власти в стране: после гибели Карла Смелого (1477) власть в Бургундских Нидерландах к 1482 году перешла от Валуа к Габсбургам.

### Брак
Около 1480 года женился на Алейт Гойартс ван дер Меервене, которую, по-видимому, знал с детства. Она происходила из богатой купеческой хертогенбосской семьи. Благодаря этому браку Босх становится влиятельным бюргером своего родного города. Детей у них не было.

### Братство Богоматери
В 1486 году вступил в Братство Богоматери («Zoete Lieve Vrouw») — религиозное общество, возникшее в Хертогенбосе в 1318 году и состоявшее как из монахов, так и мирян. Братство, посвящённое культу Девы Марии, занималось и благотворительностью. В архивных документах имя Босха упомянуто несколько раз: ему, как живописцу, поручались разнообразные заказы, начиная от оформления праздничных шествий и обрядовых таинств Братства и заканчивая написанием створок алтаря для капеллы Братства в соборе св. Иоанна (1489, картина утрачена) или даже модели канделябра.
В 1497 году умер его старший брат Госсен ван Акен. В 1504 году Босх получает заказ от наместника Нидерландов Филиппа Красивого на триптих «Страшный суд».

### Смерть
Скончался 9 августа 1516 года, отпевание совершалось в упомянутой капелле собора. Торжественность проведения этого обряда подтверждает теснейшую связь Босха с Братством Богоматери.
Полгода спустя после смерти Босха его жена раздала наследникам то немногое, что осталось после художника. Есть все основания считать, что Иероним Босх никогда не был владельцем какой-либо недвижимости. Жена Босха пережила мужа на три года.

## О творчестве Босха

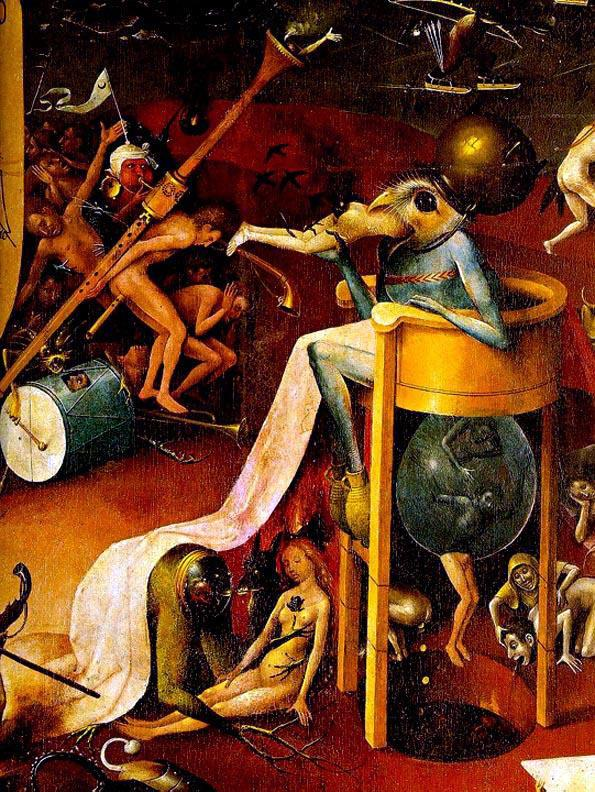
Фрагмент правой части триптиха «Сад земных наслаждений» («Музыкальный Ад»)

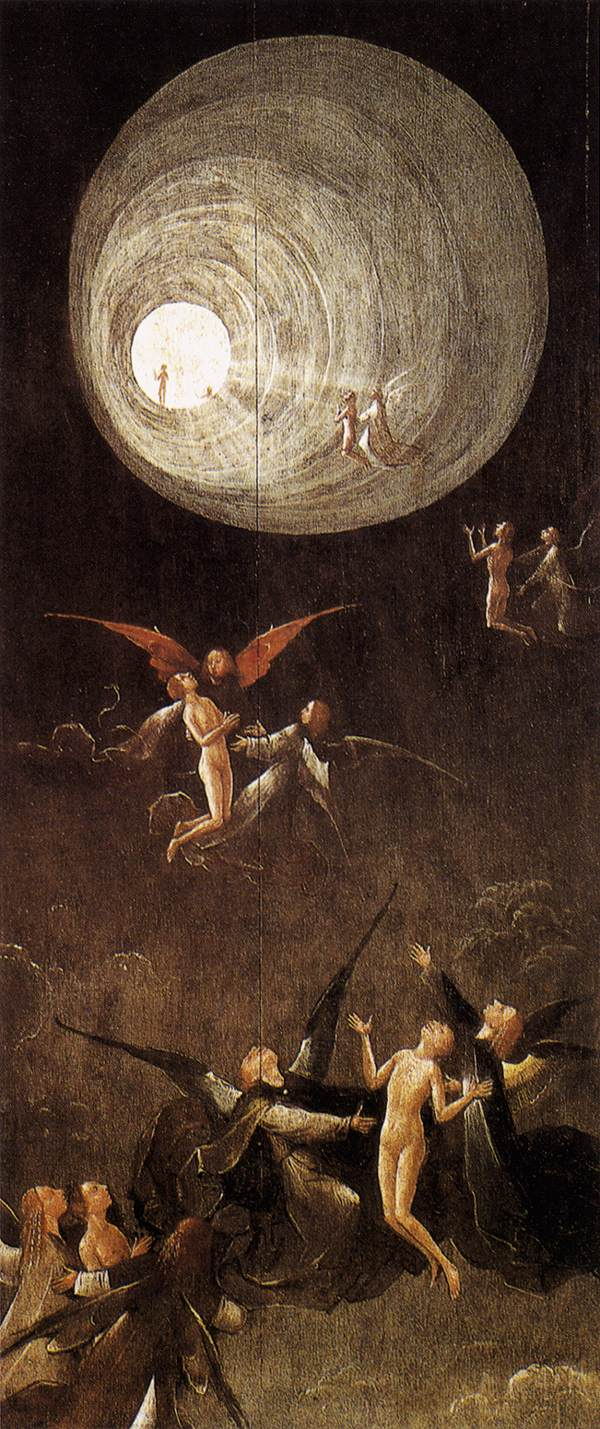
Восхождение в Эмпирей. Цикл «Блаженные и проклятые»

Кто бы был в состоянии рассказать о всех тех бродивших в голове Иеронима Босха удивительных и странных мыслях, которые он передавал с помощью кисти, и о тех привидениях и адских чудовищах, которые часто более пугали, чем услаждали смотревшего!
Карел ван Мандер. «Жизнь замечательных нидерландских и немецких живописцев»

Искусство Босха всегда обладало громадной притягательной силой. Прежде считалось, что чертовщина на картинах Босха призвана всего лишь забавлять зрителей, щекотать им нервы, подобно тем гротескным фигурам, которые мастера итальянского Возрождения вплетали в свои орнаменты.
Современные учёные пришли к выводу, что в творчестве Босха заключён куда более глубокий смысл, и предприняли множество попыток объяснить его значение, найти его истоки, дать ему толкование. Одни считают Босха кем-то вроде сюрреалиста XV века, извлекавшего свои невиданные образы из глубин подсознания, и, называя его имя, неизменно вспоминают Сальвадора Дали. Другие полагают, что искусство Босха отражает средневековые «эзотерические дисциплины» — алхимию, астрологию, чёрную магию. Третьи стараются связать художника с различными религиозными ересями, существовавшими в ту эпоху. По мнению Френгера, Босх был членом Братства свободного духа, приверженцы которого назывались также адамитами, — еретической секты, возникшей в XIII веке, но бурно развившейся по всей Европе несколькими столетиями позже. Однако большинством учёных эта гипотеза отвергается, так как нет никаких данных, подтверждающих существование секты в Нидерландах при жизни Босха.
Его техника называется алла прима. Это метод масляной живописи, при котором первые мазки создают окончательную фактуру. На основании результатов современных исследований творчества Босха искусствоведы относят к сохранившемуся наследию Иеронима Босха 25 картин и 9 рисунков. Картины — это триптихи, фрагменты триптихов и отдельные, самостоятельные картины. Лишь семь творений Босха подписаны. История не сохранила оригинальных названий картин, которые дал своим творениям Босх. Известные нам названия закрепились за картинами по каталогам.
Исследователи до сих пор не могут уверенно говорить о творческой эволюции и хронологии произведений Босха, так как ни на одном из них нет даты, а формальное развитие творческого метода не представляет собой поступательного движения и подчинено собственной логике, предполагающей приливы и отливы.

### Заказчики Босха

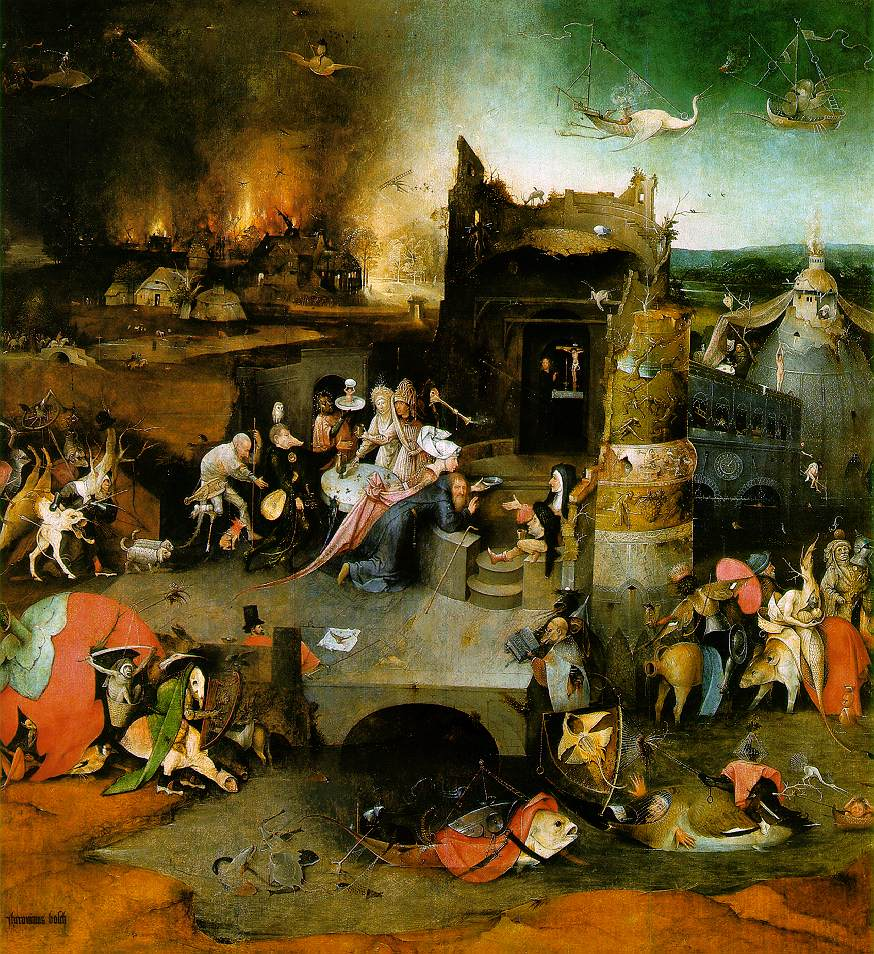
Центральная часть триптиха «Искушение святого Антония»

Помимо картин для капеллы Братства Богоматери и прочих поручений Братства, Босх выполнял и другие заказы. Среди тех, кто заказывал ему картины, встречаются столь именитые фамилии, как Хосс и Берг, — самых влиятельных в Хертогенбосе семейств. Но Босха вскоре узнали и за пределами городской общины.
В сентябре 1504 года художник получил 36 фунтов аванса за «Суд Бога, восседающего в раю, и Ад», как значился в документе заказ, сделанный ему одним из Габсбургов — правителем Нидерландов и королём Кастилии Филиппом I Красивым. Венский триптих «Страшный суд», с которым отождествляют этот заказ, имеет, правда, другие размеры, нежели те, что указаны в контракте.
Неясности возникают и в связи с образом святого Антония, заказанным Босху в 1516 году Маргаритой Австрийской, сестрой Филиппа I, ставшей после его смерти наместницей Нидерландов: знаменитый лиссабонский триптих «Искушение св. Антония», находившийся во дворце Ажуда, был куплен и увезён в Португалию ещё в первой половине XVI века.
Не менее трёх работ мастера к 1521 году находилось и в коллекции влиятельного мецената, венецианского кардинала Доменико Гримани.

### Авторы XVI—XVII веков о Босхе
Отзывы о Босхе в литературе XVI века довольно немногочисленны, и авторы обращают своё внимание прежде всего на присутствие в его картинах разнообразных чудовищ и демонов, на невероятное соединение частей человеческого тела, растений и животных, названных одним венецианцем «нечистью».
Доминик Лампсоний в 1572 году подчеркнул «инфернальный» характер образов у Босха: «С таким мастерством твоя правая рука раскрывает Всё, что содержится в таинственных недрах Ада, Что я верю, что глубины жадного Плутона открылись тебе, И далёкие области Ада были тебе показаны».
Большая часть работ Босха вскоре после их создания была перевезена в Испанию, и испанские авторы эпохи контрреформации также обращали внимание на демонический характер его «странных образов». Однако дон Фелипе де Гевара (исп. Felipe de Guevara), признанный знаток творчества Босха, продавший Филиппу II несколько произведений Босха из своей коллекции, придерживался мнения, что Босха нельзя считать изобретателем демонов. «Я не отрицаю, что он писал странные изображения вещей, но это делалось с единственной целью — дать трактовку Ада. И то, что Иероним Босх сделал с благоразумием и достоинством, другие делали и делают без всякой сдержанности и рассудительности». Библиотекарь Эскориала монах Хосе де Сигуенса (исп. José de Sigüenza), живший в XVII веке и хорошо знавший картины Босха, считал, что будь его живопись еретической, король Филипп II едва ли стал бы терпеть его работы в Эскориале; они, напротив, представляют собой сатиру на всё греховное. Сигуенса так оценивал творчество Босха: «Разница между работами этого человека и других художников заключается в том, что другие стараются изобразить людей такими, как они выглядят снаружи, ему же хватает мужества изобразить их такими, как они есть изнутри». Великий испанский писатель Лопе де Вега называл Босха «великолепнейшим и неподражаемым художником», а его работы — «основами морализирующей философии».

### Символизм произведений

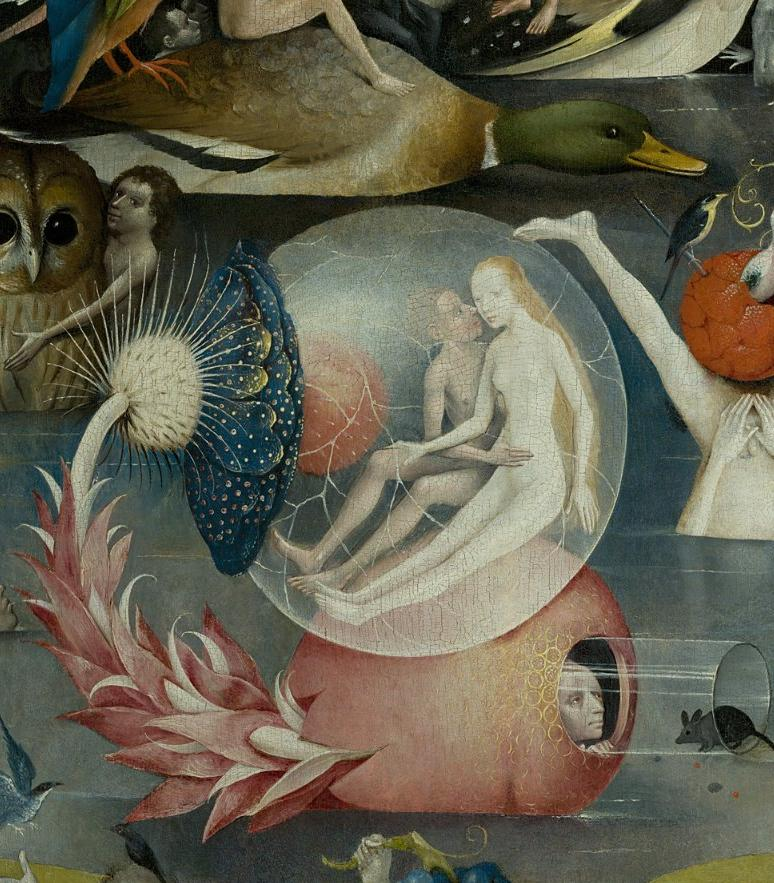

Для современников Босха его картины имели гораздо больший смысл, чем для современного зрителя. Необходимые пояснения к сюжетам средневековый человек получал из разнообразных символов, которыми изобилуют картины Босха. Значение многих символов уже безвозвратно утеряно, символы меняли значение в зависимости от контекста, они по-разному трактовались в разных источниках — от мистических трактатов до практической магии, от фольклора до ритуальных представлений. В течение пяти веков многозначность символики Босха позволяла исследователям его творчества и почитателям относить художника к самым разным религиозным и философским направлениям.
Значительное количество символов Босха являются алхимическими. Алхимия в позднем средневековье была своеобразным явлением культуры, явно граничившим с ересью, фантастическим вариантом химии. Её адепты стремились к превращению («трансмутации») неблагородных металлов в золото и серебро с помощью воображаемого вещества — «философского камня». Босх придаёт алхимии негативные, демонические черты. Алхимические стадии превращения зашифрованы в цветовых переходах; зубчатые башни, полые внутри деревья, пожары, выступая символами Ада, одновременно намекают на огонь в опытах алхимиков; герметичный же сосуд или плавильный горн — это ещё и эмблемы чёрной магии и дьявола.

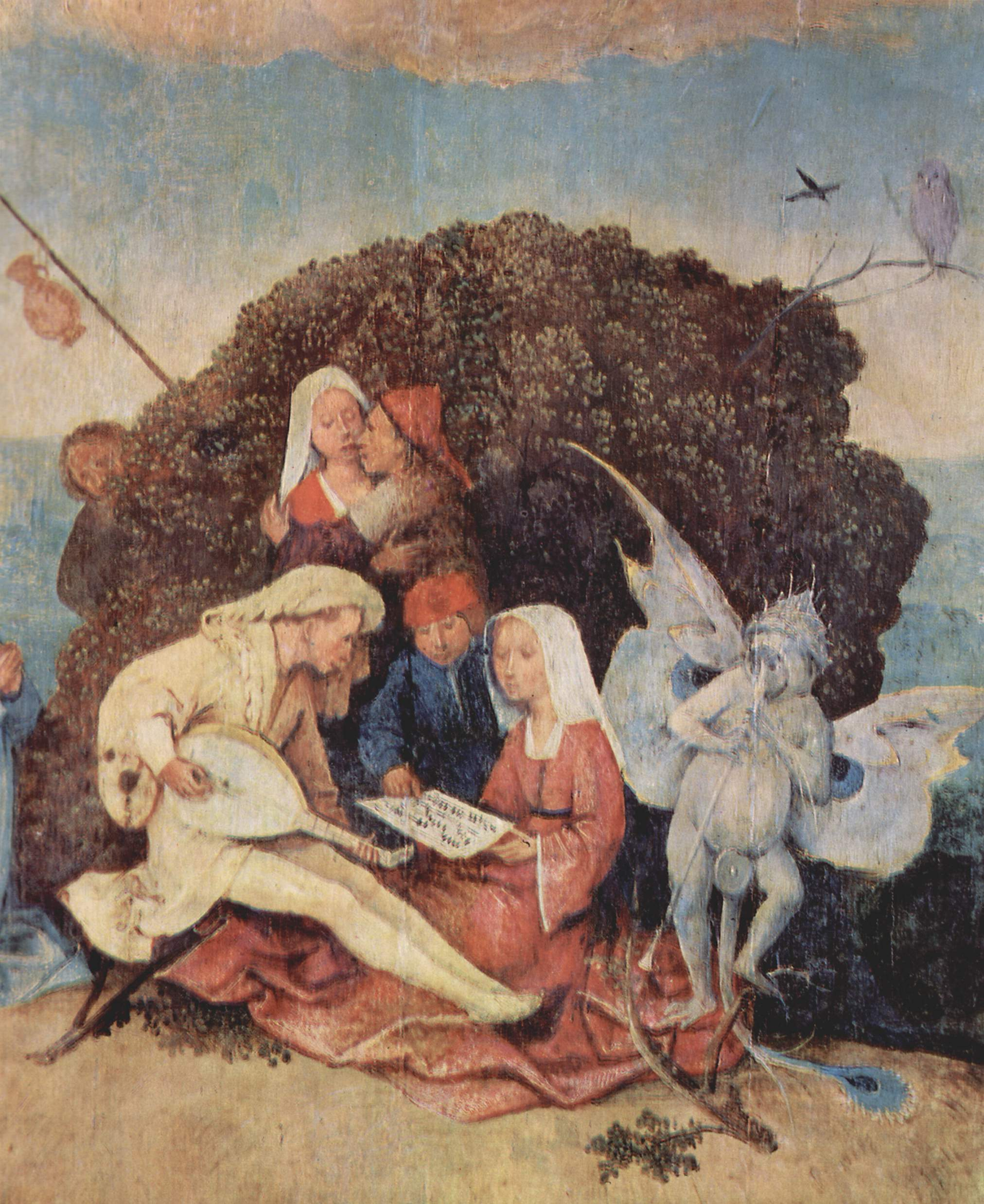

Босх использует и общепринятую в средневековье символику бестиария — «нечистых» животных: на его картинах встречаются верблюд, заяц, свинья, лошадь, аист и множество других. Жаба, в алхимии обозначающая серу, — это символ дьявола и смерти, как и всё сухое — деревья, скелеты животных.
Другие часто встречающиеся символы:
- лестница — символ пути к познанию в алхимии или полового акта;
- перевёрнутая воронка — атрибут мошенничества или ложной мудрости;
- ключ (часто по форме не предназначенный для открывания) — познание или половой орган;
- отрезанная нога, традиционно ассоциирующаяся с увечьями или пытками, а у Босха — связанная к тому же с ересью и магией;
- стрела — символизирует зло; иногда она торчит поперёк шляпы, иногда пронзает тела, порой даже воткнута в анус полуголой персоны (что также означает намёк на испорченность и отсутствие целомудрия);
- сова — в христианских картинах может быть интерпретирована не в антично-мифологическом смысле (как символ мудрости). Босх изображал сову на многих своих картинах, он вносил её иногда в контекстах к персонам, которые себя коварно вели либо предавались смертному греху. Поэтому принято считать, что сова, будучи ночной птицей и хищником, служит злу и символизирует глупость, духовную слепоту и безжалостность всего земного;
- чёрные птицы — грех.

### Копиисты, подражатели, последователи и наследники

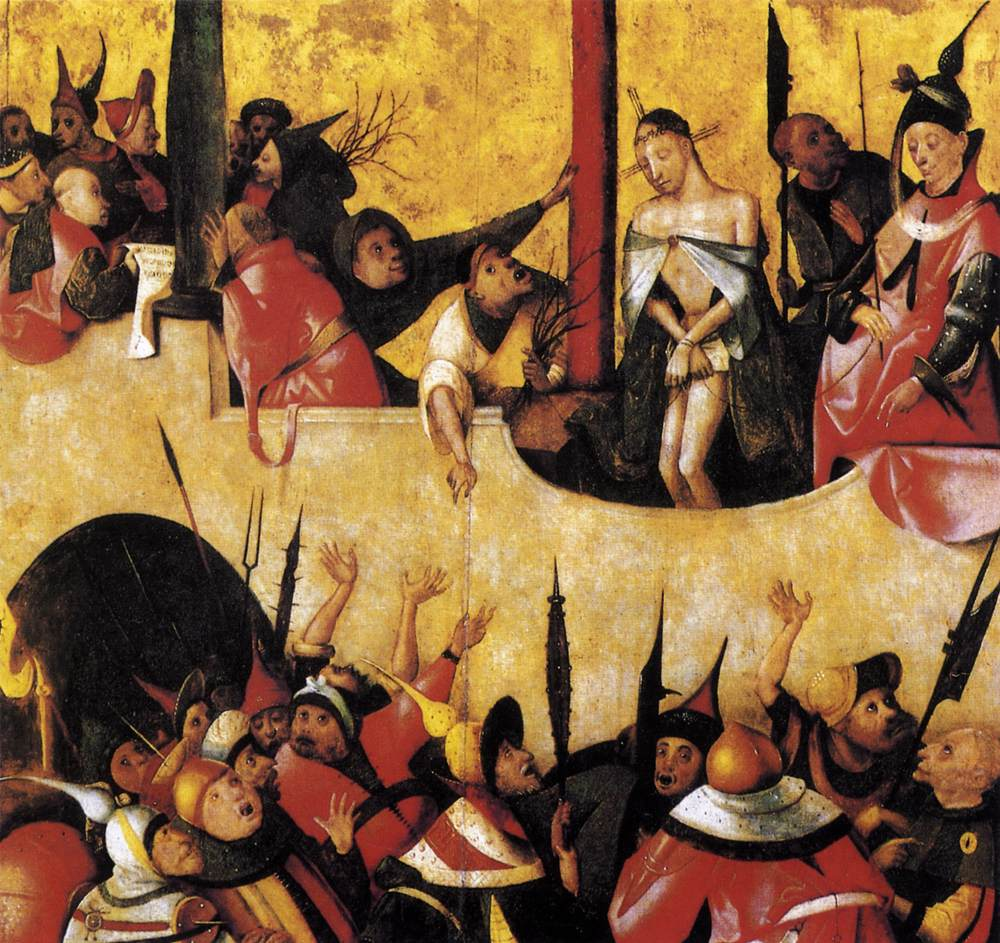
Подражатель Босха. Ecce Homo (Се Человек). 1500—1504. Художественный музей. Филадельфия

Босх — художник нетипичный в панораме нидерландской живописи и единственный в своём роде в европейской живописи XV века. Поразительные по изобретательности формы и фигуры, отклоняющиеся от нормы, чудовищные и парадоксальные, рождены свободным, исключительно богатым воображением, отражающим фантазию современных Босху североевропейских народных рассказов.

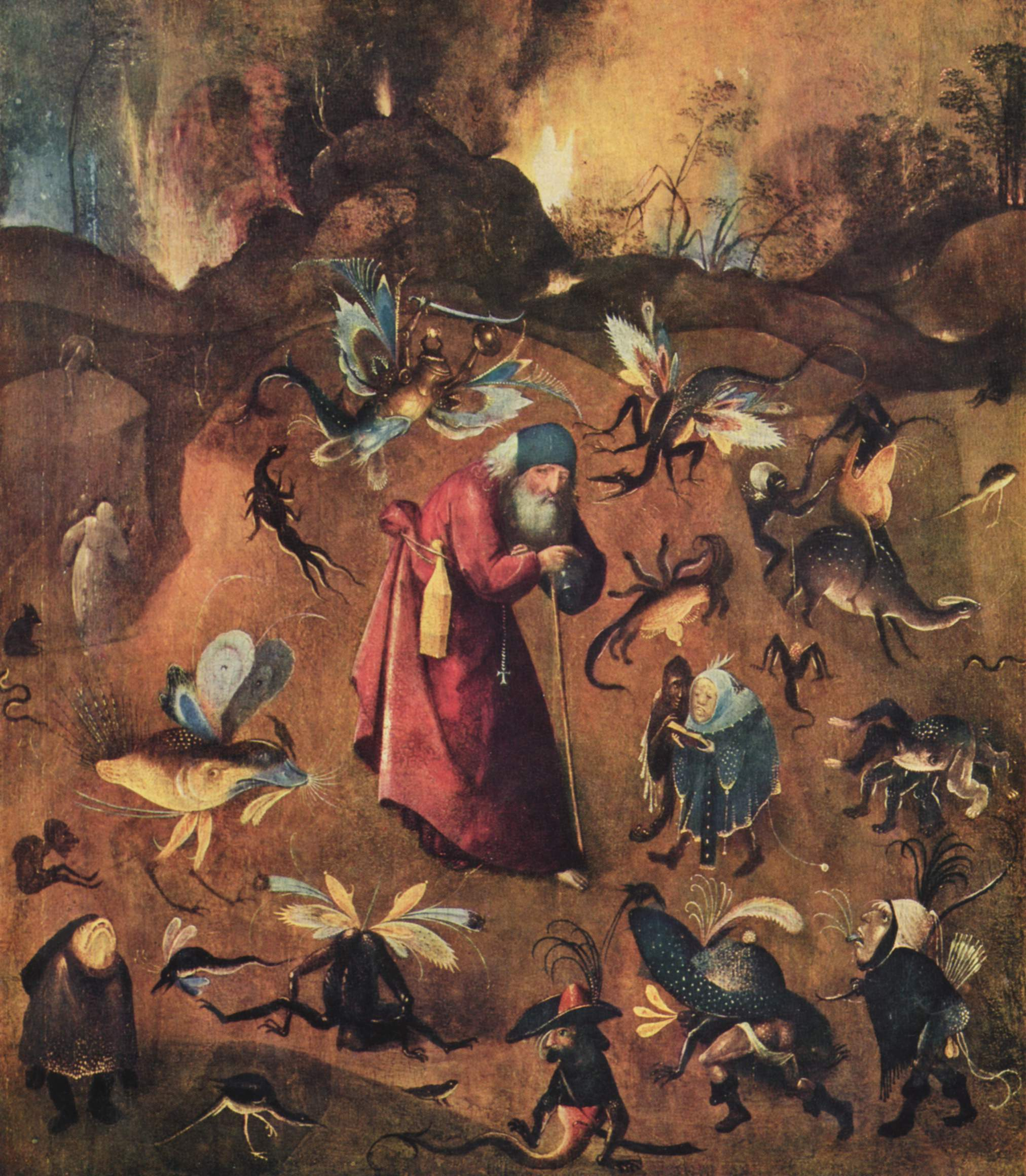
Подражатель Босха. Искушения св. Антония. Около 1500. Собрание Ф. ван Лансхота. Хертогенбос

Босх производит впечатление мастера «неподражаемого», однако его манера была воспринята множеством копиистов, как только выяснилось, что это гарантировало выгодную продажу картин. Вероятно, сам Босх мог следить за изготовлением копий некоторых своих работ, в частности, триптиха «Воз сена», который существует в двух версиях — (в собраниях Прадо и Эскориала). Многие работы, которые долгое время считались авторскими, сегодня оспорены и были копиями или подражаниями неизвестных современников или «наследников» Босха. Параллельно с чисто ремесленными подражателями, не претендовавшими на оригинальность, как, например, Ян Мандейн или Ян Велленс де Кок, работали и другие мастера, создававшие под впечатлением картин Босха собственные интересные композиции. К таким художникам следует отнести, прежде всего, Квентина Массейса и Иоахима Патинира. Массейс перенял жанровый характер и моралистическую направленность босховских триптихов, и в его творческом преломлении это стало характерным достоянием голландской живописной школы. Патинира, напротив, привлекал космический масштаб происходящего — в своих панорамных картинах, идя вослед Босху, он воплощал фантастические и грандиозные пейзажи. В многоплановом творчестве Питера Брейгеля Старшего обе тенденции, развиваясь параллельно, представлены в равной степени, являя синтез нового философского обобщения. То, что Питер Брейгель Старший (около 1525/30—1569) в первую очередь унаследует от Босха, будет именно причастность народной крестьянской культуре, а также морализаторский дух, выраженный через аллюзии и подтексты двусмысленной и тонкой трактовки сюжета.

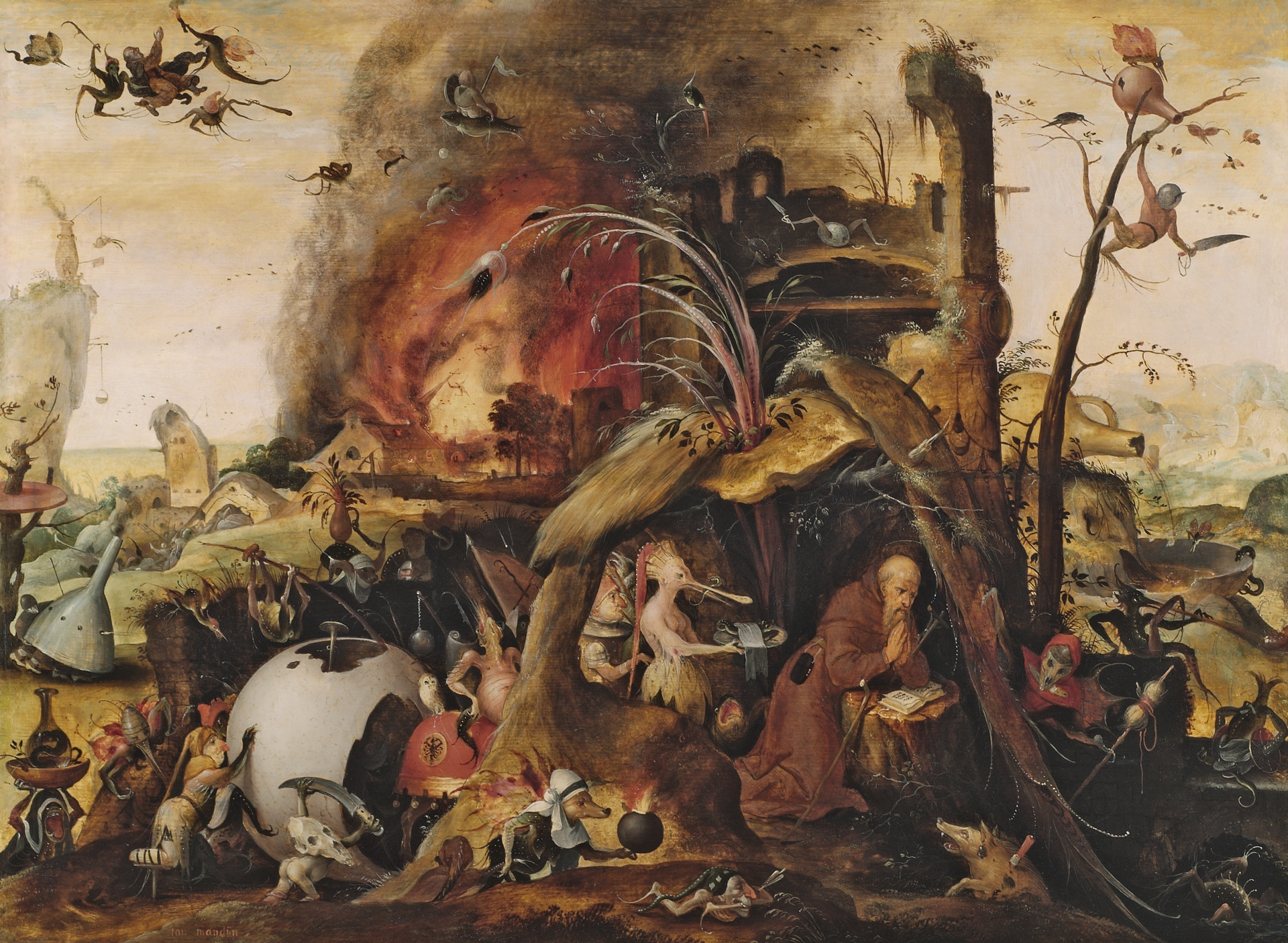
Ян Мандейн. Искушения св. Антония. Около 1550, музей Франса Халса, Харлем

Когда сюрреализм заявил о главенстве подсознания в искусстве, фантазии Босха были заново оценены. Изъятые из позднеготического контекста, в котором они возникли, его чудовищные фигуры получили новую жизнь. Макс Эрнст и Сальвадор Дали объявили себя его наследниками. Создания Дали повинуются метаморфическому закону, который всё делает принадлежащим единой реальности первозданного хаоса, поэтому в атмосфере его картин господствуют абсурд и тайна. Творчество Босха старались представить в свете психоаналитической теории Фрейда: лишь высвобождение сверхъестественных сил бессознательного могло породить адские видения нидерландского мастера. Фантасмагорический мир Босха вполне отвечает теории автоматизма, изложенной Андре Бретоном в первом манифесте сюрреалистов (1924): живописец запечатлевает любой образ, возникший в его сознании. Сам Бретон определял Босха как «совершенного визионера», отводя ему роль предтечи сюрреализма: поэтику воображения без границ предваряет творчество «живописца бессознательного». И одним из самых прочных мостов, связавших искусство авангарда с живописью Босха, стала магия алхимии — их общий неисчерпаемый источник образов. Одно из доказательств тому — очевидное влияние, которое творчество Босха оказало на работу представителя нефигуративного искусства Евгения Михнова-Войтенко, посвятившего Босху в 1970-х годах ряд работ, созданных в стиле «творческого диалога» с предшественником.
Теории сюрреализма, основанные на психоанализе Фрейда, не смогли дать полную расшифровку картин нидерландского живописца. Современная психология может объяснить, почему произведения Босха обладают такой притягательностью, но не может определить смысл, который они имели для художника и его современников.
Подражатели Босха существуют и в наше время как в жанровой, так и в камерной городской скульптуре. Так, большой популярностью у туристов пользуется скульптура «Корабль дураков» в Нюрнберге.

## Художественные произведения Босха

### Список музеев
Работы Босха выставлены в следующих музеях:
- на родине в Нидерландах — в Музее Бойманса, Роттердам;
- в Испании:
  - в мадридском Прадо — наиболее полное собрание произведений;
  - в Музее Ласаро Гальдиано (англ. Museum of Lázaro Galdiano) в Мадриде;
  - в монастыре Эскориала в окрестностях Мадрида;
- во Франции:
  - в Лувре, Париж;
- в Италии — в Галерее Академии, Венеция;
- в Португалии — в Национальном музее древнего искусства, Лиссабон;
- в Бельгии:
  - Музей изящных искусств в Генте;
  - Королевский музей изящных искусств в Брюсселе;
- в столице Австрии:
  - Музей истории искусств;
  - Академия изобразительных искусств;
  - Галерея Альбертина;
- в Германии:
  - Штеделевский художественный институт во Франкфурте-на-Майне;
  - Берлинская картинная галерея;
  - Гравюрный кабинет в Берлине;
  - Кунстхалле в Гамбурге;
- вне Европы:
  - Национальная галерея искусства в Вашингтоне;
  - Художественный музей в Сан-Паулу.

### Отдельные картины

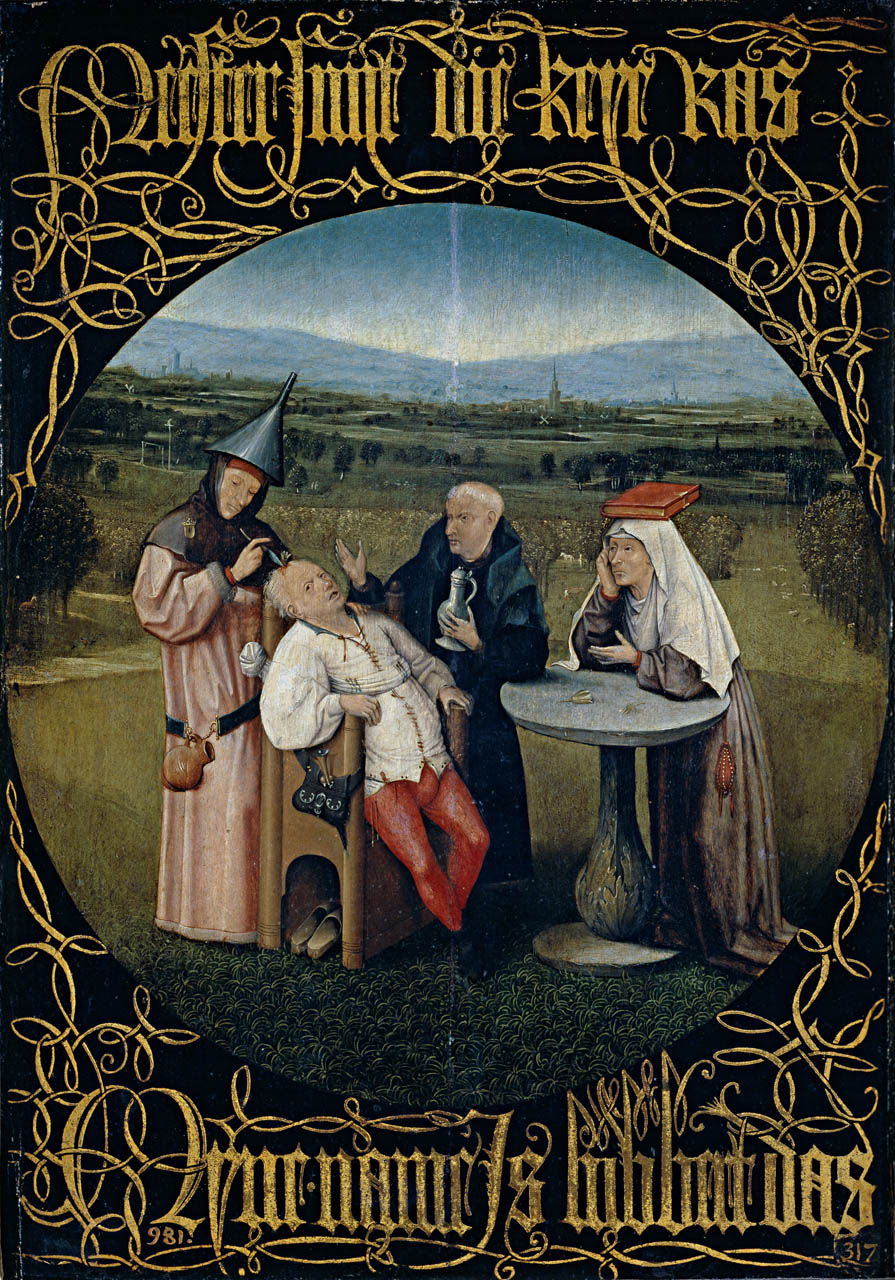
Извлечение камня глупости. 1475—1480. Прадо
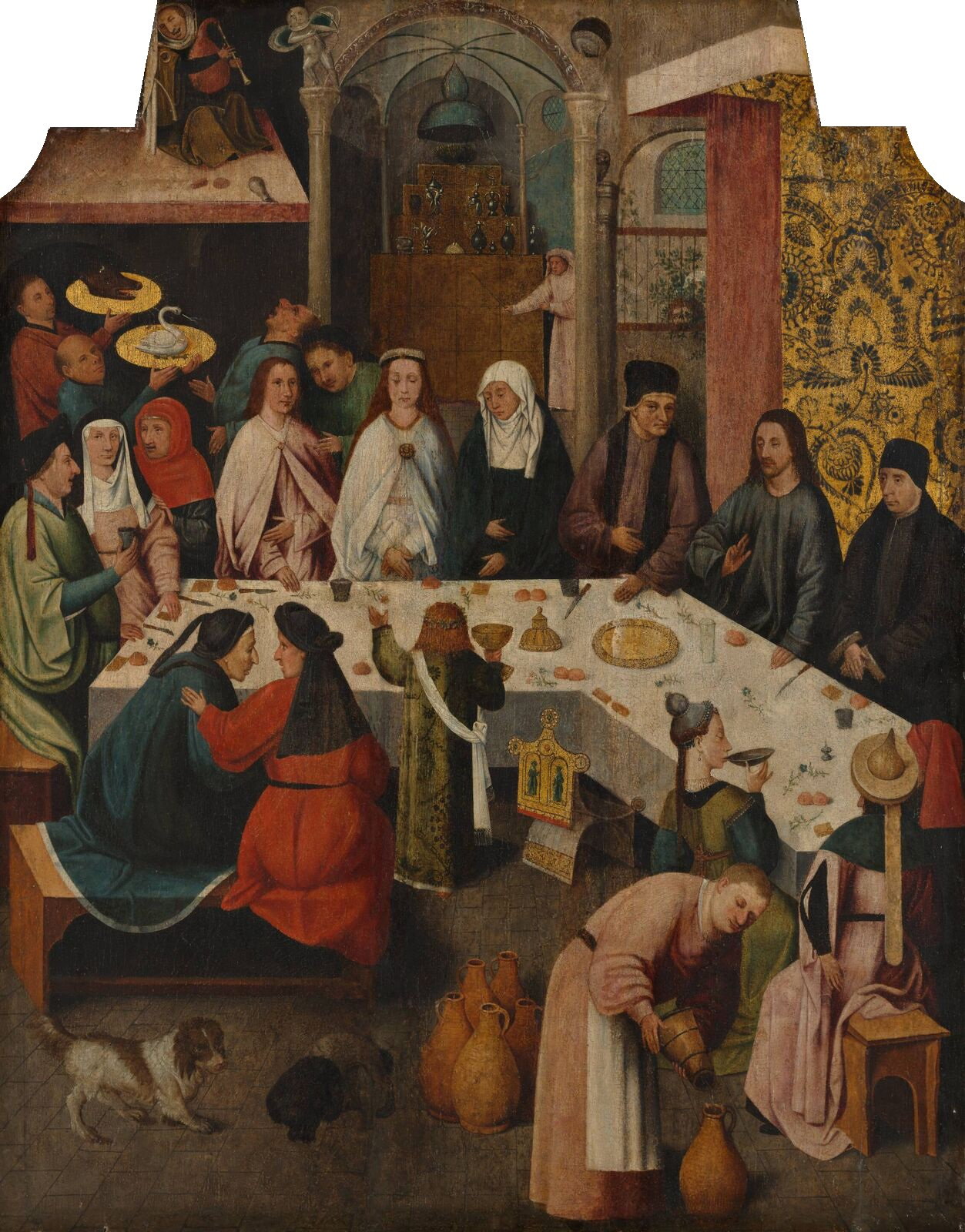
Брак в Кане Галилейской. Музей Бойманса-ван Бёнингена. Роттердам
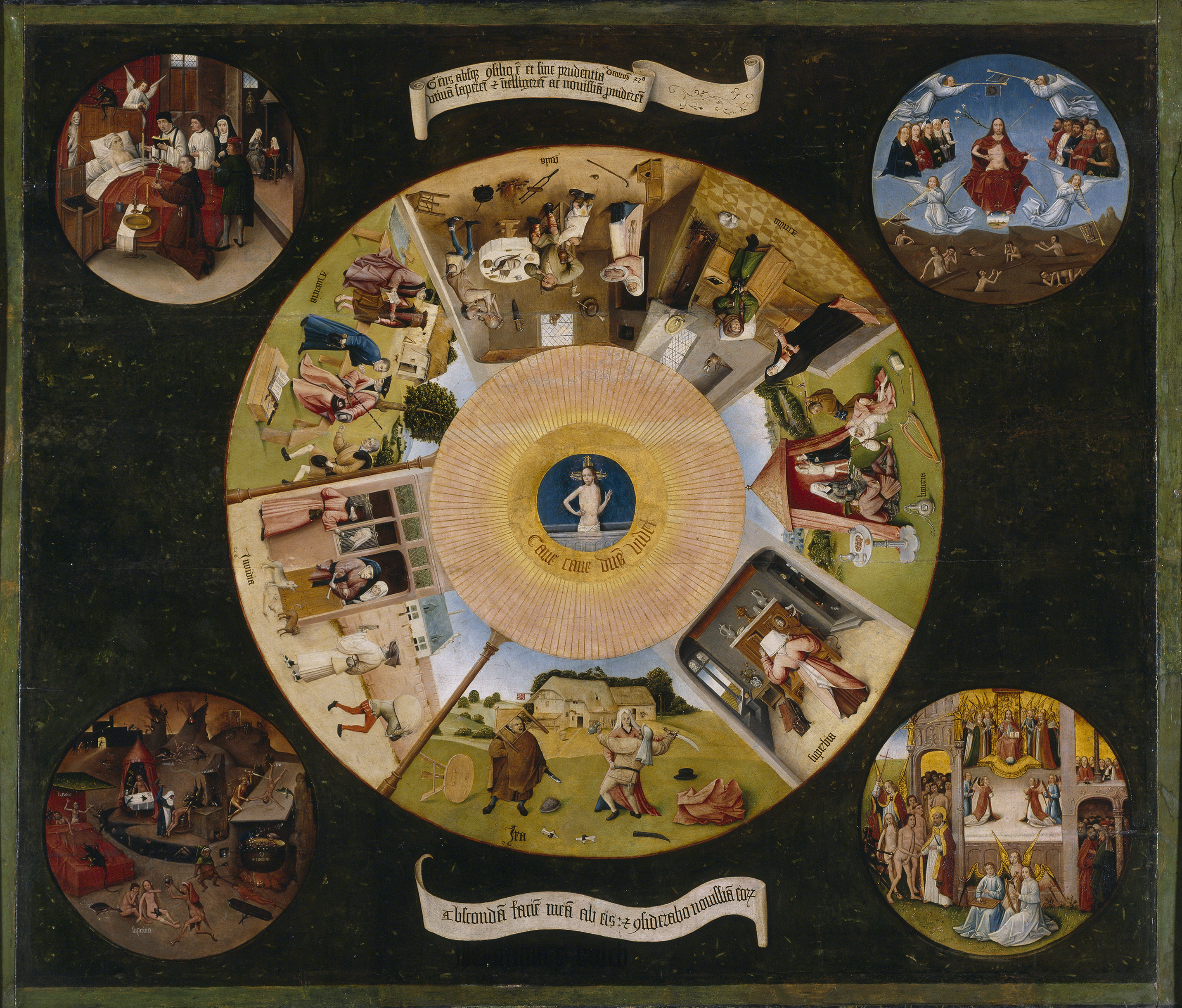
Семь смертных грехов. 1475—1480. Прадо
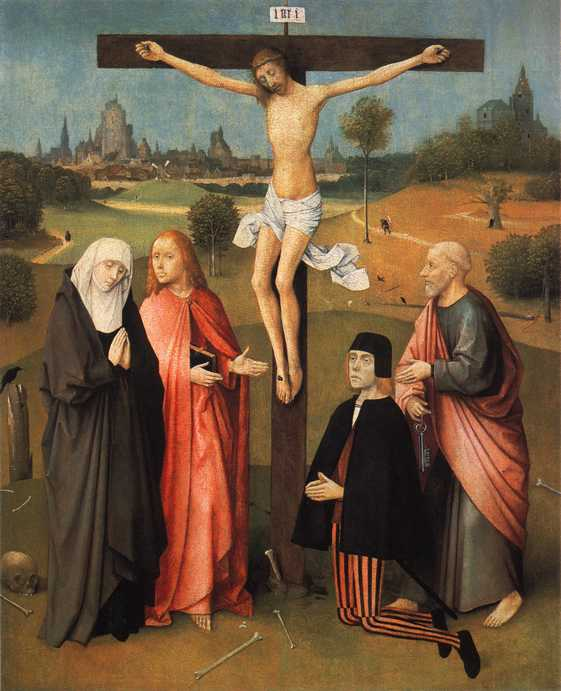
Распятие с донатором. 1480—1485. Королевские музеи изящных искусств. Брюссель
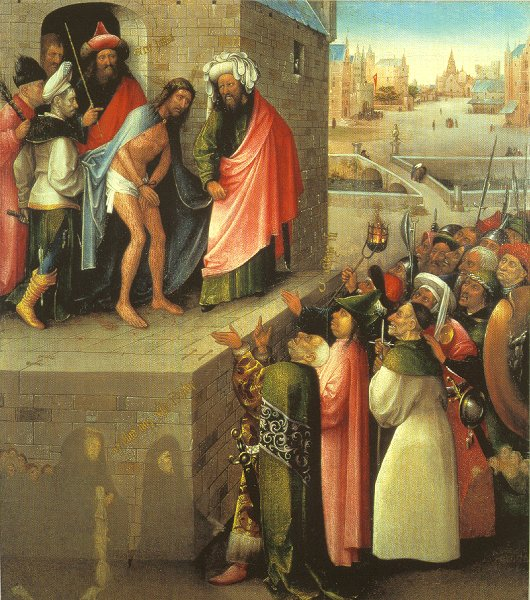
Ecce Homo. 1480—1485. Штеделевский художественный институт. Франкфурт
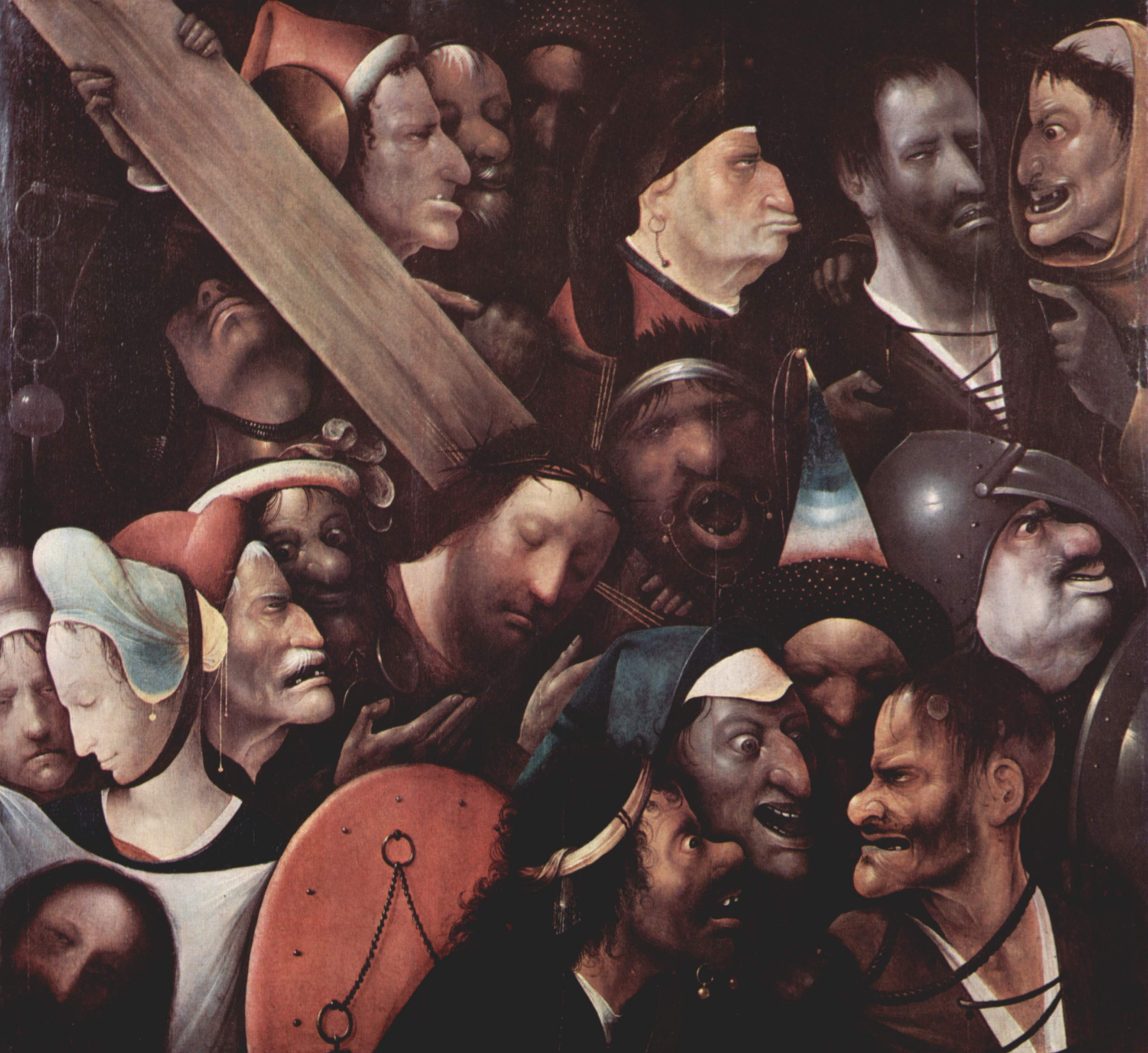
Несение креста. 1490—1500. Музей изящных искусств. Гент
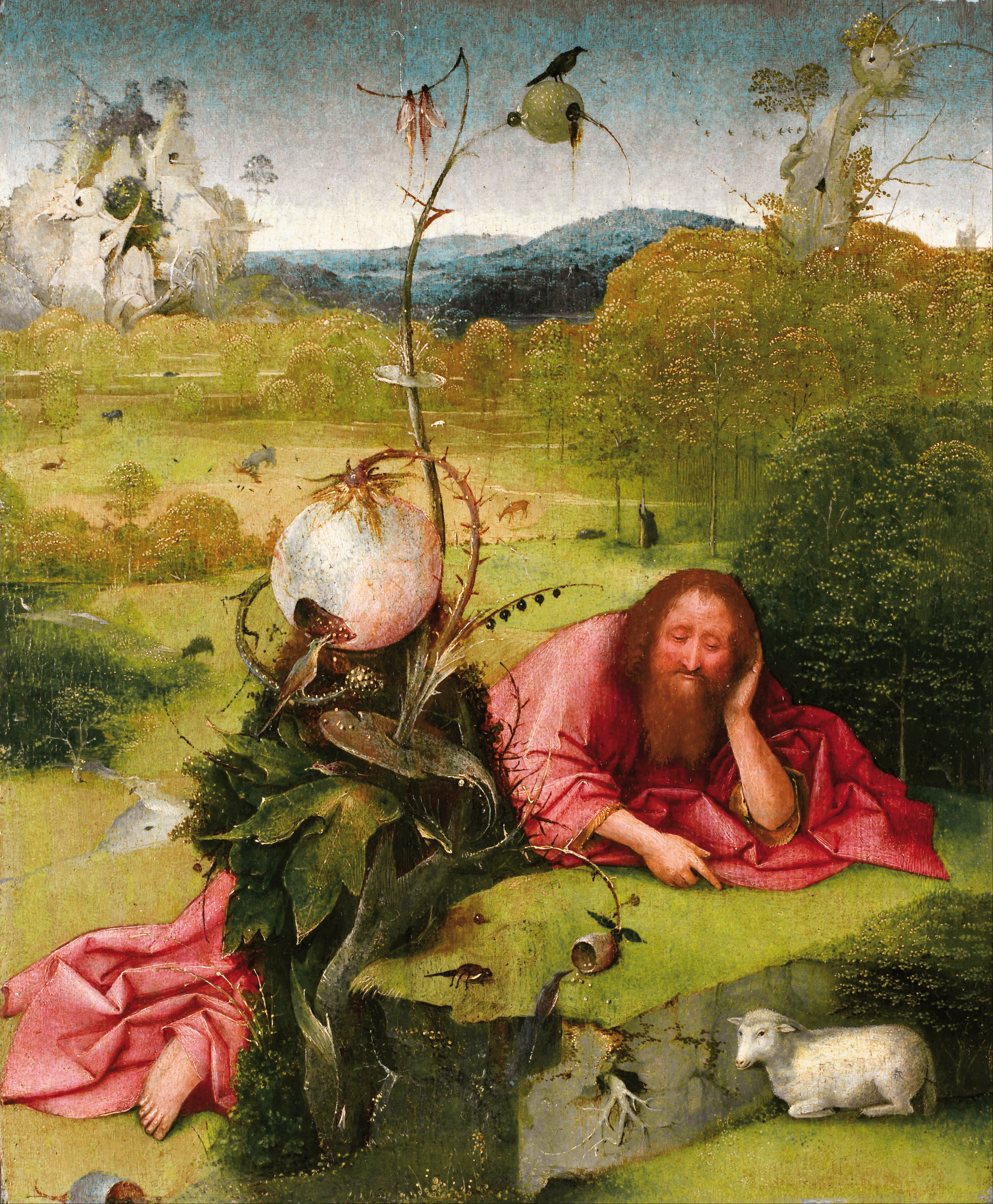
Св. Иоанн Креститель в пустыне. 1504—1505. Собрание Хосе Ласаро Гальдиано. Мадрид
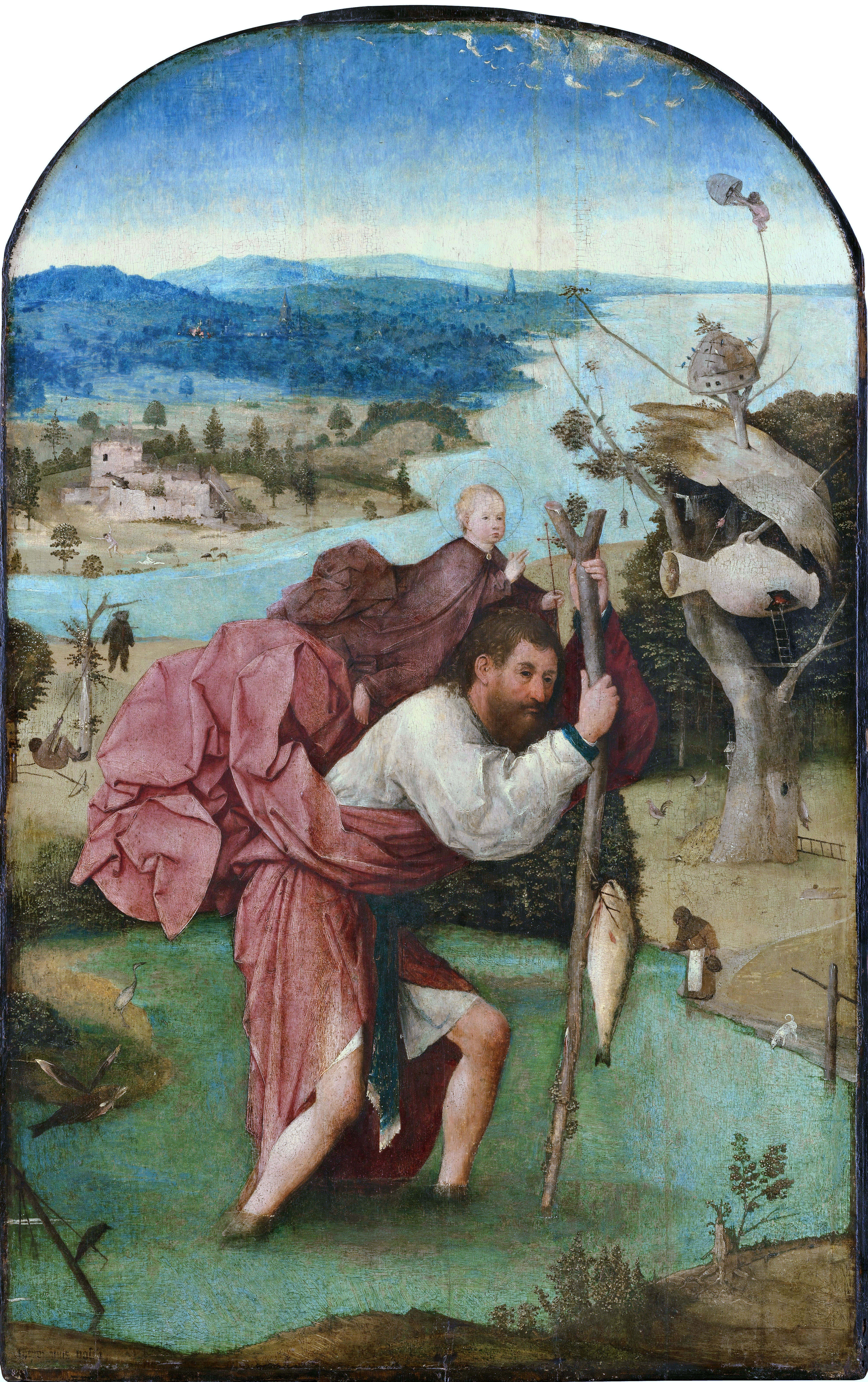
Св. Христофор. 1504—1505. Музей Бойманса-ван Бёнингена. Роттердам
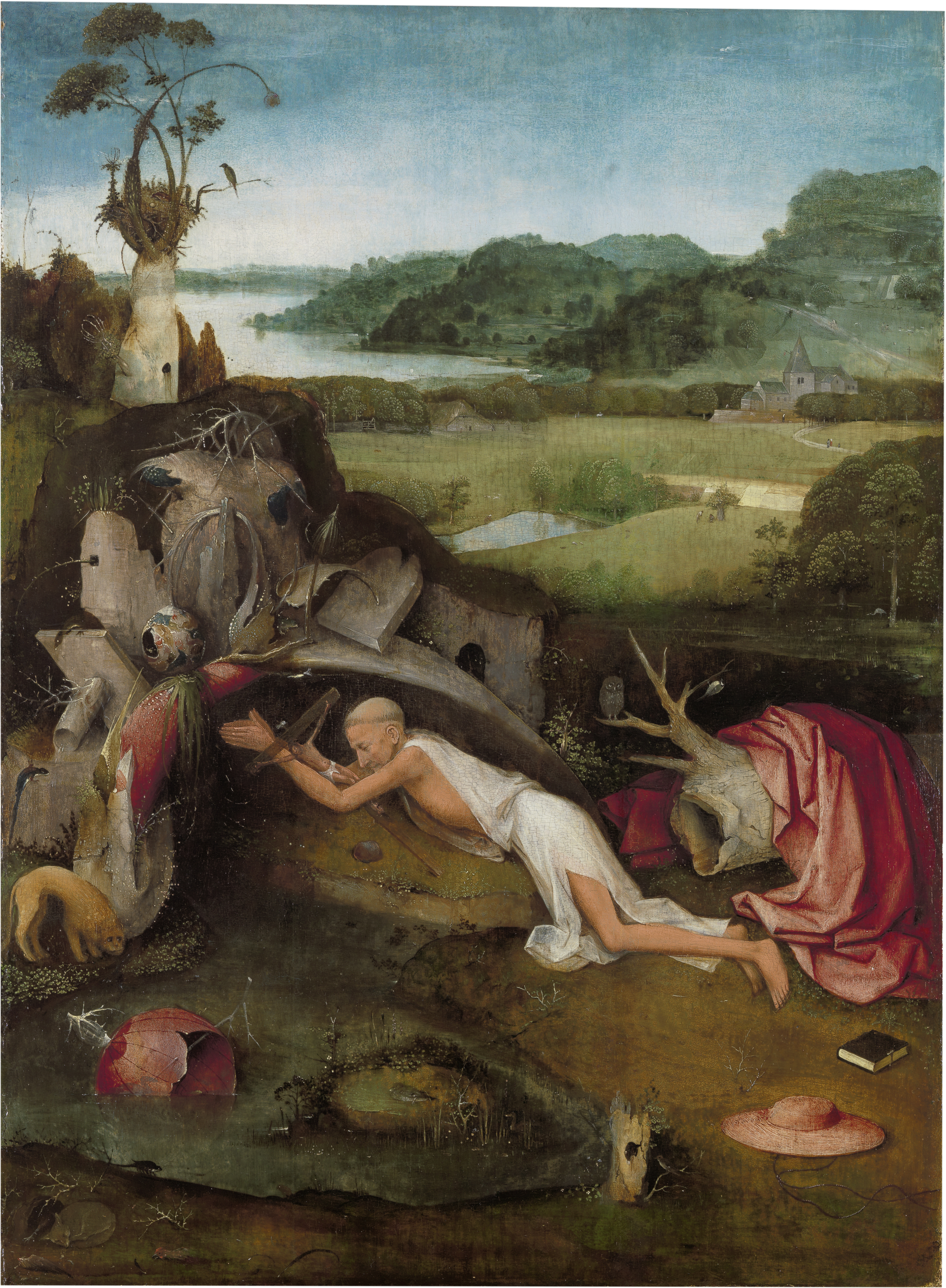
Св. Иероним за молитвой. Около 1505. Музей изящных искусств. Гент
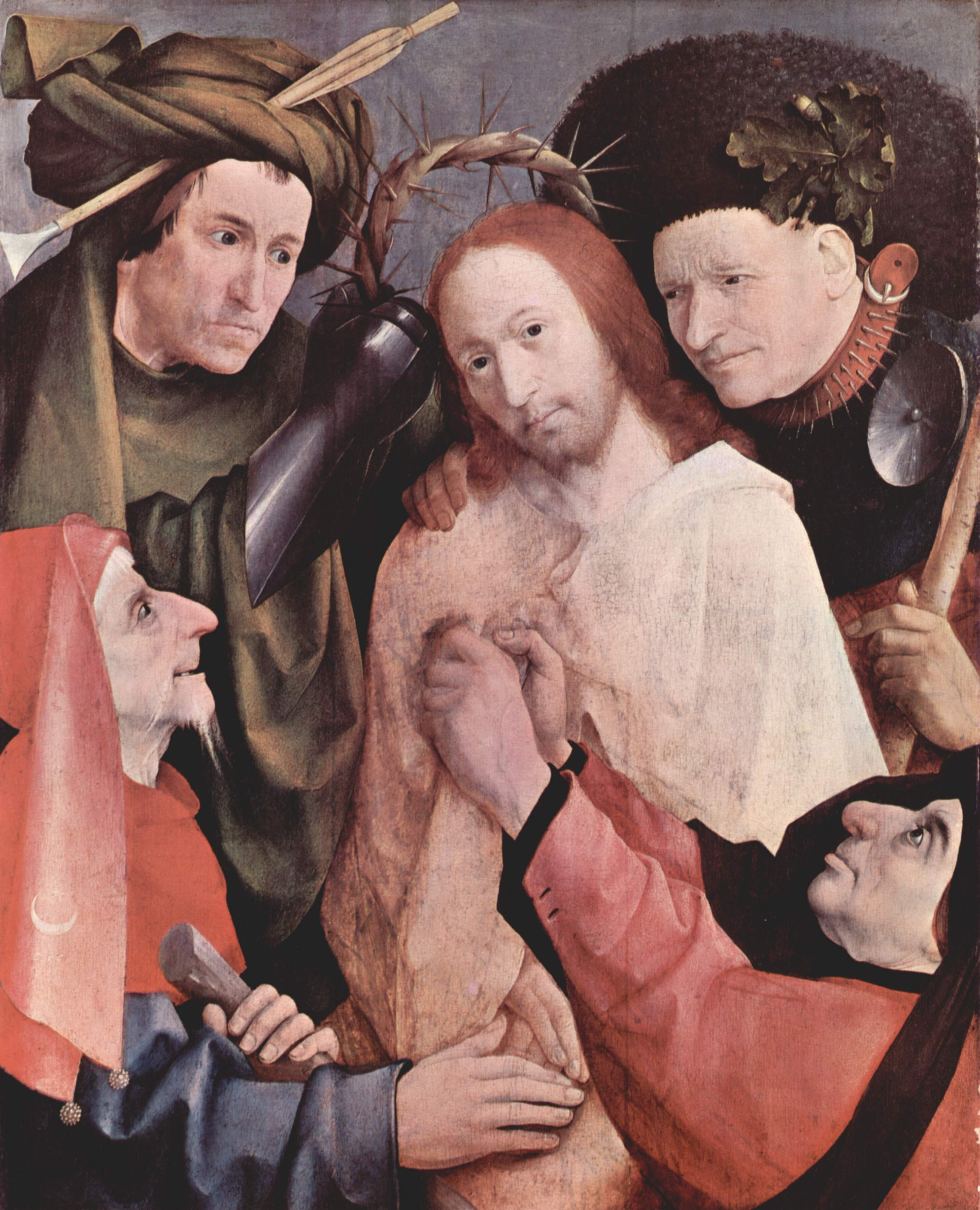
Увенчание терновым венцом. 1508—1509. Национальная галерея. Лондон
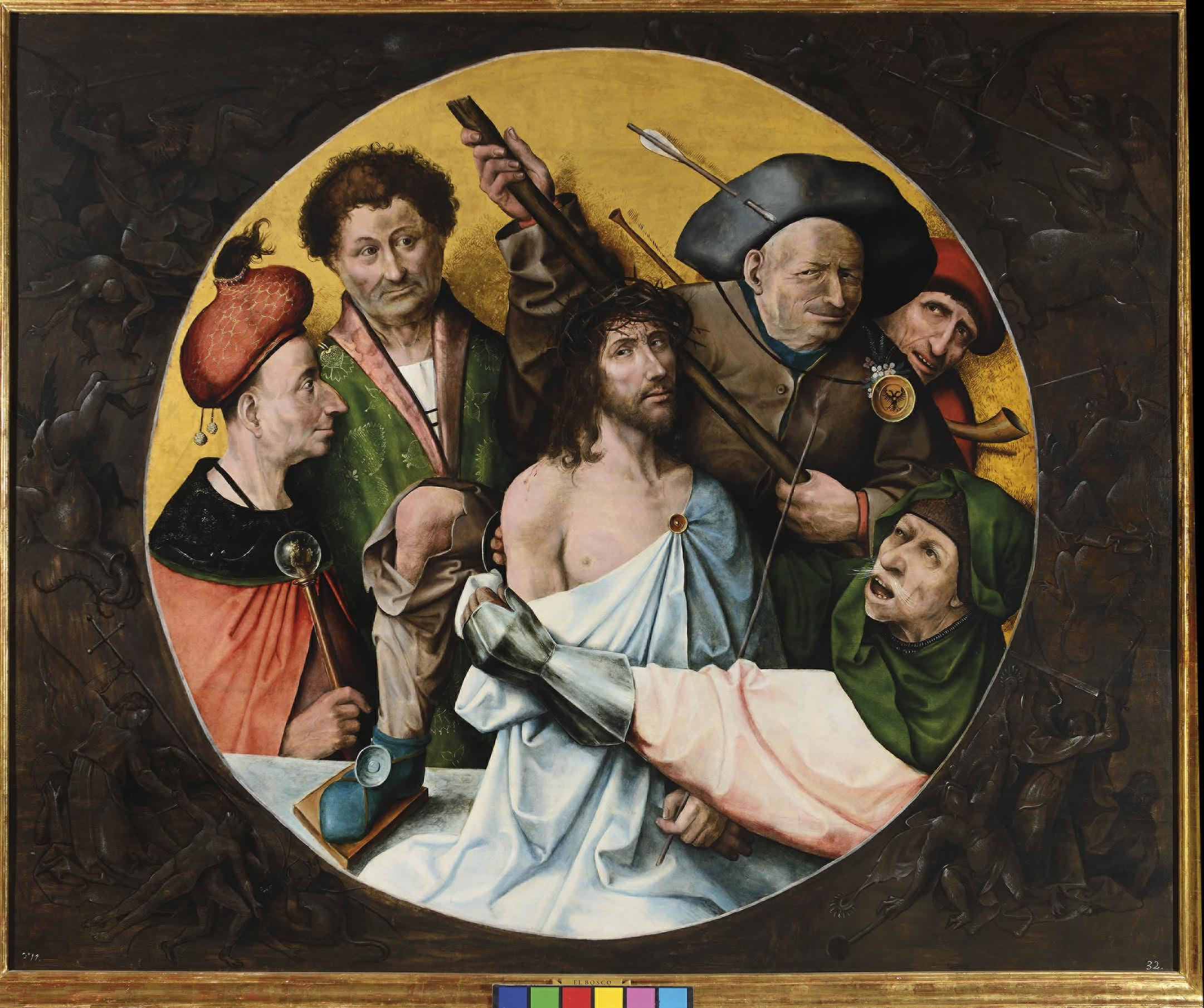
Увенчание терновым венцом. Около 1510. Монастырь Сан-Лоренсо. Эскориал
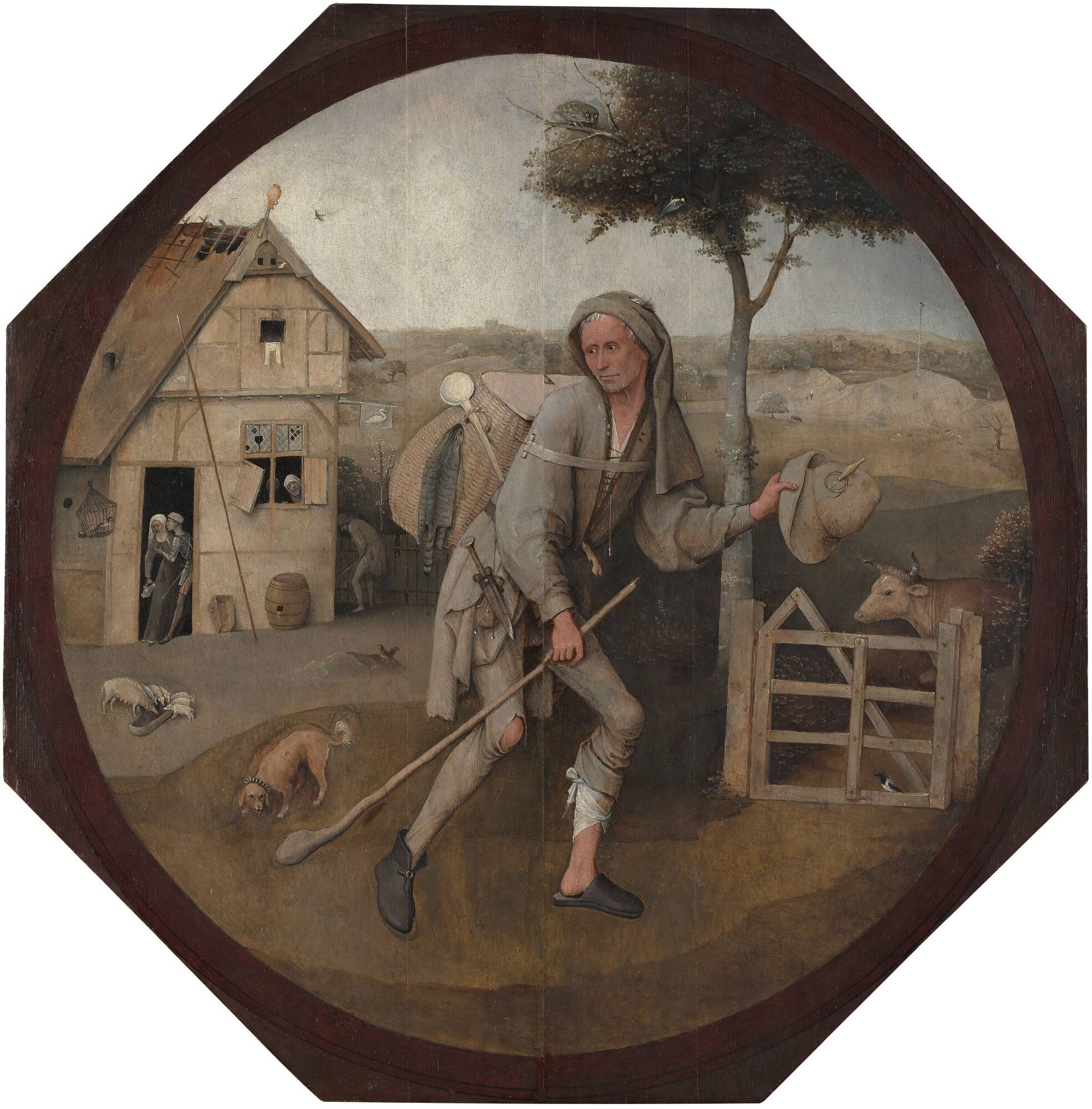
Блудный сын. Около 1510. Музей Бойманса-ван Бёнингена. Роттердам

### Триптихи Босха

Самый известный триптих Босха «Сад земных наслаждений»

Главные шедевры Босха, обеспечившие ему посмертную славу, — большие алтарные триптихи. До нашего времени сохранились:
- Воз сена (1500—1502), экспонат музея Эскориал, Мадрид;
- Распятая мученица (1500—1503), Галерея Академии, Венеция;
- Сад земных наслаждений (1500—1510), музей Прадо, Мадрид;
- Страшный суд (1504), Академия изобразительных искусств, Вена;
- Святые отшельники (около 1505), Галерея Академии, Венеция;
- Искушение святого Антония (1505—1506), Национальный музей древнего искусства, Лиссабон;
- Поклонение волхвов (около 1510), музей Прадо, Мадрид.

### Створки (фрагменты) несохранившихся триптихов

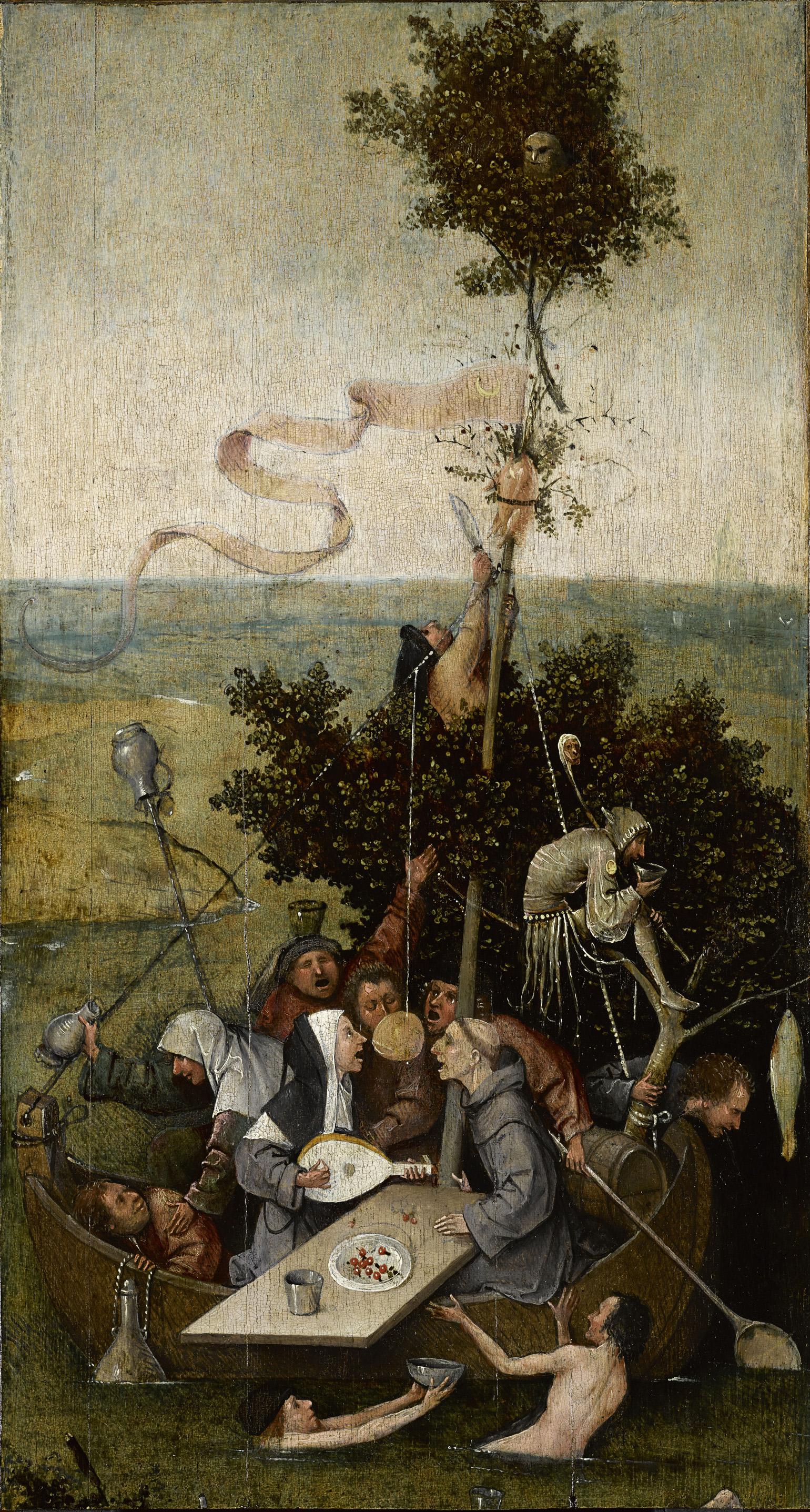
Корабль дураков. 1495-1500. Лувр. Париж
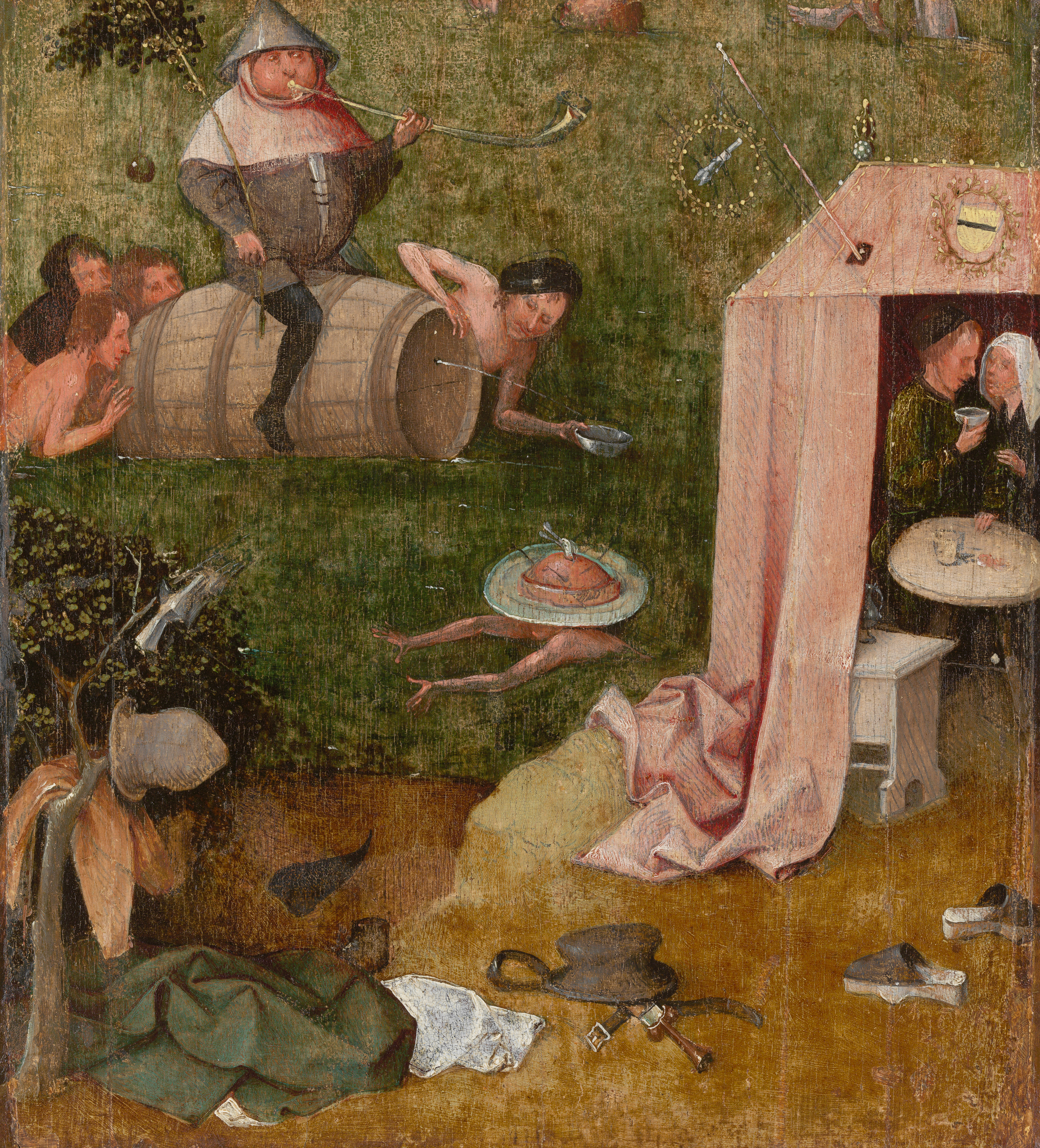
Аллегория чревоугодия и любострастия. Около 1500. Художественная галерея Йельского университета. Нью-Хейвен
Смерть скупца. Около 1500. Национальная галерея искусства. Вашингтон
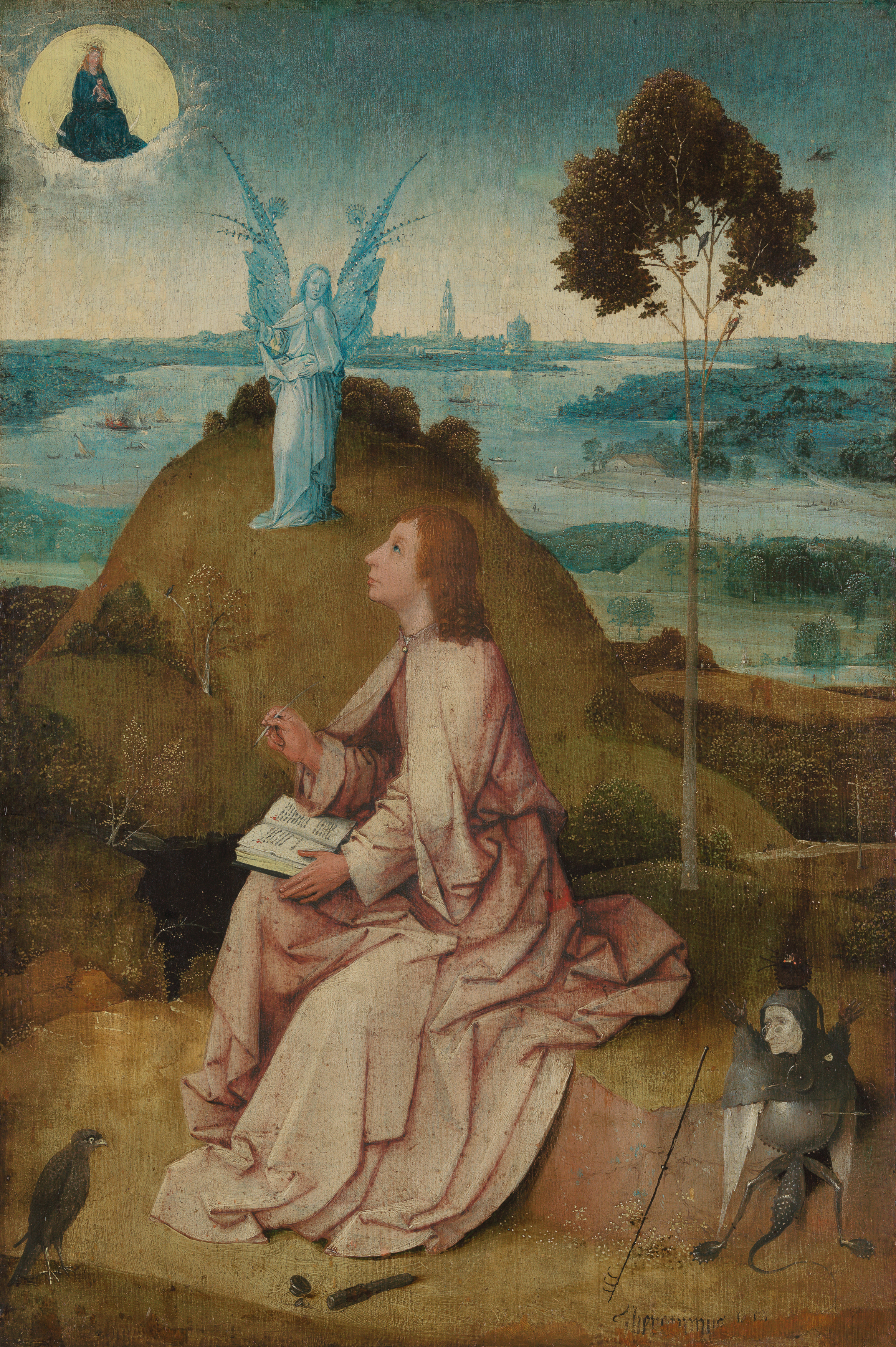
Св. Иоанн на Патмосе. 1504—1505. Берлинская картинная галерея. Берлин
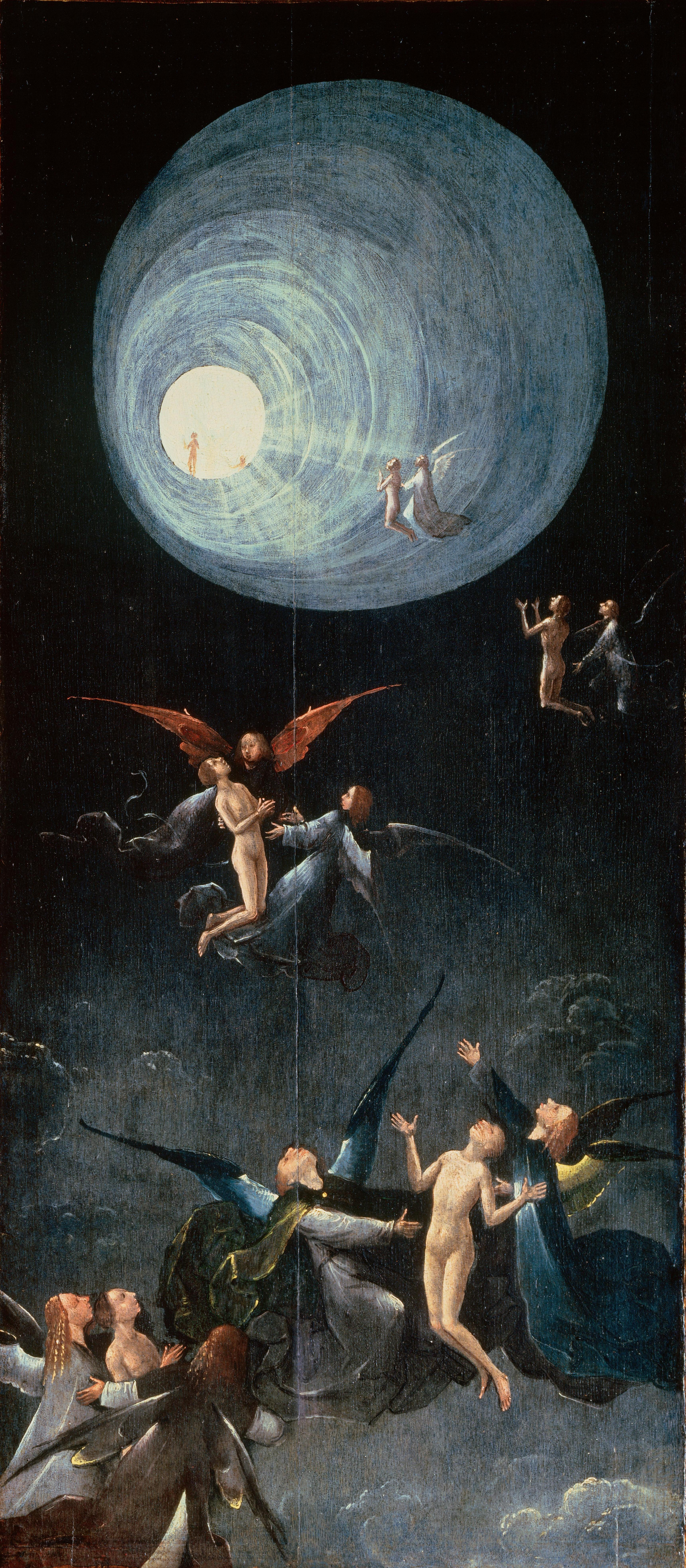
«Блаженные и проклятые». 1504—1505. Галерея Академии. Венеция
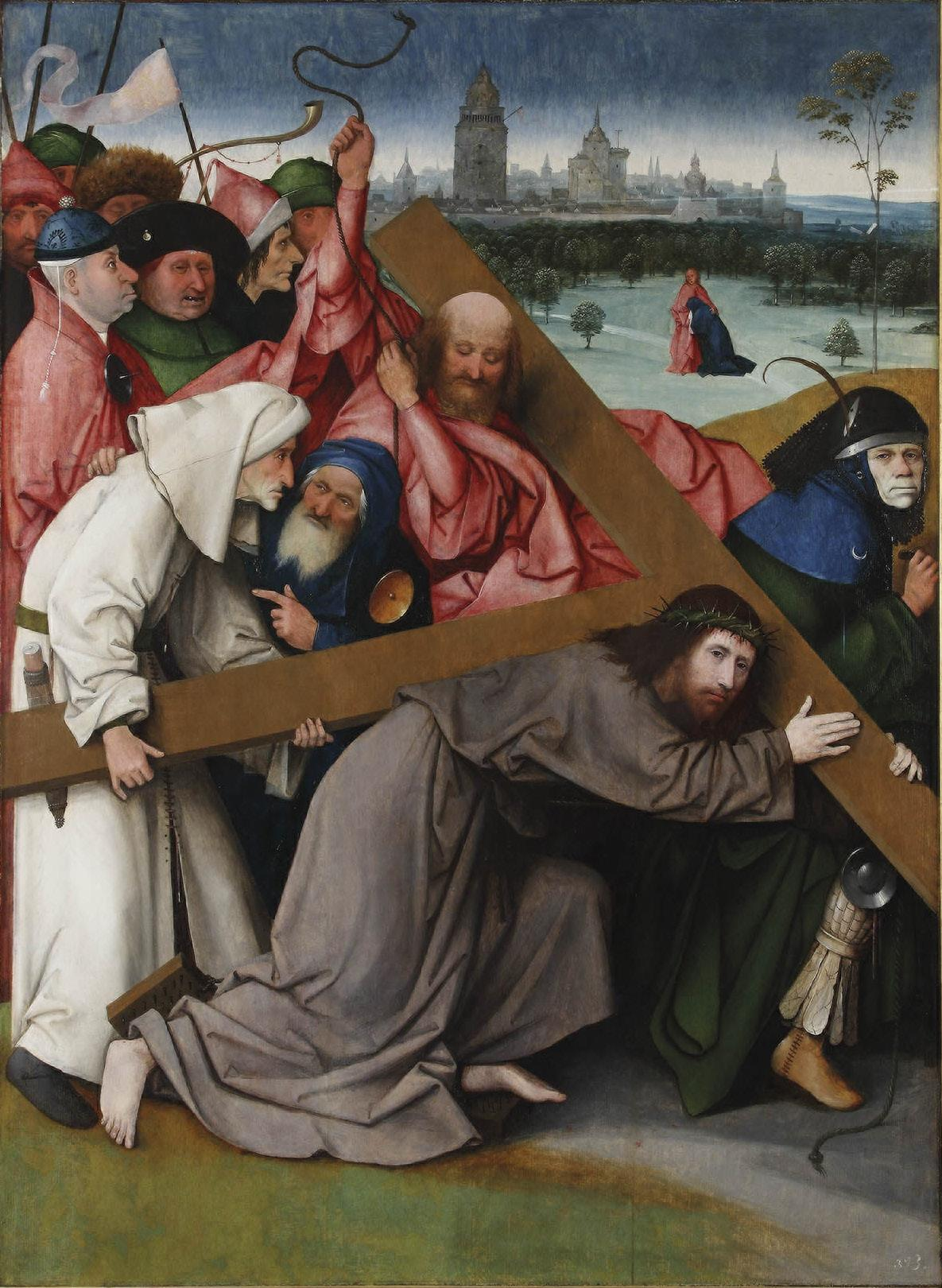
Несение креста. 1505. Королевский дворец. Мадрид
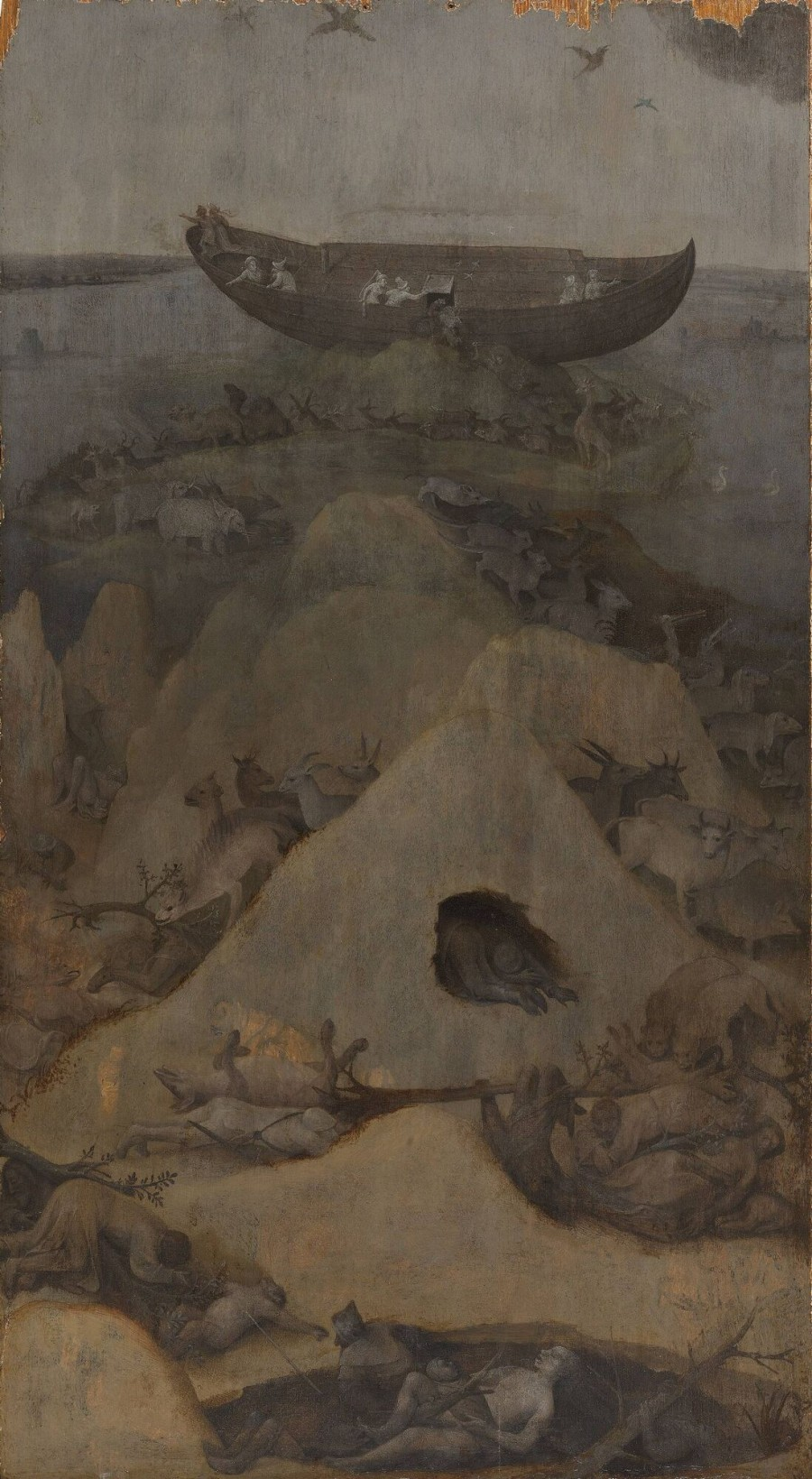
Ад и Потоп. 1508—1514. Музей Бойманса-ван Бёнингена. Роттердам
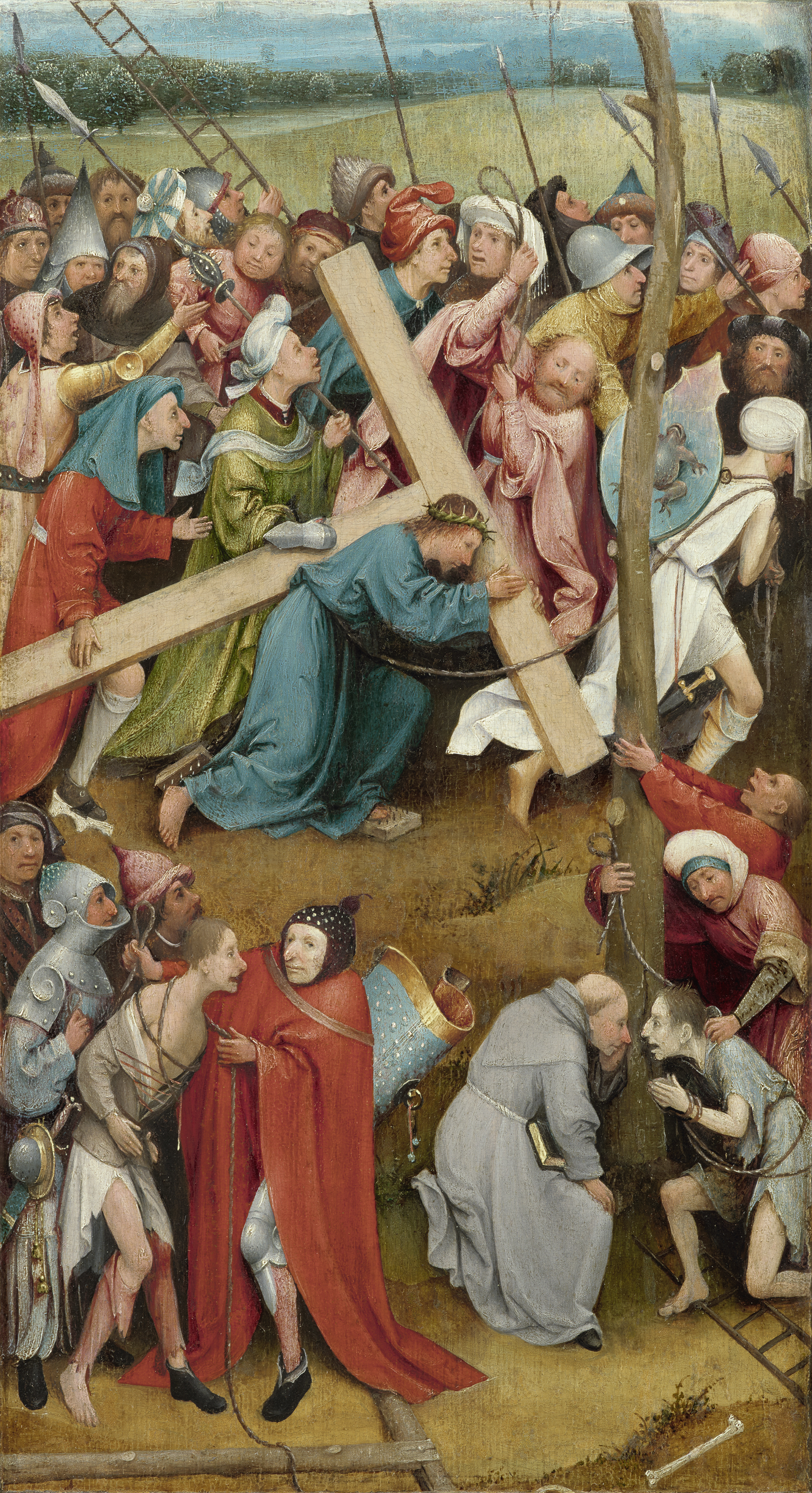
Несение креста. 1515—1516. Музей истории искусств. Вена

### Графика Босха
С большой долей достоверности авторство Иеронима Босха было установлено лишь в отношении 9 рисунков.

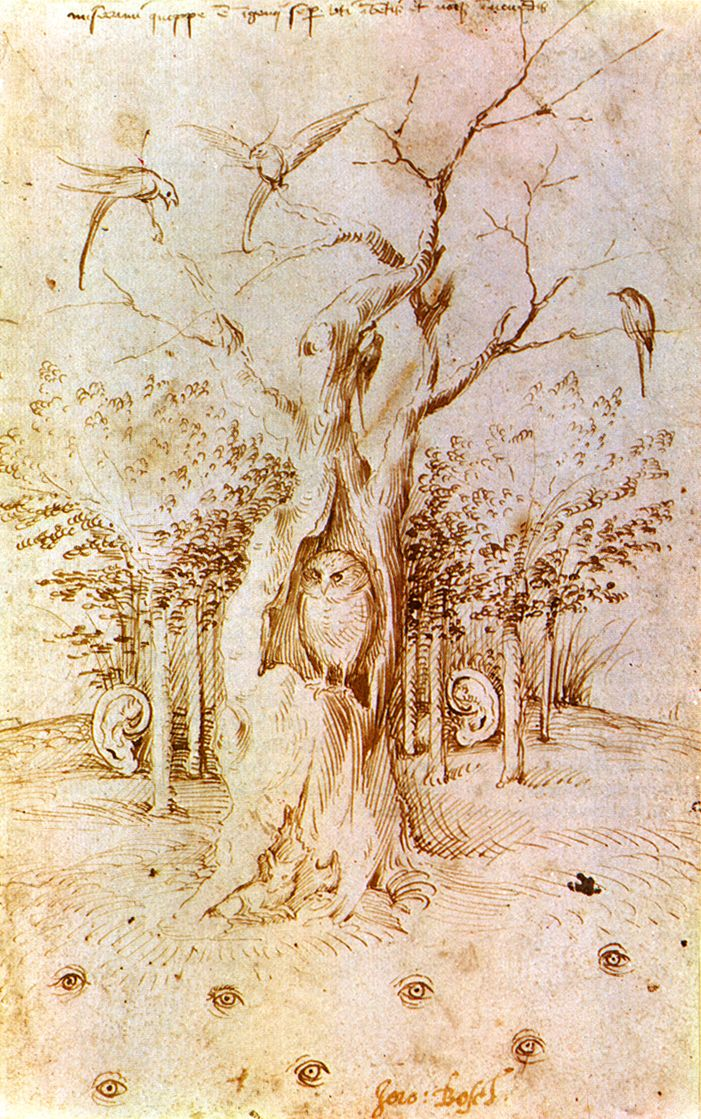
Слышащий лес и зрячее поле. Перо, бистр. 20,2×12,7 см. Гравюрный кабинет. Берлин
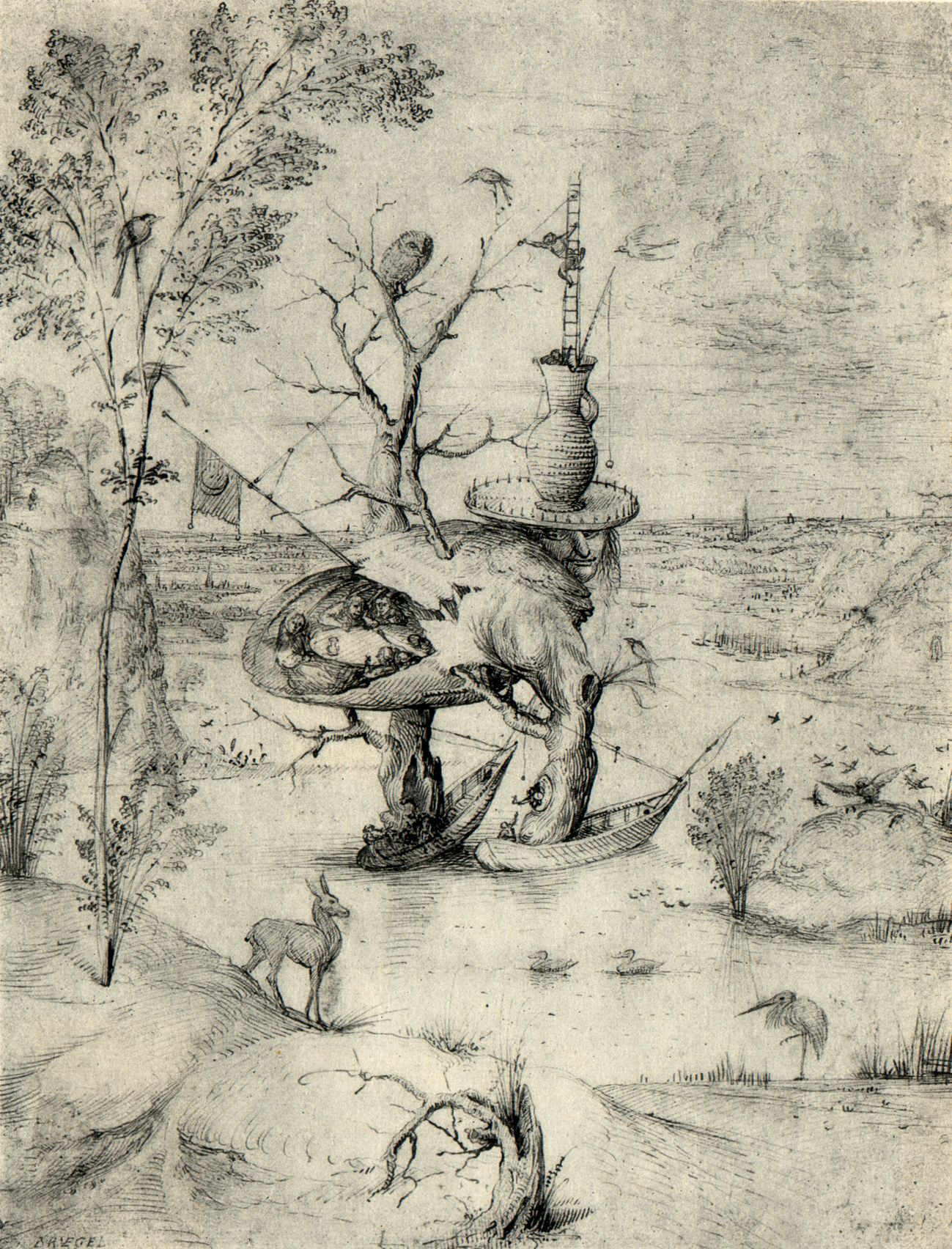
Человек-дерево. Перо, бистр. 27,3×21,1 см. Альбертина. Вена
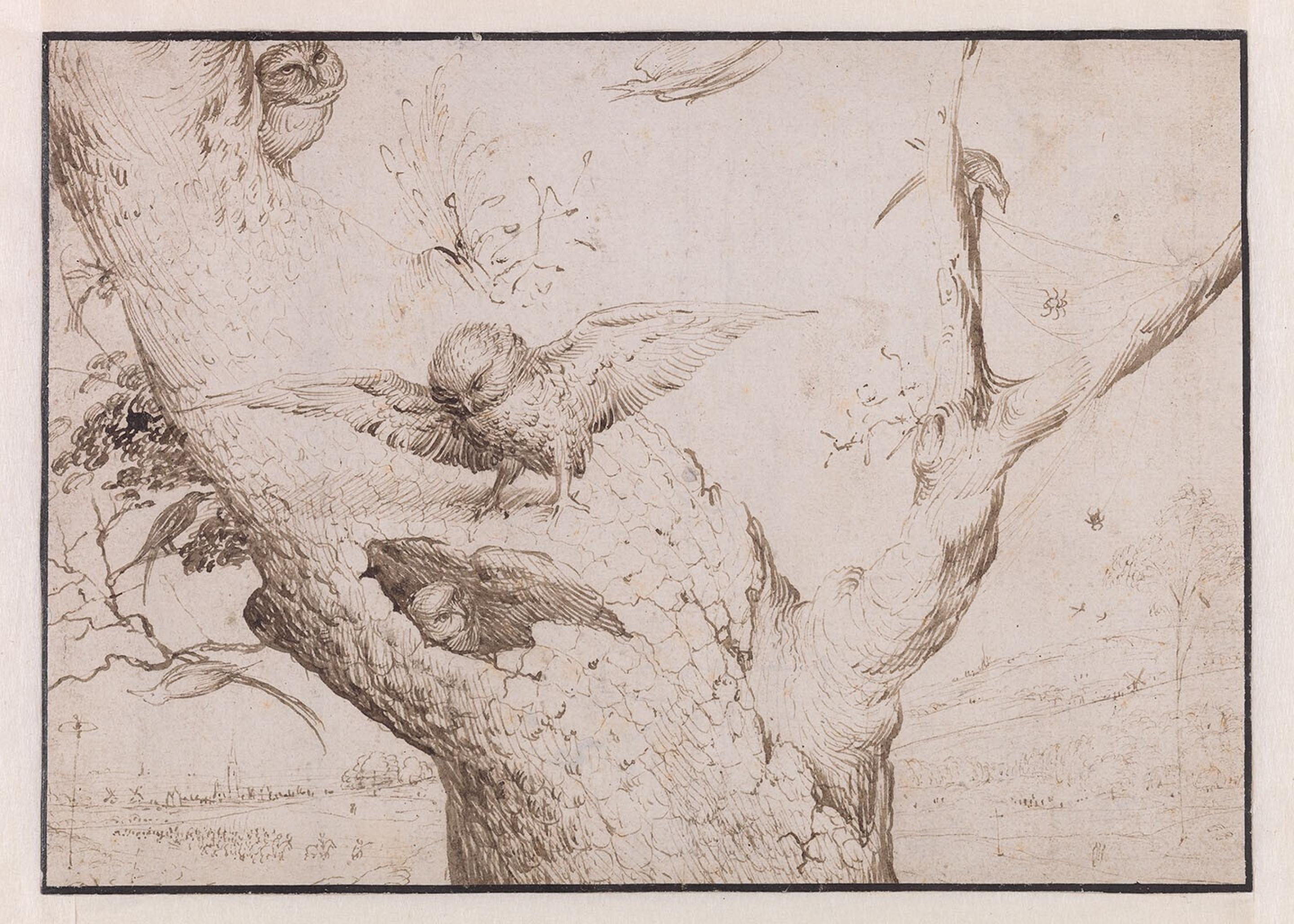
Гнездо сов. Перо, бистр. 14×19,6 см. Музей Бойманса-ван Бёнингена. Роттердам
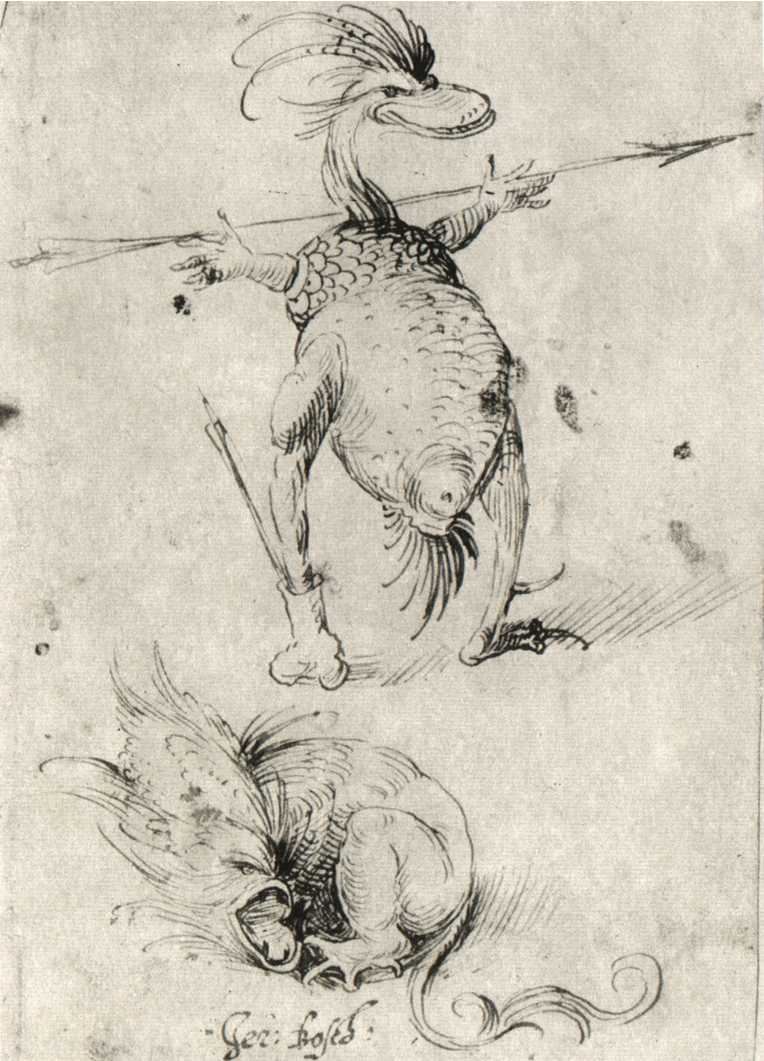
Два монстра. Перо, бистр. 16,4×11,6 см. Гравюрный кабинет. Берлин
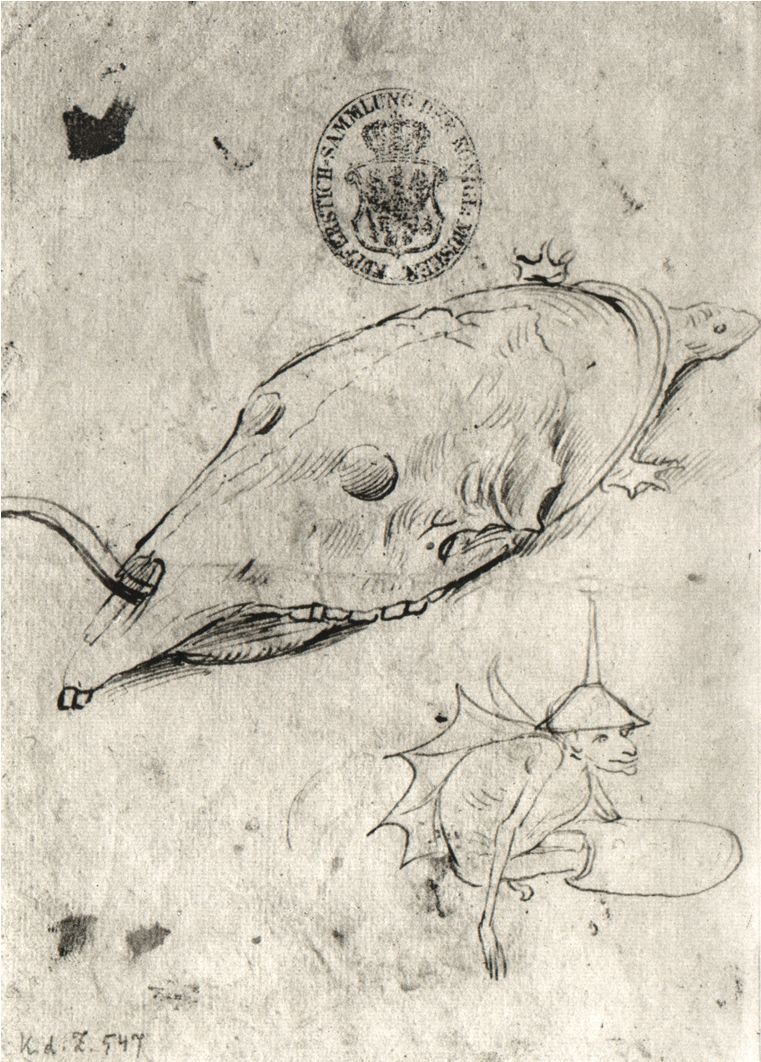
Черепаха с черепом на панцире и крылатый демон. Перо, бистр. 16,4×11,6 см. Гравюрный кабинет. Берлин
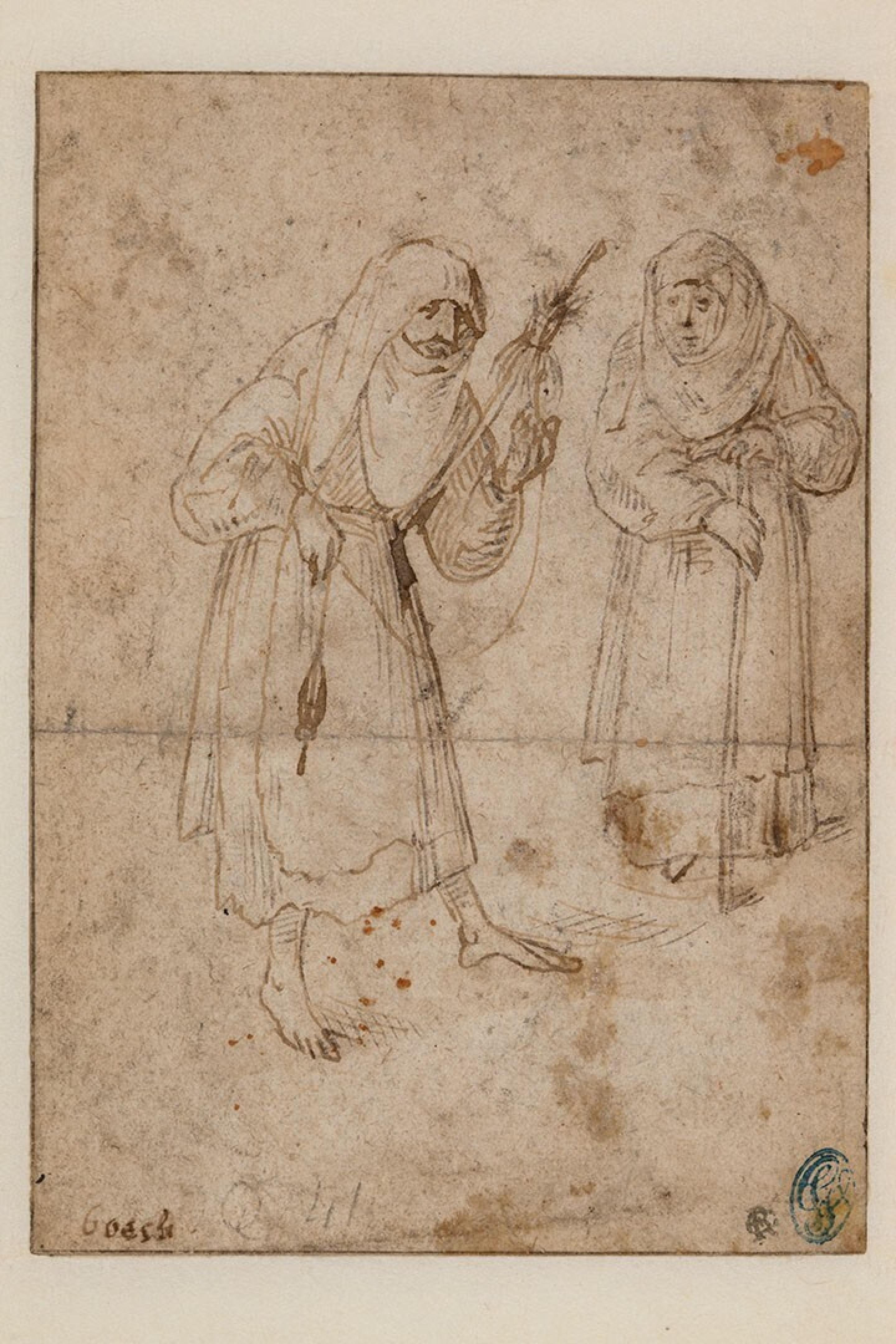
Две ведьмы. Перо, бистр. 12,5×8,5 см. Музей Бойманса-ван Бёнингена. Роттердам
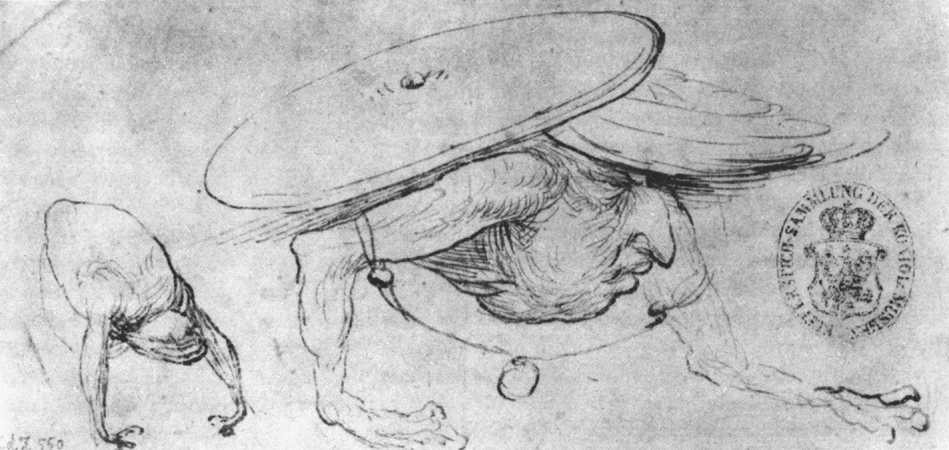
Наброски монстров. Перо. 8,6×18,2 см. Гравюрный кабинет. Берлин
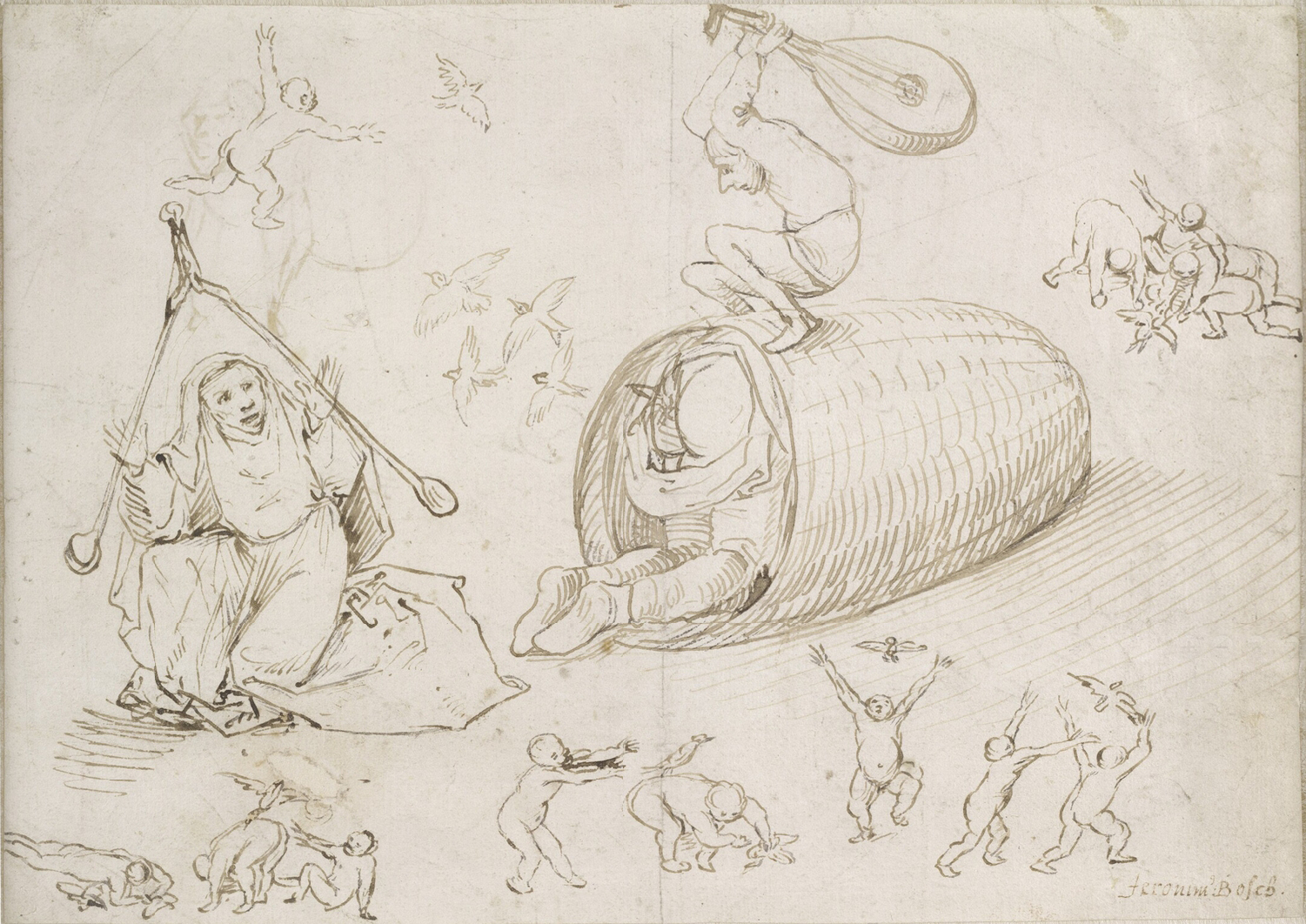
Улей и ведьмы. Перо, бистр. 19,2×27 см. Альбертина. Вена
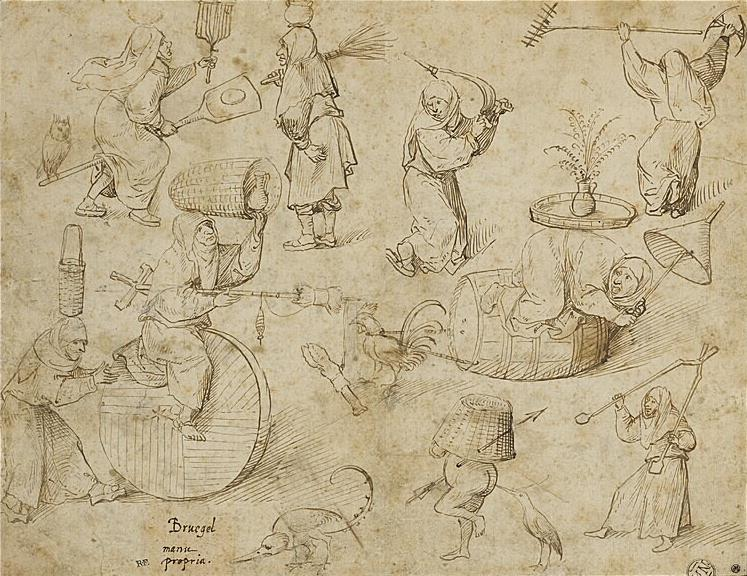
Ведьмы. Перо, бистр. 20,3×26,4 см. Кабинет рисунков. Лувр. Париж

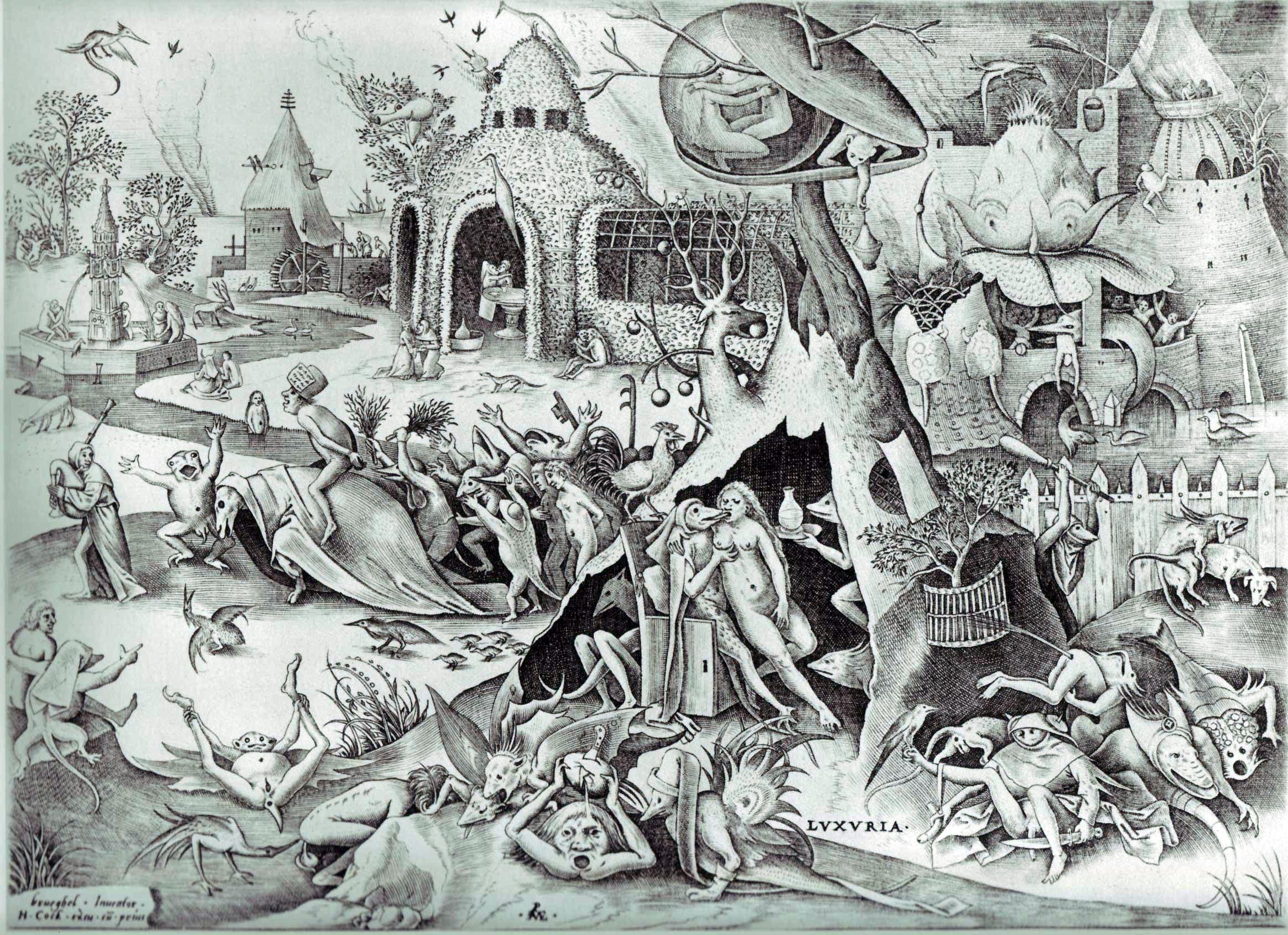
Питер Брейгель Старший. Семь смертных грехов.

В середине XVI века, спустя несколько десятилетий после смерти Босха, началось широкое движение возрождения причудливых созданий фантазии голландского живописца. Этот всплеск интереса к босховским мотивам, объясняющий популярность работ Питера Брейгеля Старшего, был подкреплён широким распространением гравюры. Это увлечение длилось несколько десятилетий. Успех гравюр, сделанных по мотивам босховской «нечисти», немедленно вызвал к жизни всевозможные подражания и реплики (вплоть до сознательных подделок). Все эти изображения были хотя бы частично выдержаны в духе Босха — с обилием чудесных и чудовищных созданий. Особый успех имели гравюры, иллюстрирующие пословицы и сцены из народной жизни.

## Картины, приписываемые Босху
Следующие картины не получили убедительных доказательств принадлежности кисти Иеронима Босха.

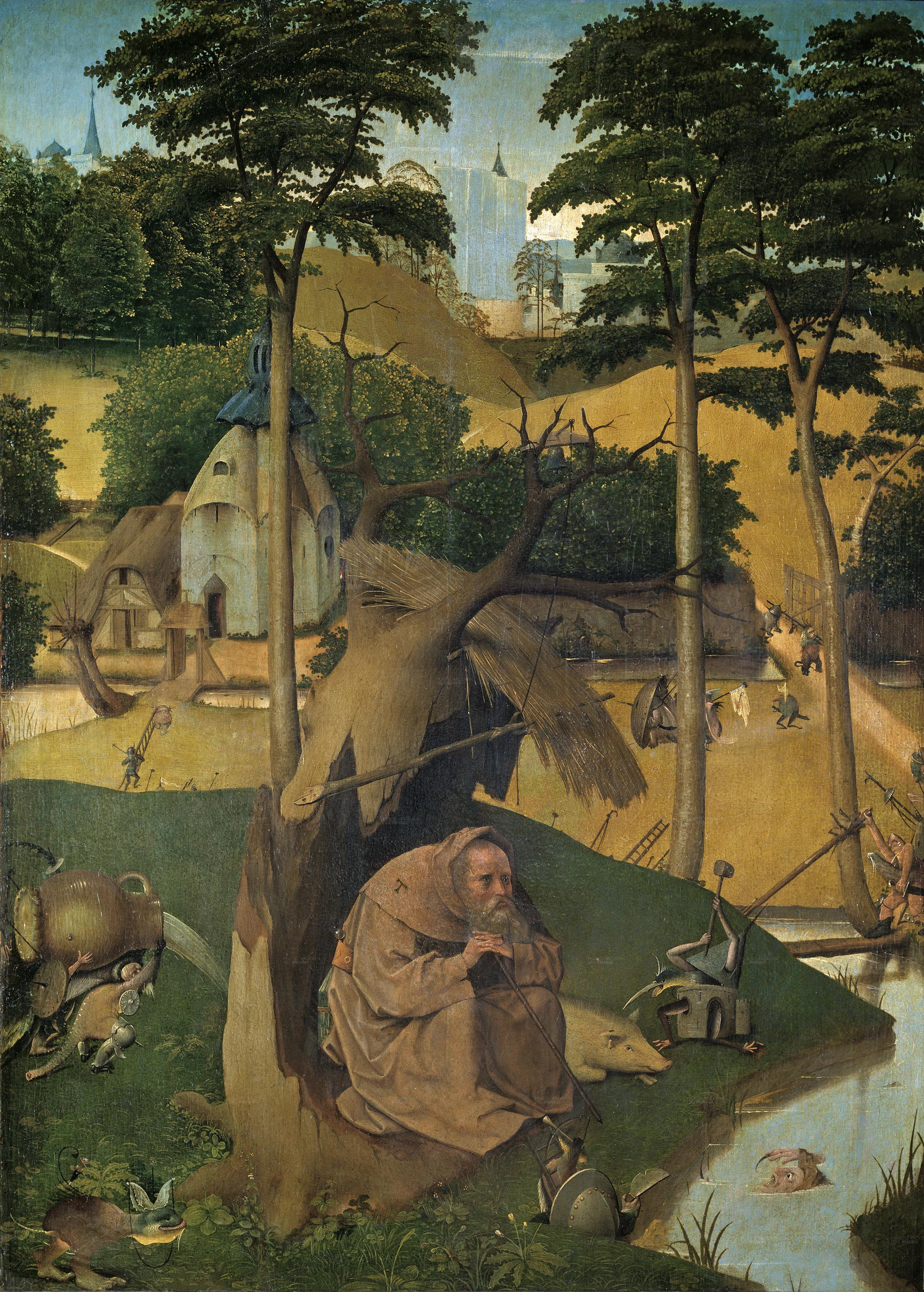
«Искушение св. Антония» Прадо, Мадрид
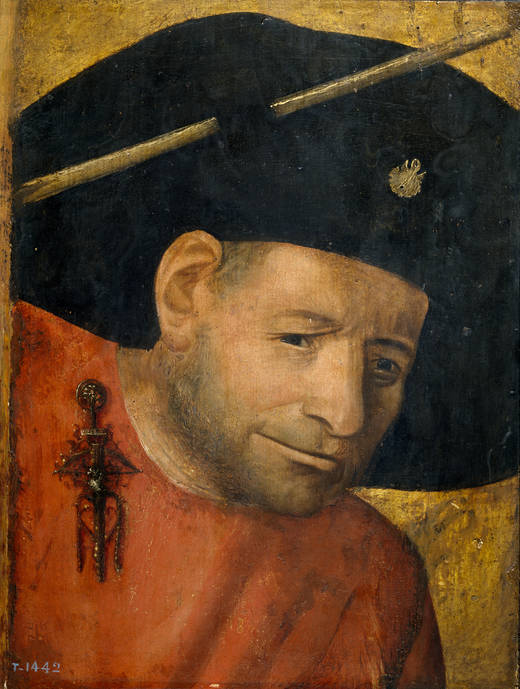
«Голова алебардщика»[англ.] Прадо, Мадрид
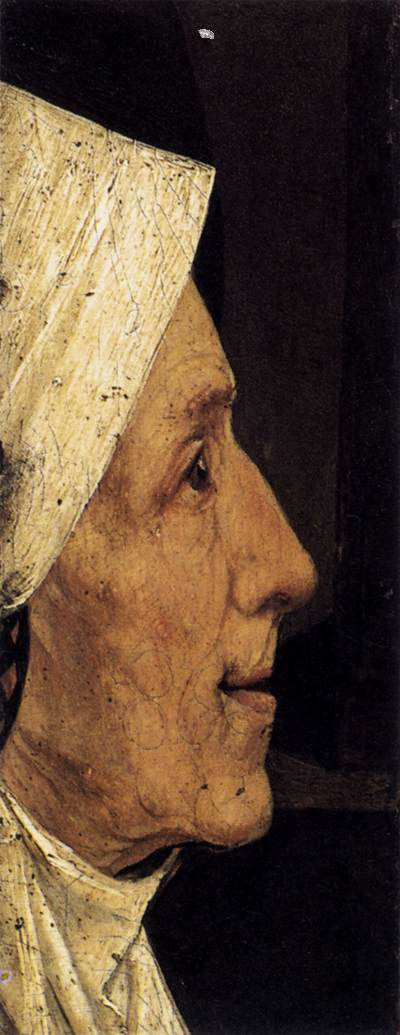
«Женская голова»[фр.] Музей Бойманса-ван Бёнингена, Роттердам
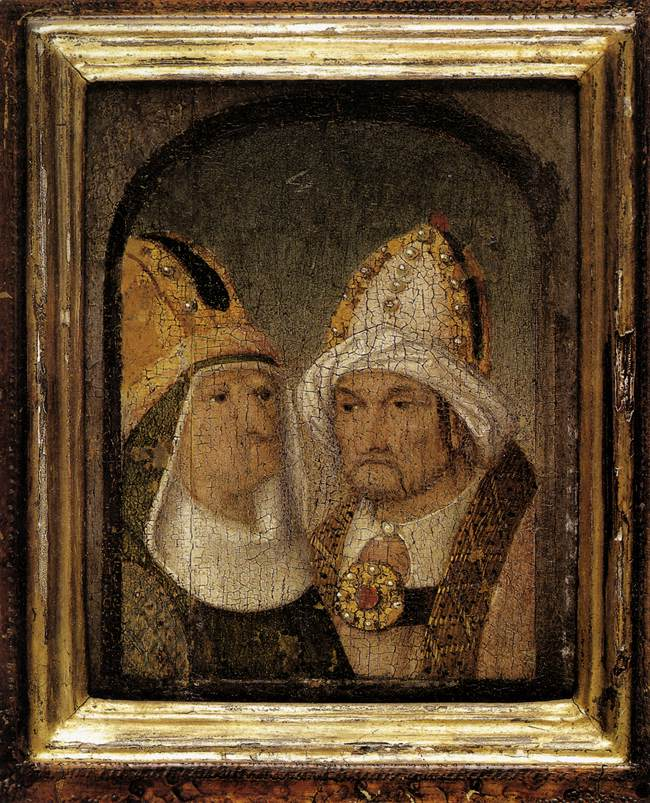
«Две мужские головы»[нидерл.] Музей Бойманса-ван Бёнингена, Роттердам
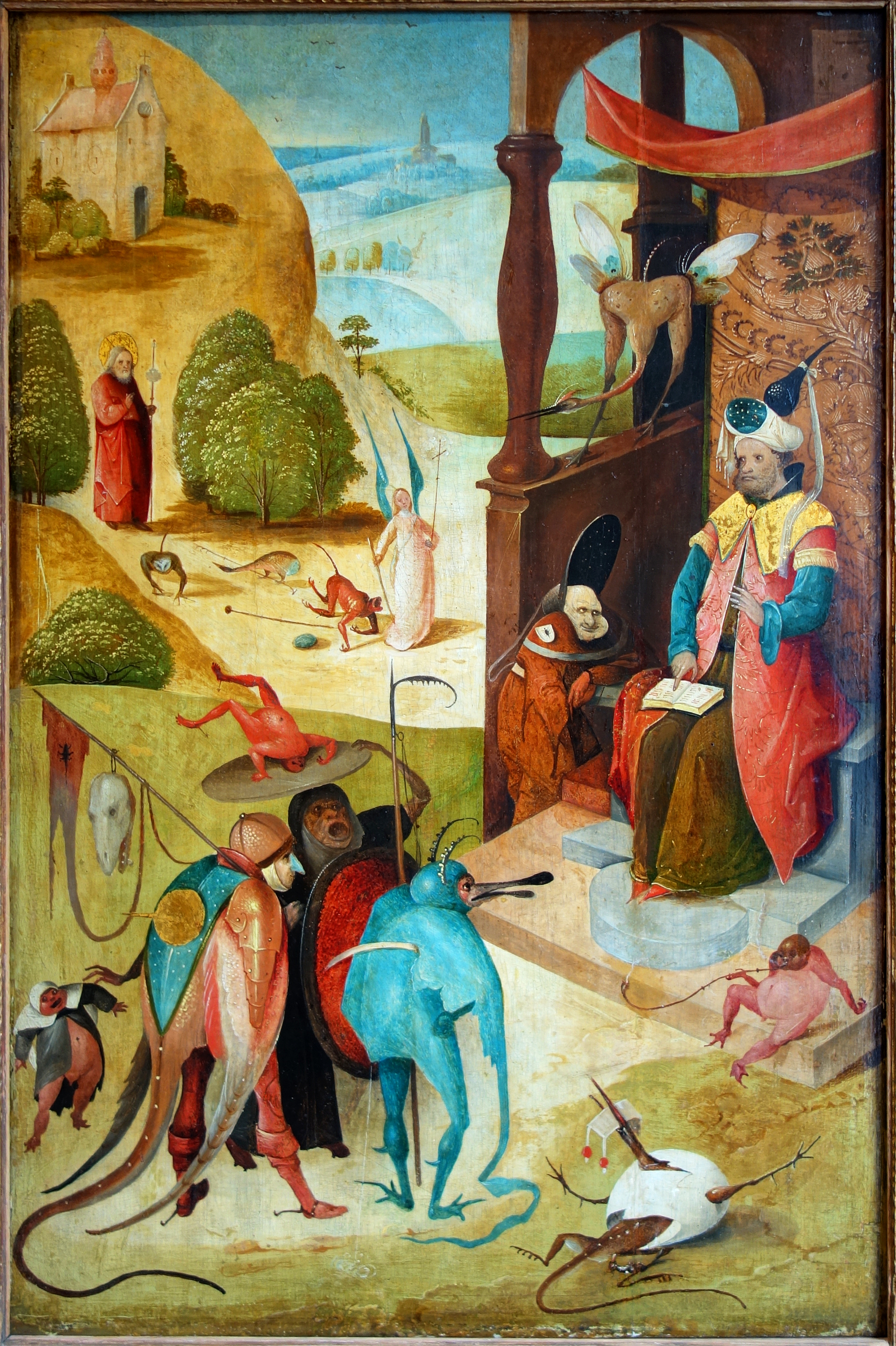
«Св. Иаков и чародей»[фр.] Музей изящных искусств, Валансьен
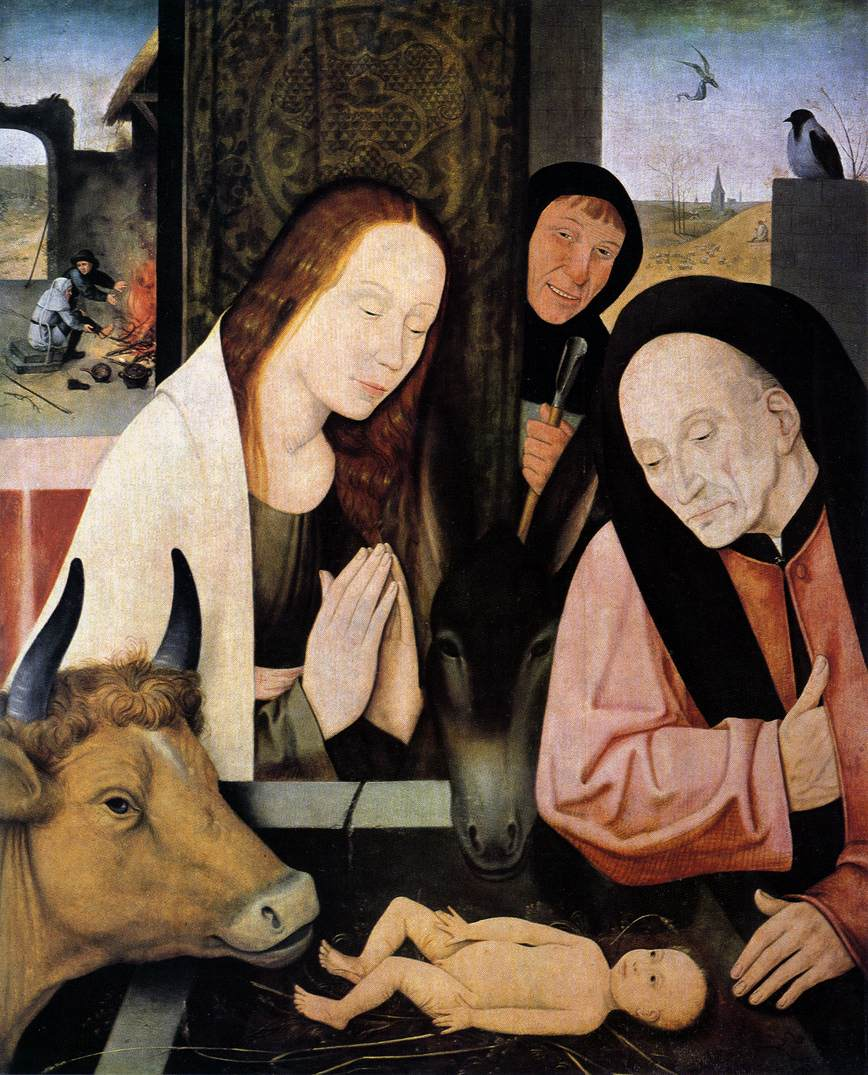
«Поклонение младенцу»[нидерл.] Музей Вальрафа-Рихарца, Кёльн
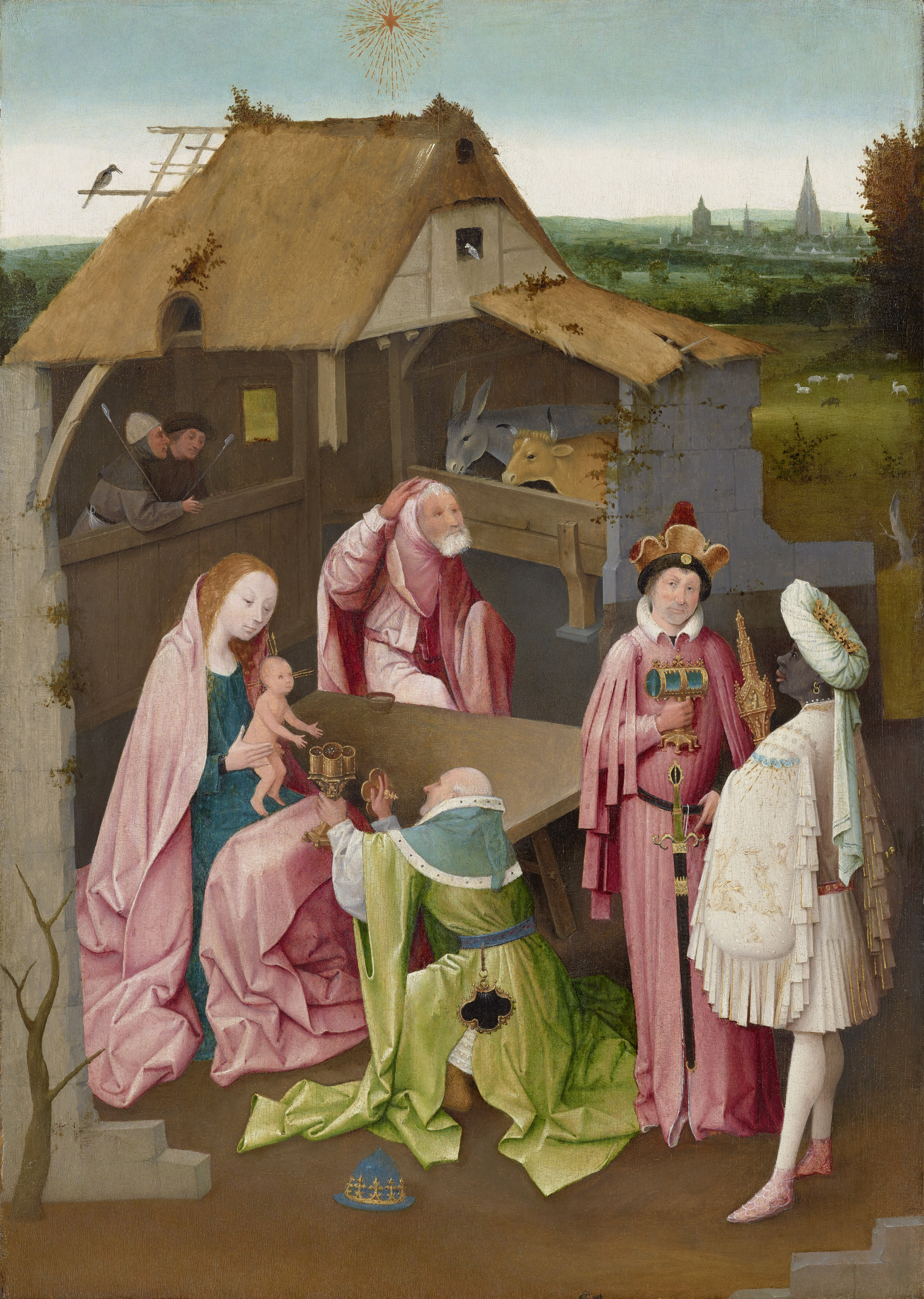
«Поклонение волхвов»[фр.] Художественный музей Филадельфии
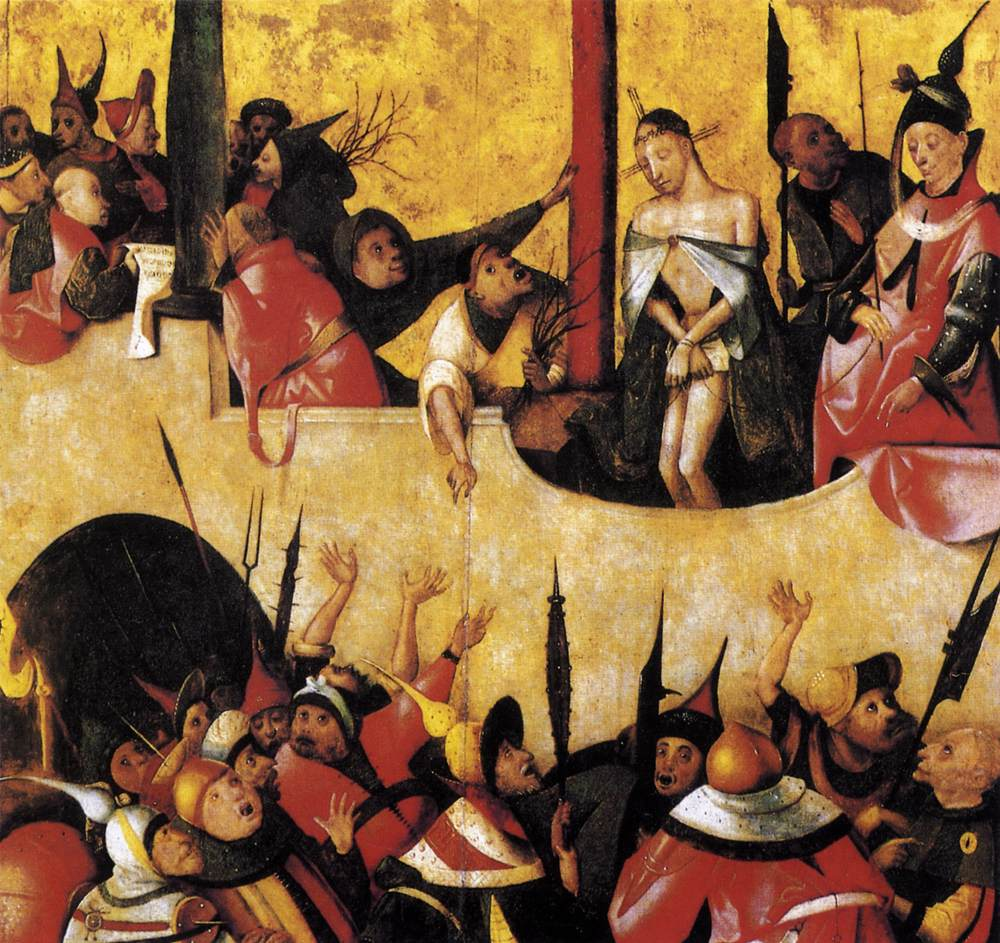
«Ecce Homo» (Се Человек)[нидерл.] Художественный музей Филадельфии
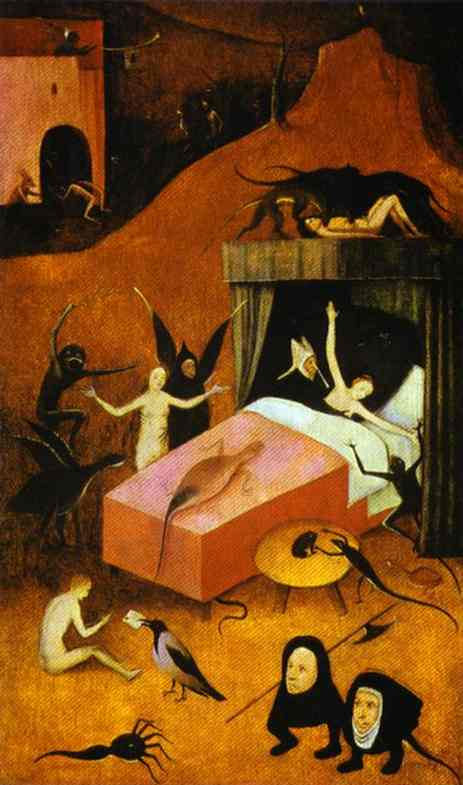
«Смерть распутницы»[англ.] Частное собрание, Нью-Йорк
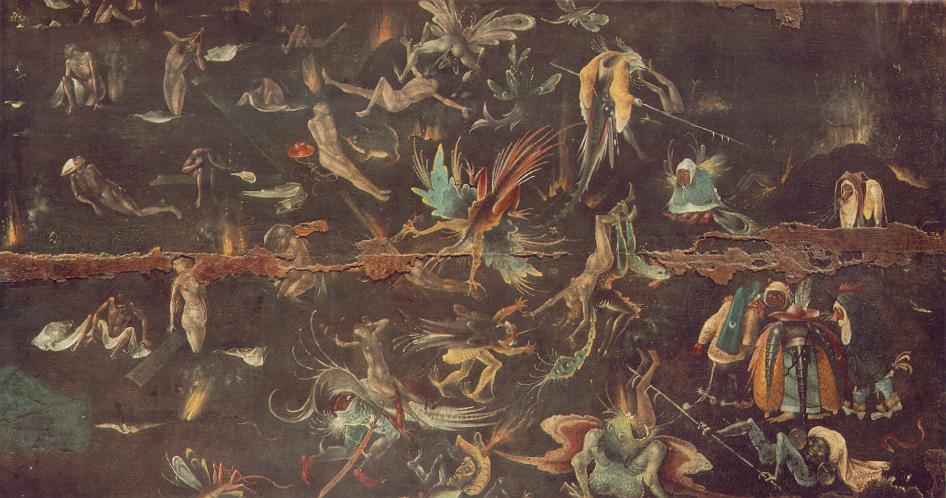
«Страшный суд»[фр.] Старая пинакотека, Мюнхен
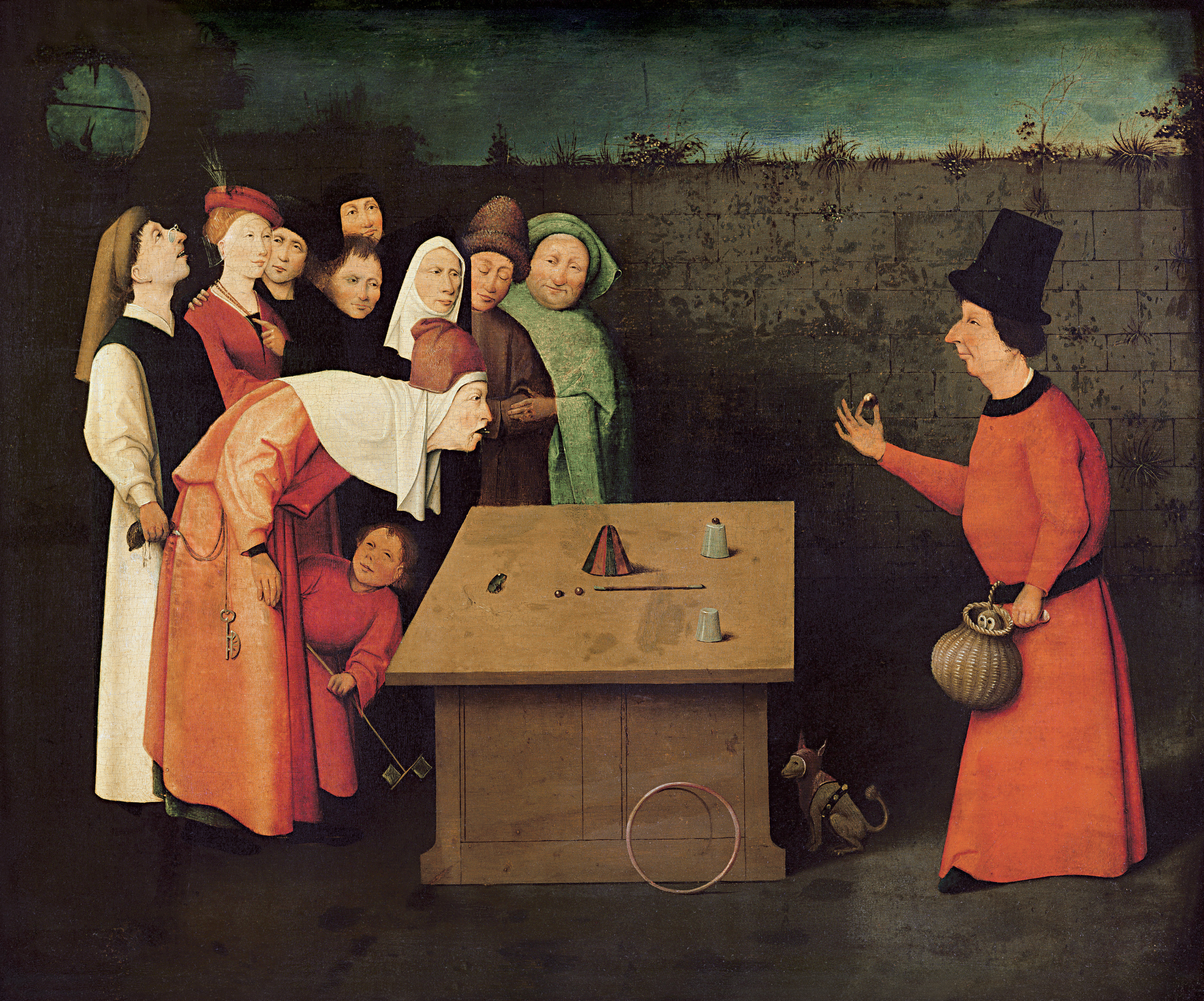
«Фокусник» Муниципальный музей[фр.], Сен-Жермен-ан-Ле
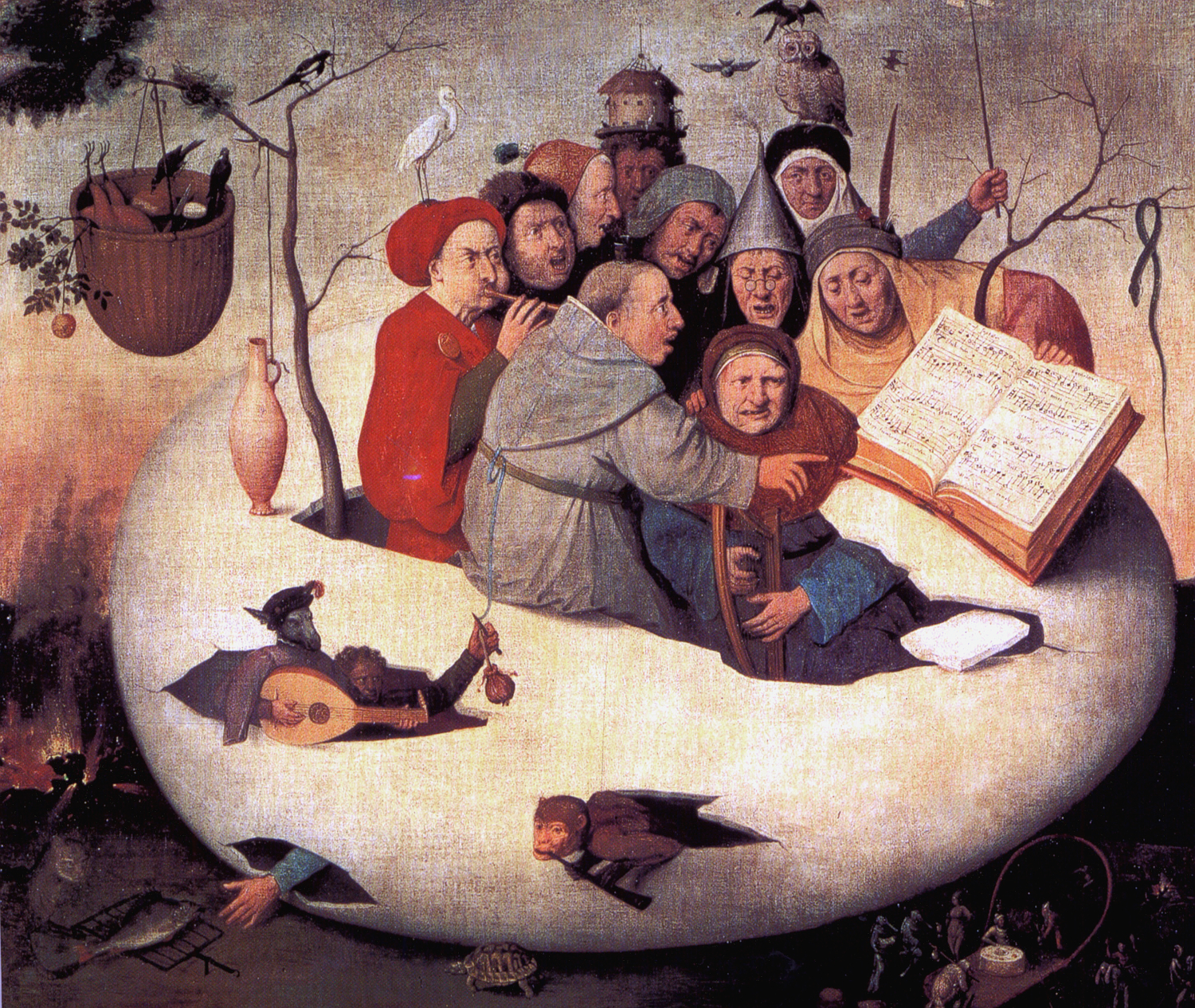
«Концерт в яйце» Дворец изящных искусств (Лилль)

## Библейские темы

### История Адама и Евы

#### Сотворение мира
Закрытые створки самого известного триптиха Иеронима Босха иллюстрируют библейский сюжет «Сотворения мира»: «В начале сотворил Бог небо и землю. Земля же была безвидна и пуста, и тьма над бездною, и Дух Божий носился над водою.» (Быт. 1:1-2). Сам триптих получил название по теме центральной части, где по мнению искусствоведов изображён «Сад земных наслаждений» (1500—1510). Открытая левая створка посвящена созданию Творцом Адама и Евы; среди райской живности есть пьющий воду единорог, который для первых христиан был неразрывно связан с девственной Марией, и есть изображение жирафа, экзотического для Европы животного, впервые привезённого на континент лишь в 1826 году. Открытая правая створка — из-за обилия музыкальных инструментов — прозвана «музыкальным адом». 

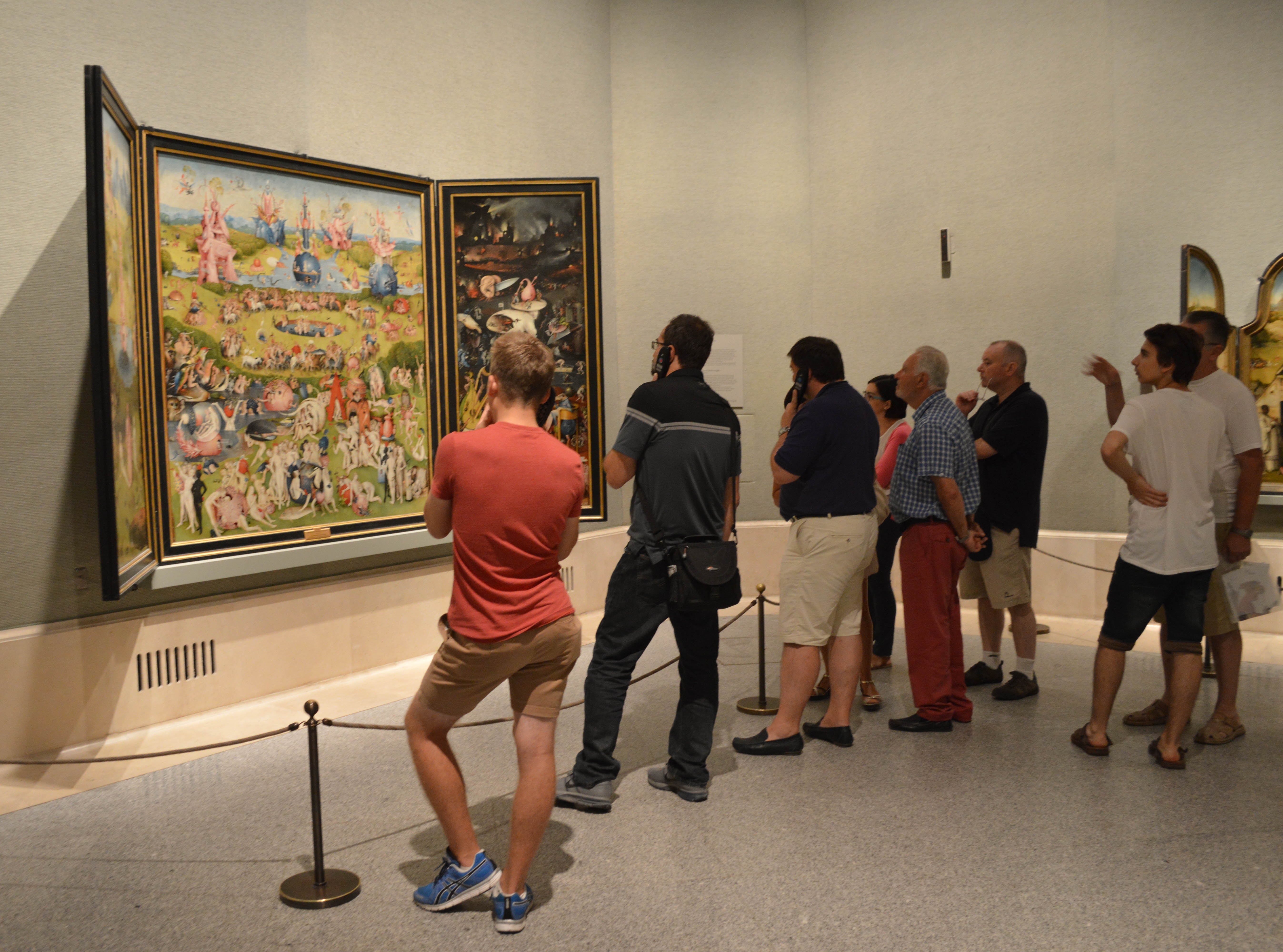
В мадридском Прадо
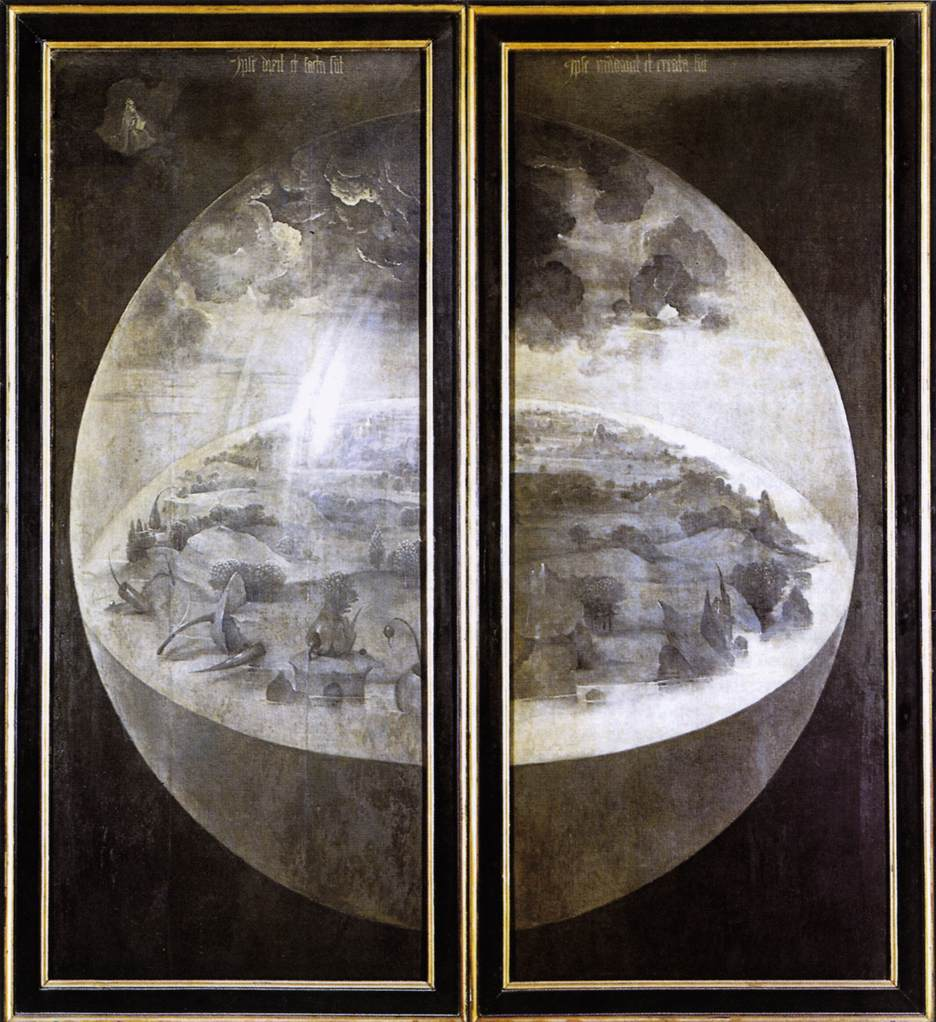
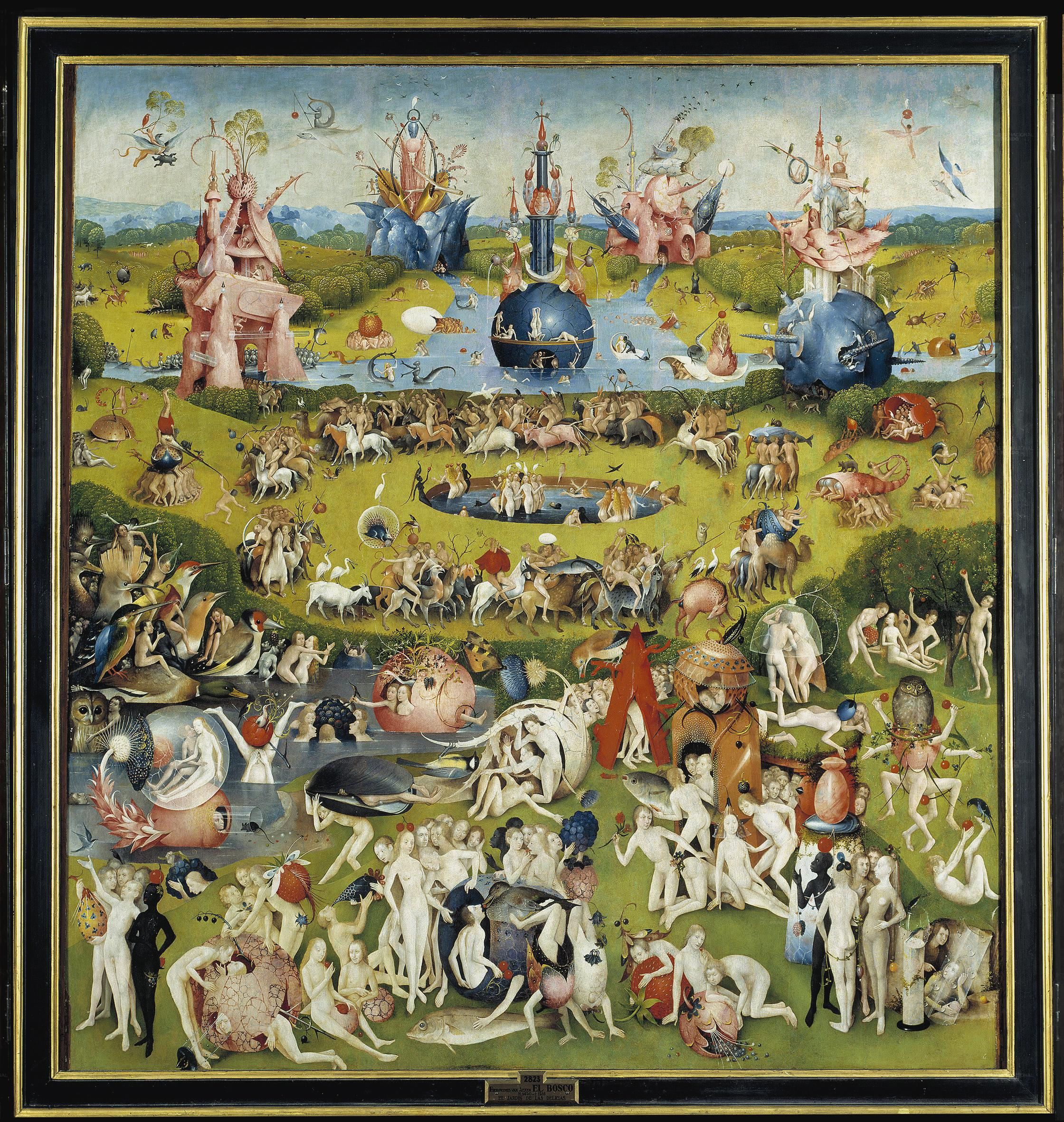
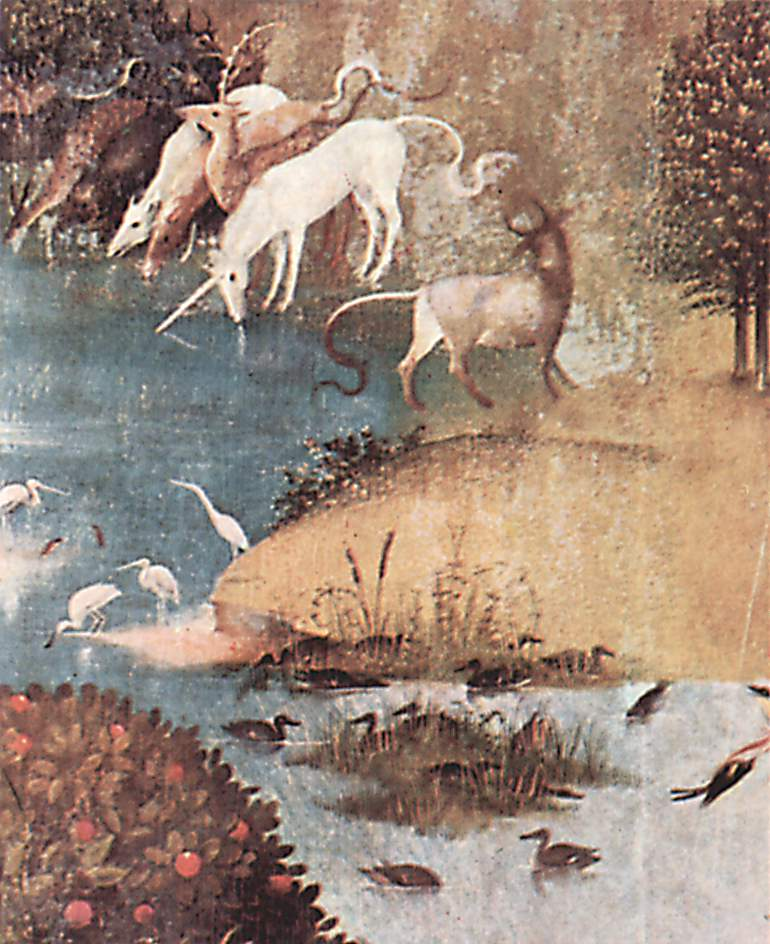
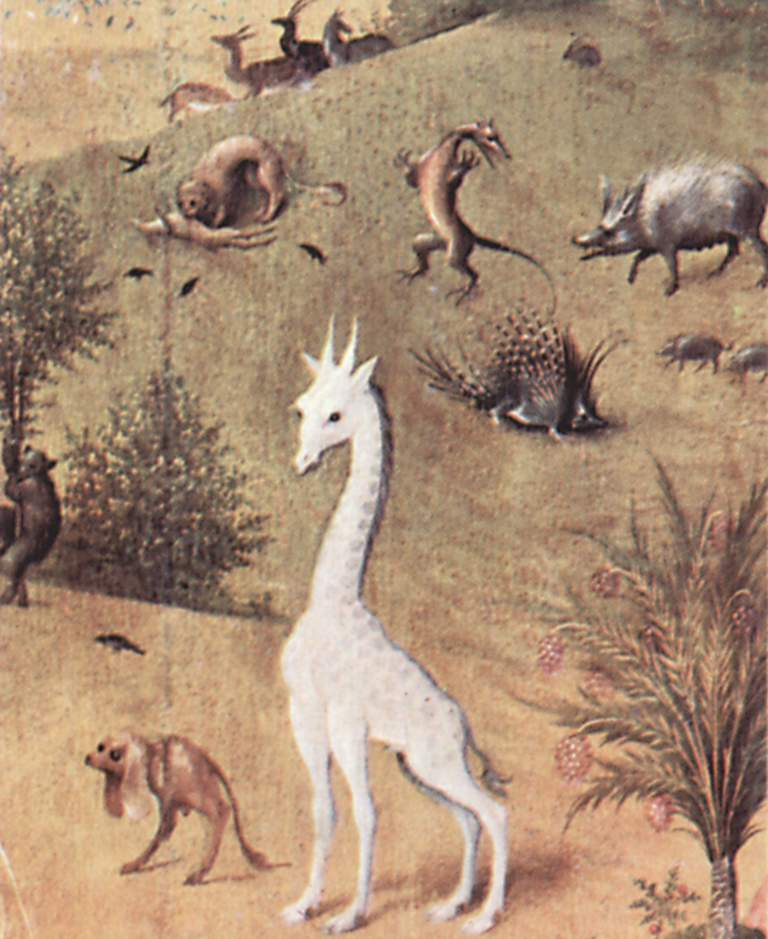
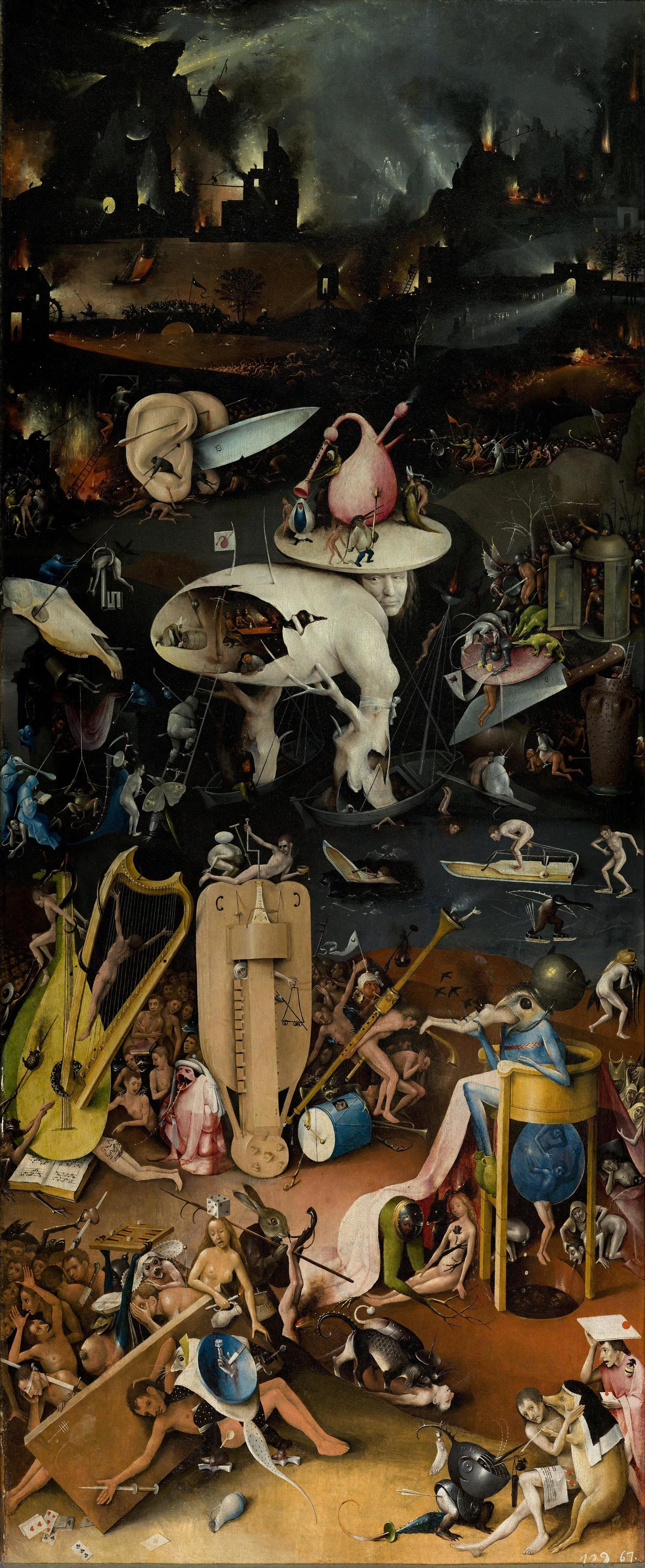

#### Война в небесах и грехопадение
Босх был необычайно изобретателен в изображении Дьявола, грешников и всего мира зла. В его работах можно наблюдать все приемы, с помощью которых европейские живописцы демонизировали врагов Христа и христианства. Специалисты отмечают специальный «диалект», созданный Босхом для этой цели и не всегда понятный современному зрителю.
Триптих «Страшный суд» (1504), выставленный в венской Академии изобразительных искусств, на левой створке вверху изображает Творца, наблюдающего ожесточённую войну светлых и тёмных ангелов на небесах. Тогда как ниже, на земле, происходит самое первое грехопадение, совершённое в Эдеме прародителями Адамом и Евой, нарушившими запрет «от дерева познания добра и зла не ешь от него» (Быт. 2:17). 

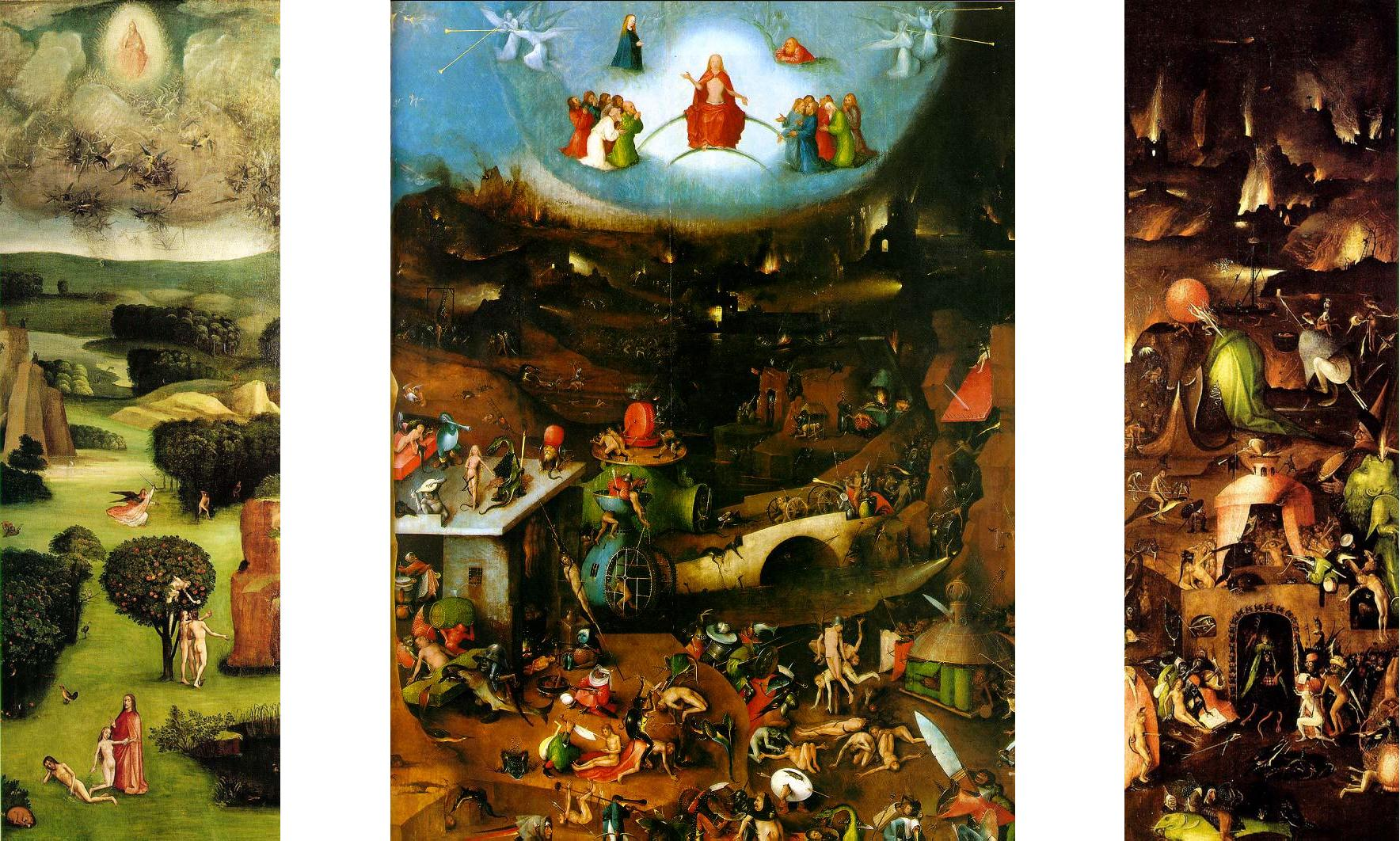
В венской Академии
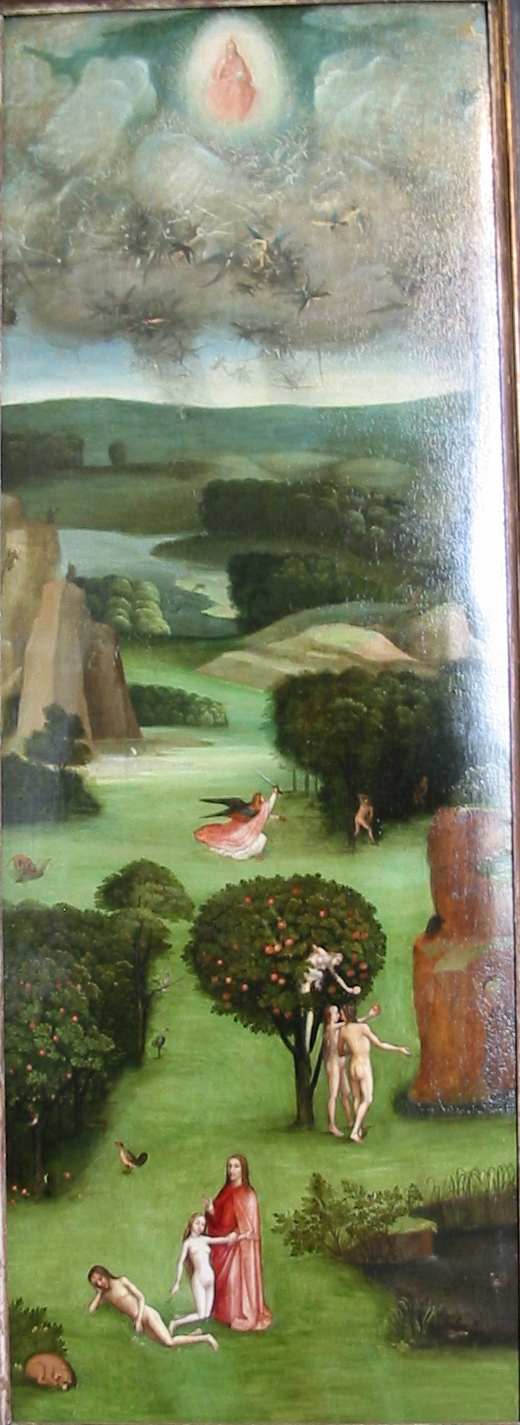
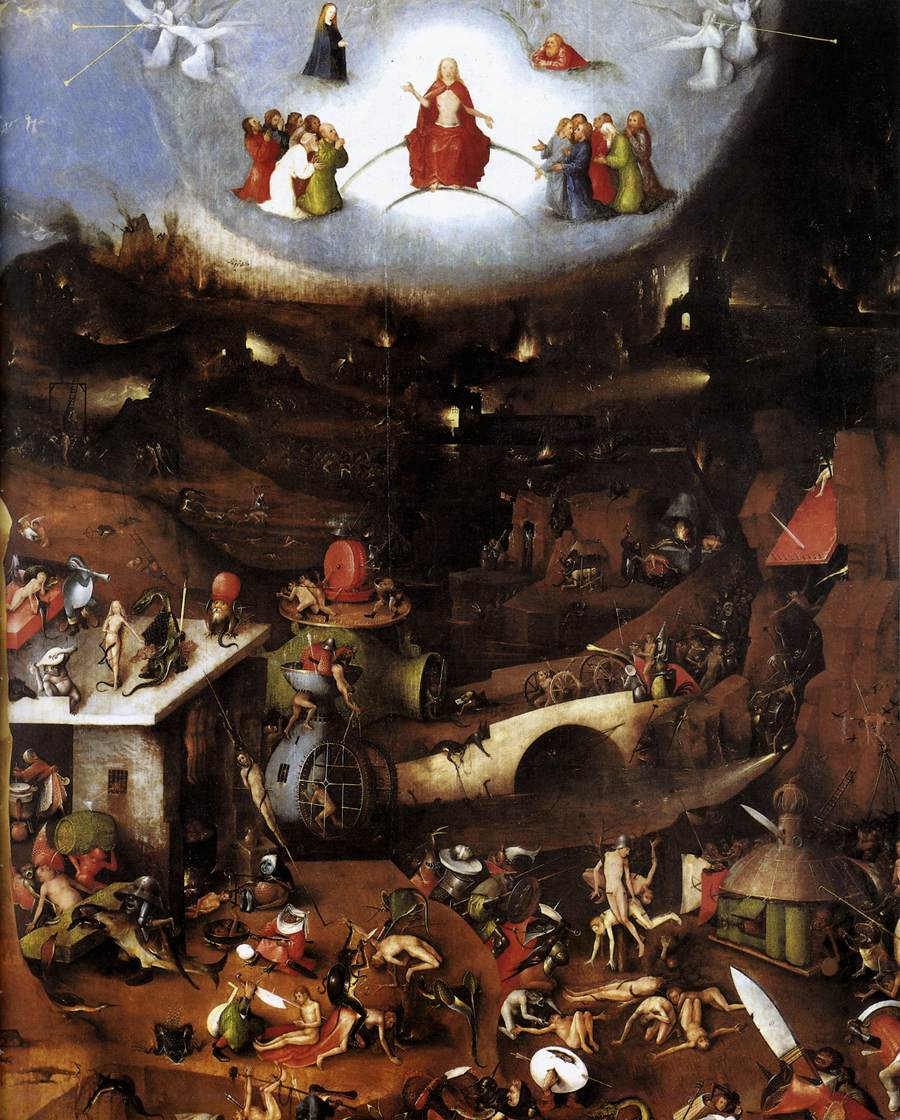
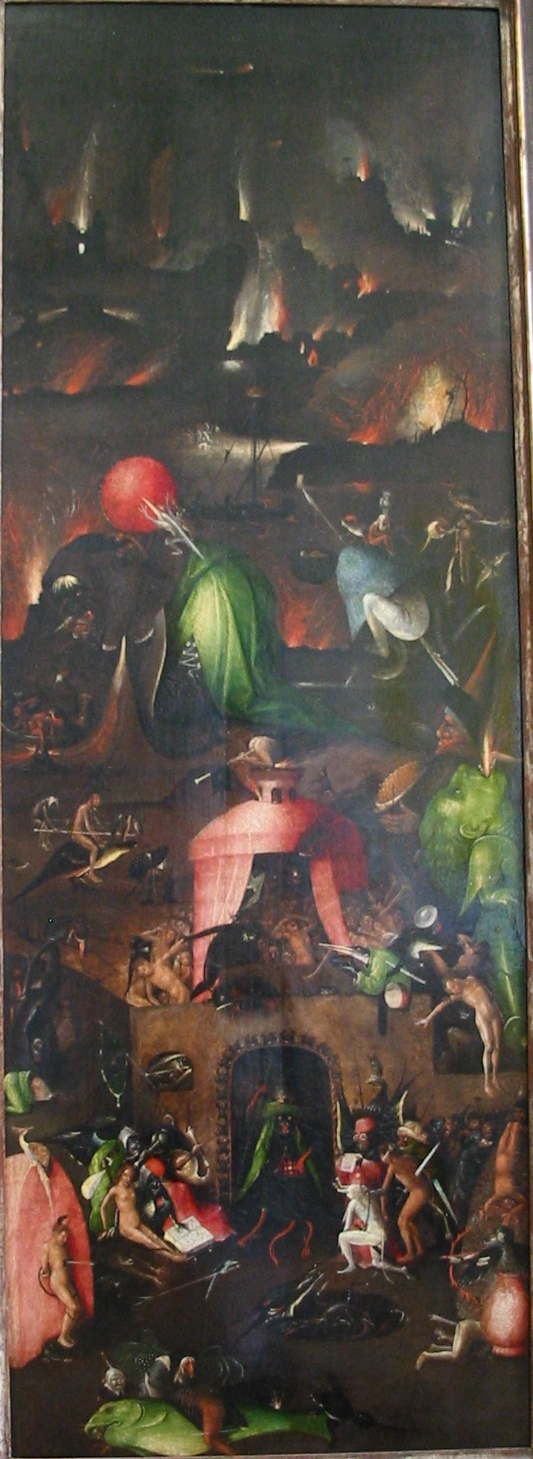
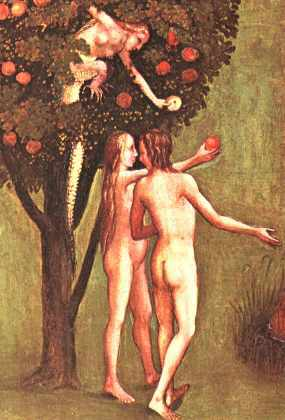

### Страсти земные

#### Смертные грехи
Большой круг картины «Семь смертных грехов» — как всевидящее око Творца, глаз со зрачком в центре и радужкой вокруг. Зрачок — Христос в купальне с поднятой для благословения рукой. Латинская надпись под ним «Cave, cave, Deus videt» означает «Бойся, бойся, Господь зрит». Следующий круг — ореол из солнечных лучей, а вокруг него вместо радужки сцены, изображающие семь смертных грехов: лат. ira — гнев; superbia — гордыня; luxuria — похоть; accidia — лень; gula — обжорство; avaricia — алчность; invidia — зависть.

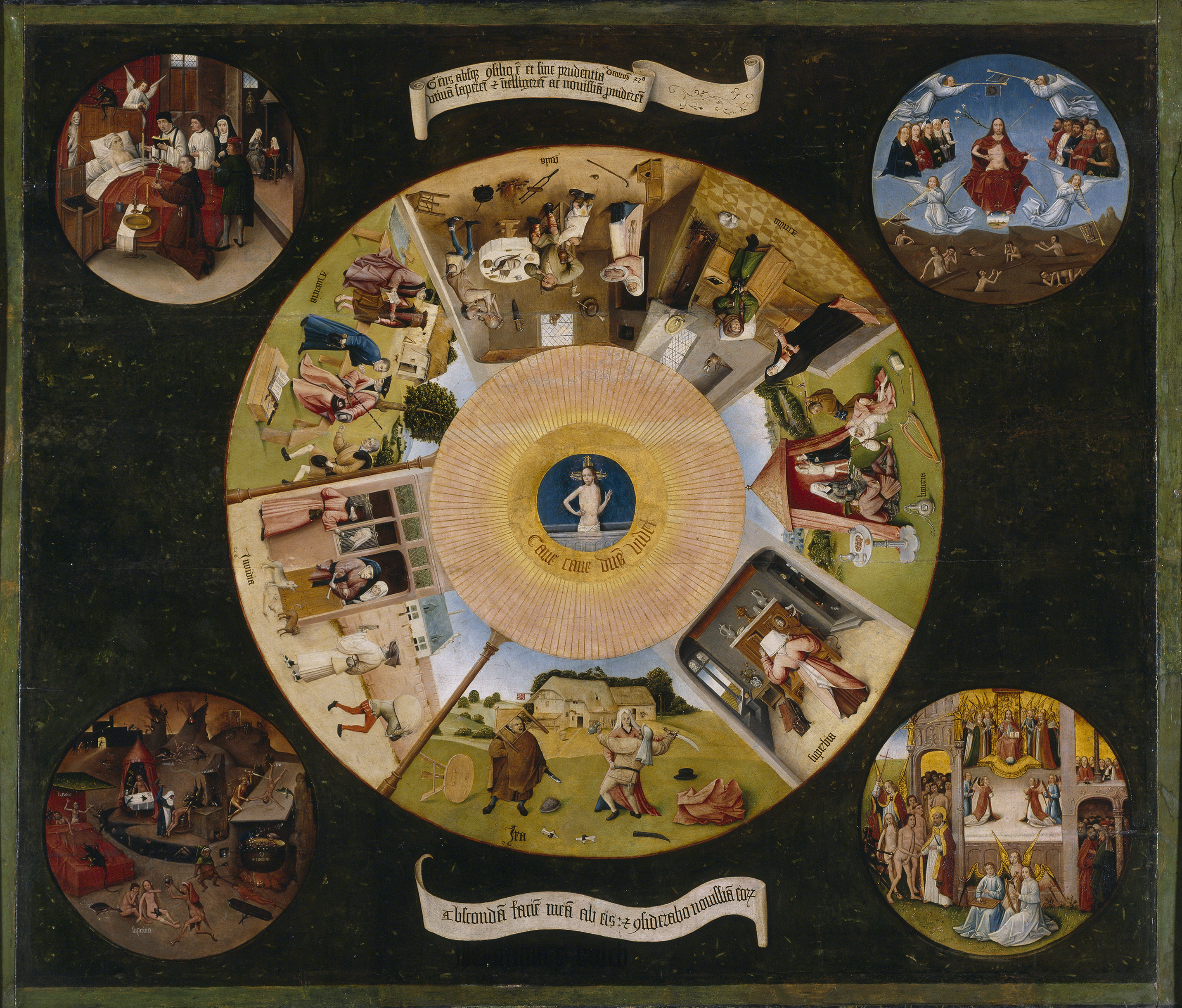
В мадридском Прадо
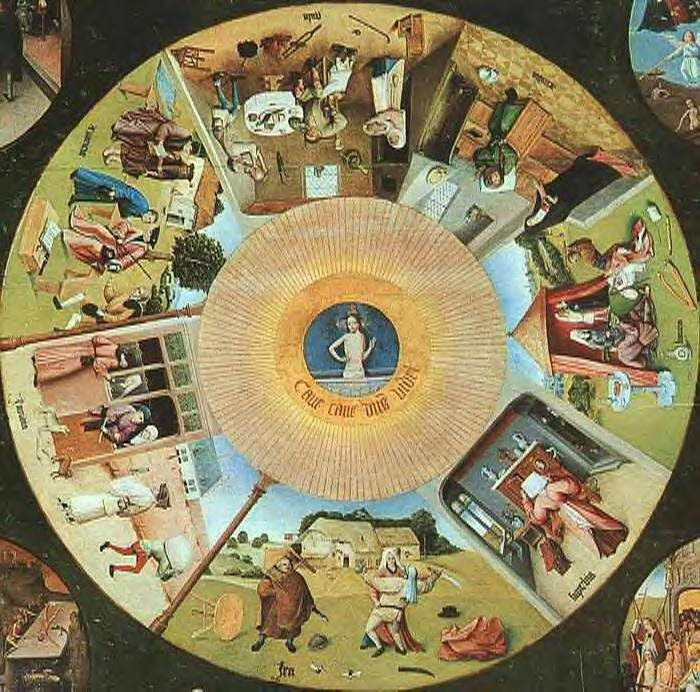
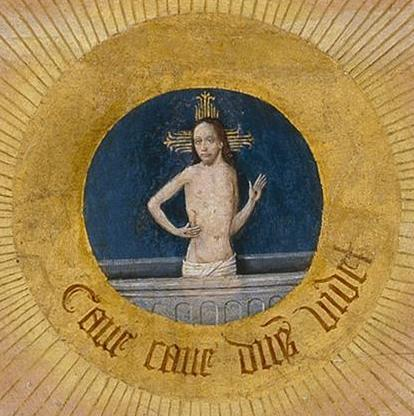
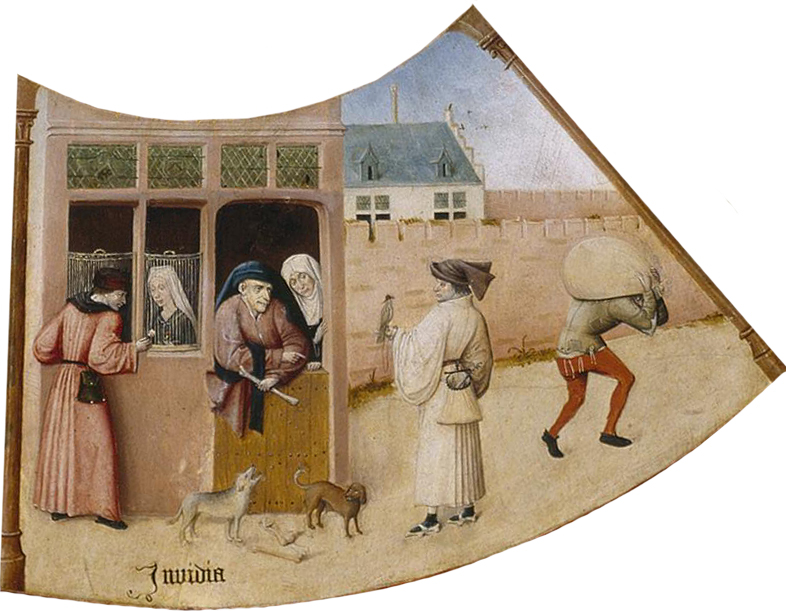
Invidia — зависть

#### Земные искушения
Отшельника Антония (ок. 251—356), облачённого в традиционную монашескую одежду, с тау-крестом на груди, и впавшего в молитвенную медитацию, уносят в пространственную высь разного рода бестии (от лат. bestia «животное, зверь», из праиндоевр. dhwes — «дуть, дышать; дух»). Будущий святой стал первым христианином, избравшим отшельническую жизнь: 35 лет жизни в пещере и 20 лет на горе, прежде чем удалиться в египетскую пустыню, где он прожил до глубокой старости. На центральном панно триптиха есть заботливое дерево, верхом на мыши и нежно держащее спелёнатого младенца, — искусствоведы назвали дерево «ложной или псевдо-Марией». На правой створке уже не Антония, а женщину в розовом платье и белой вуали уносит бестия, верхом на рыбе.

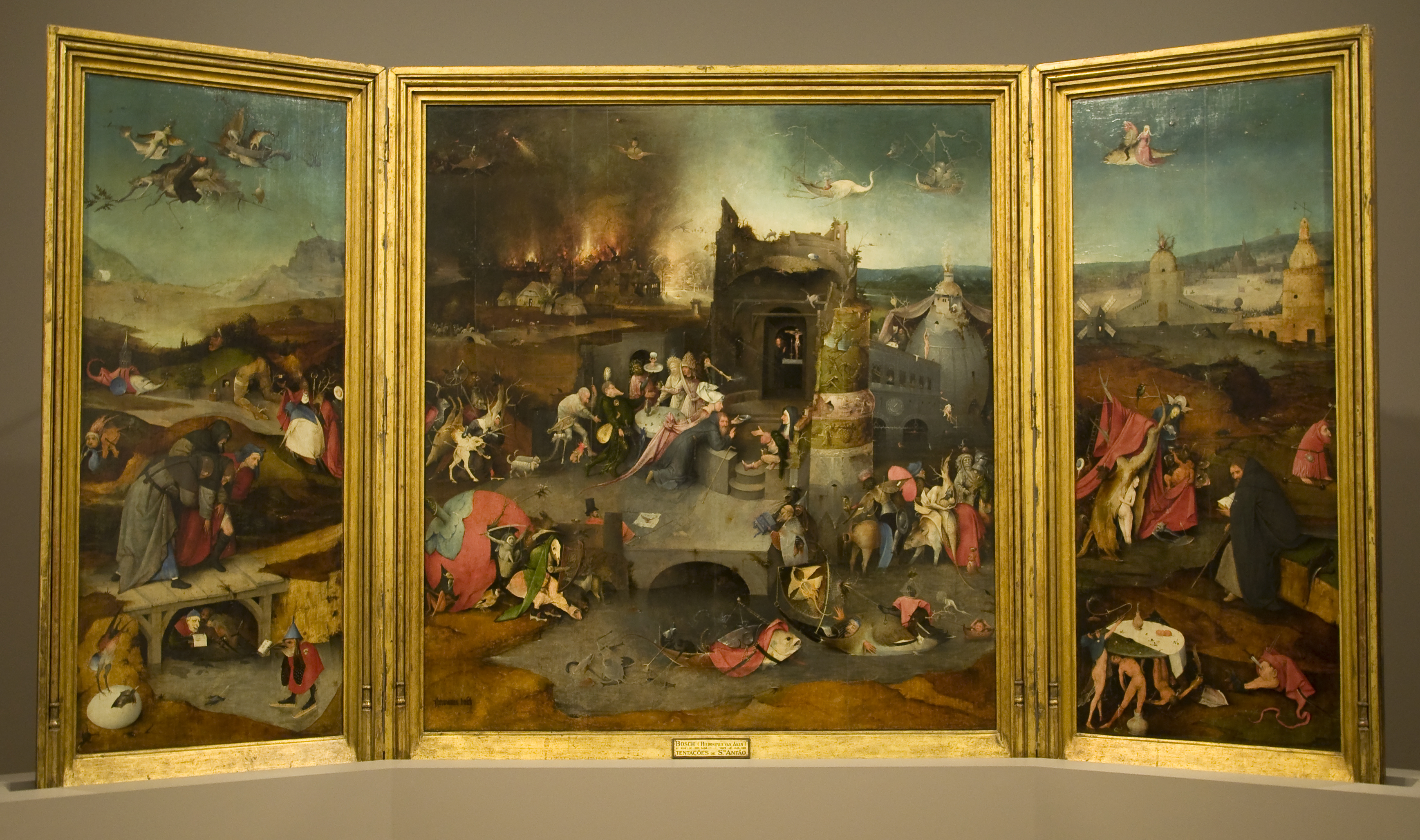
В лиссабонском музее
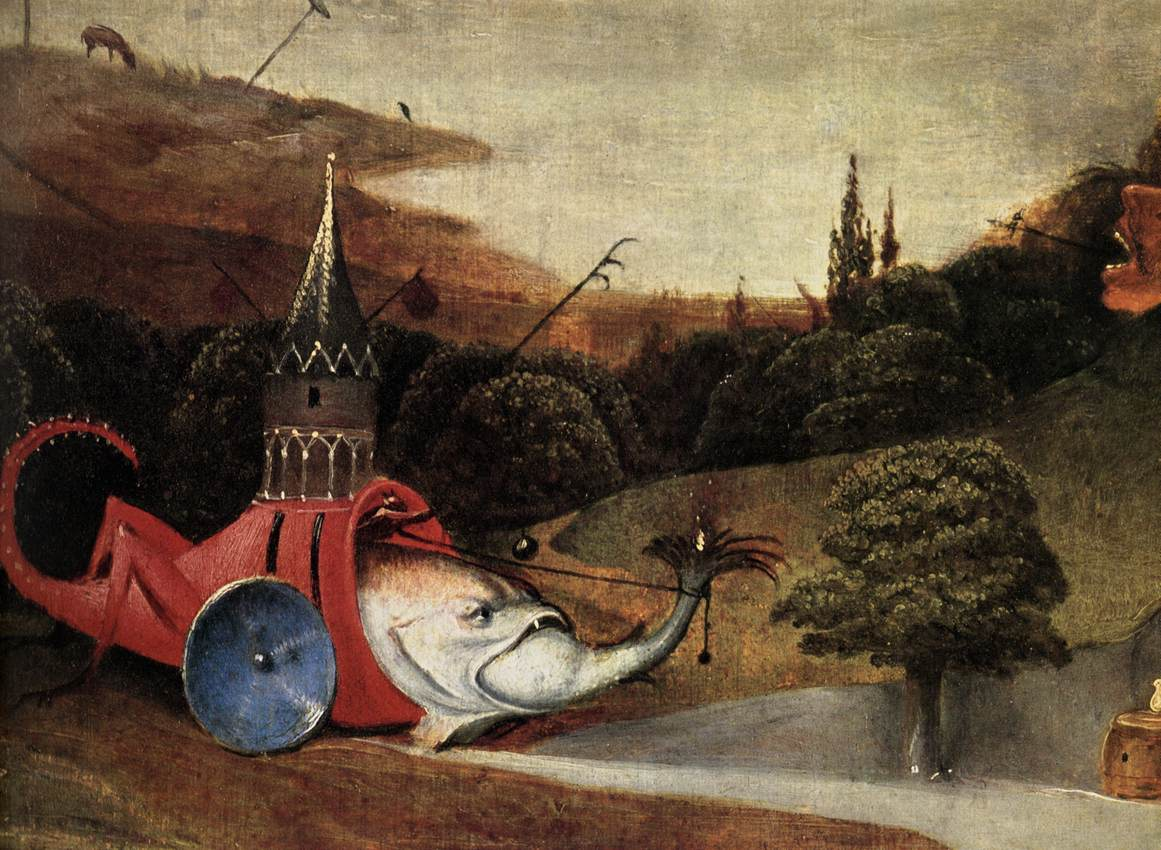
Рыба-скорпион
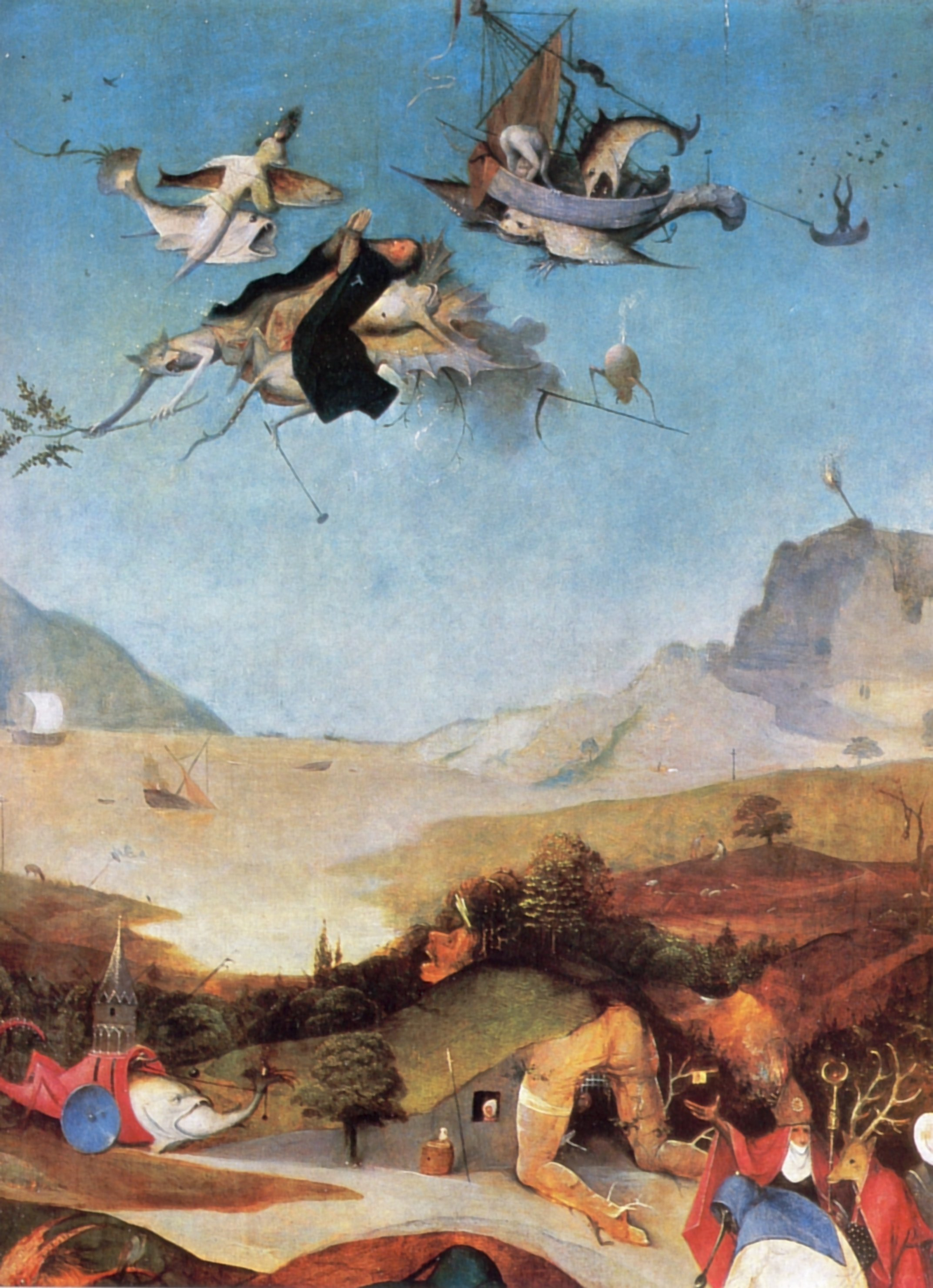
Антоний в воздухе, человек-пейзаж на земле.
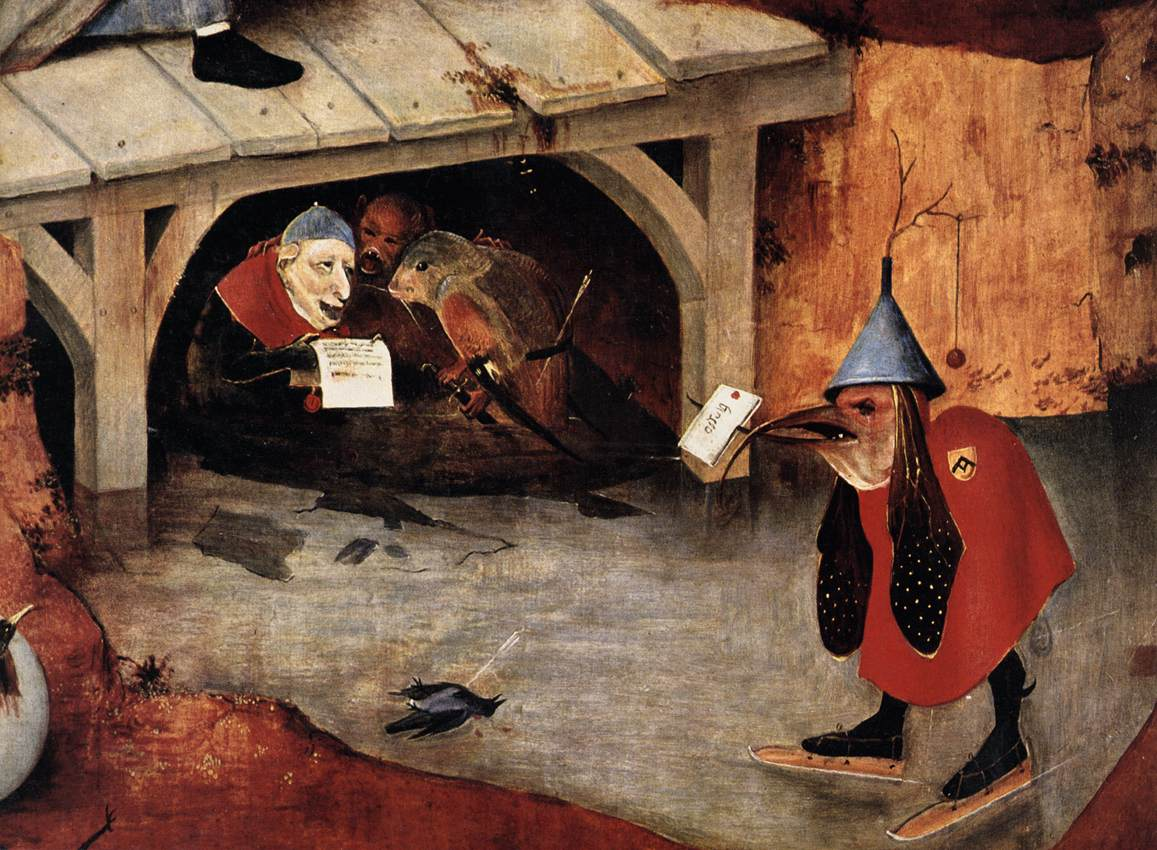
Птица-почтальон
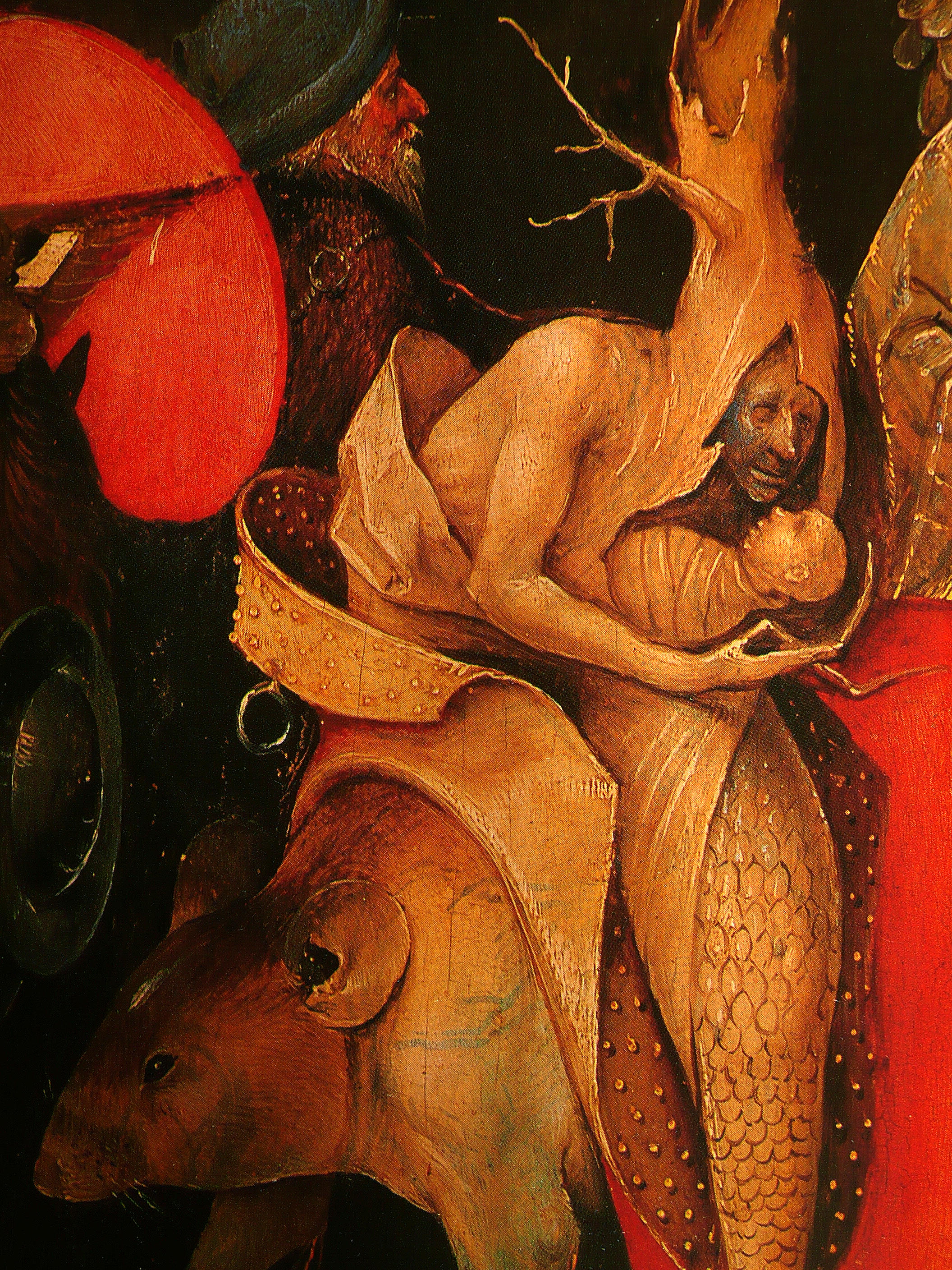
Заботливое дерево
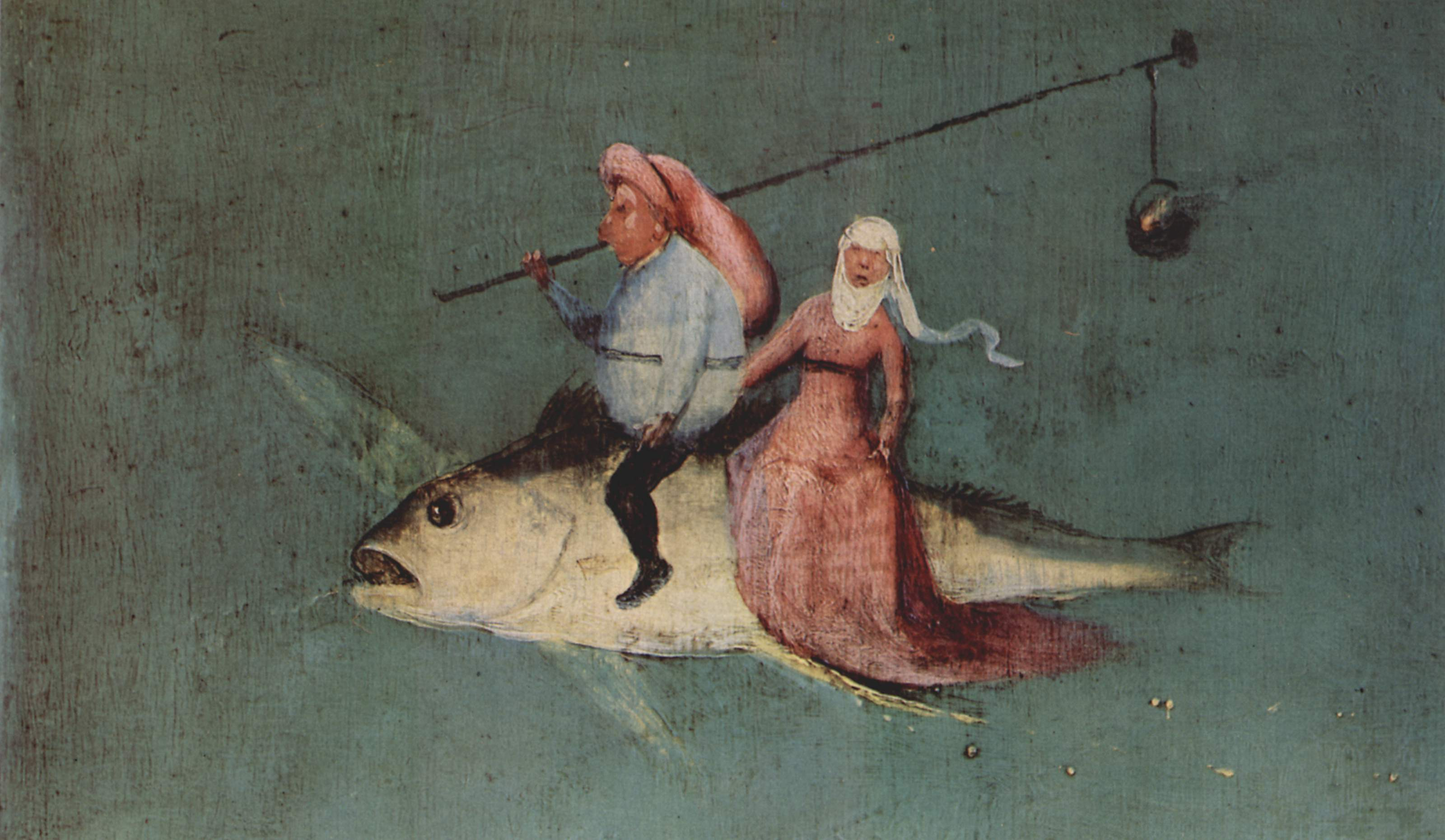

### Страшный суд
На самом крупном сохранившемся произведении Босха — триптихе «Страшный суд» (1,64×2,47 м) — в небесной сфере трубят четыре ангела. Меж ними восседает Верховный судья, в окружении двенадцати апостолов. Высший суд занимает лишь пятую часть живописного панно, в отличие от тёмной преисподней на центральном панно и правой створке. В самом центре над рекой забвения высится мост цвета кости. Чёрная сфера под мостом затягивает как чёрная дыра.

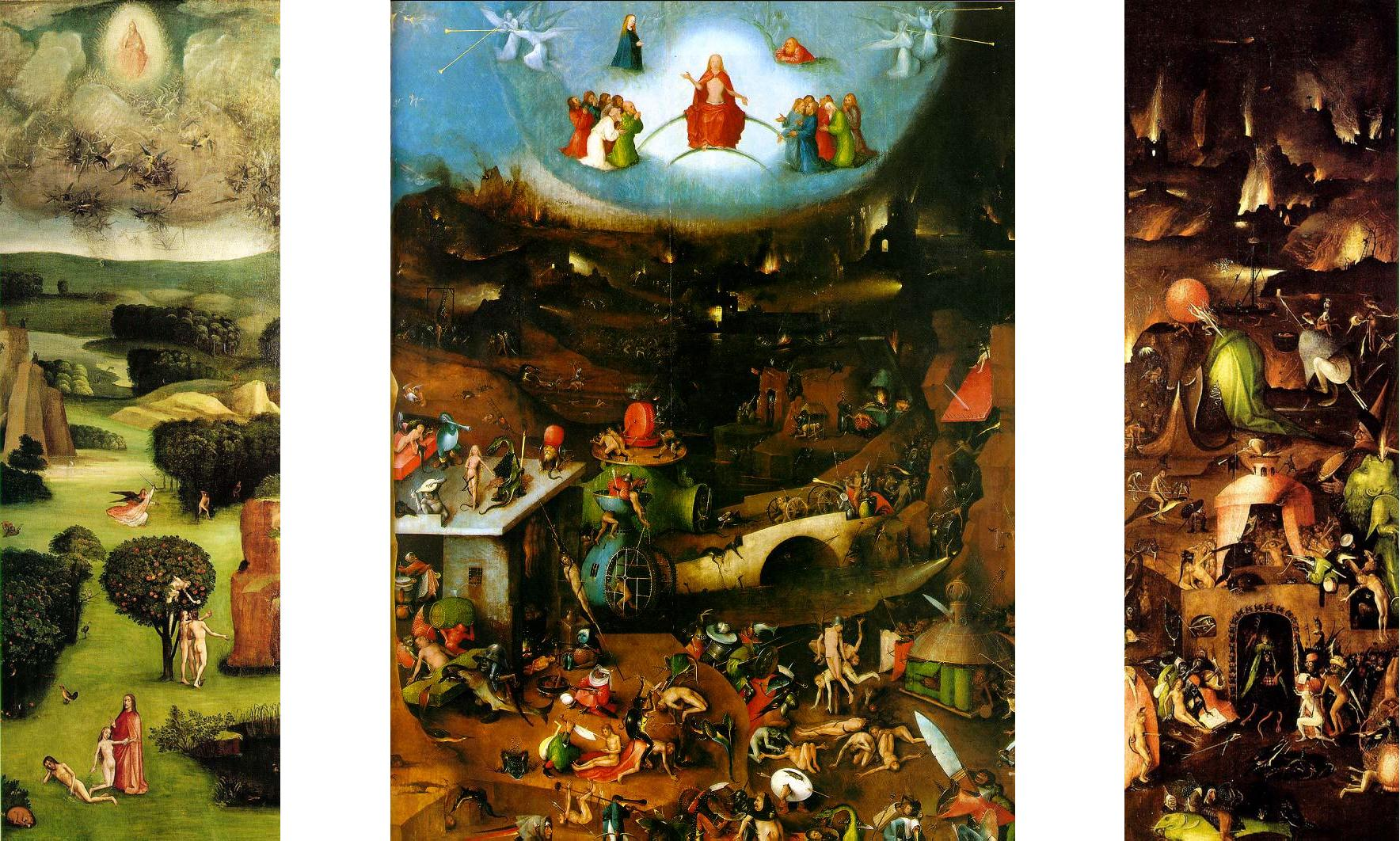
В венской Академии

## Прочие сведения

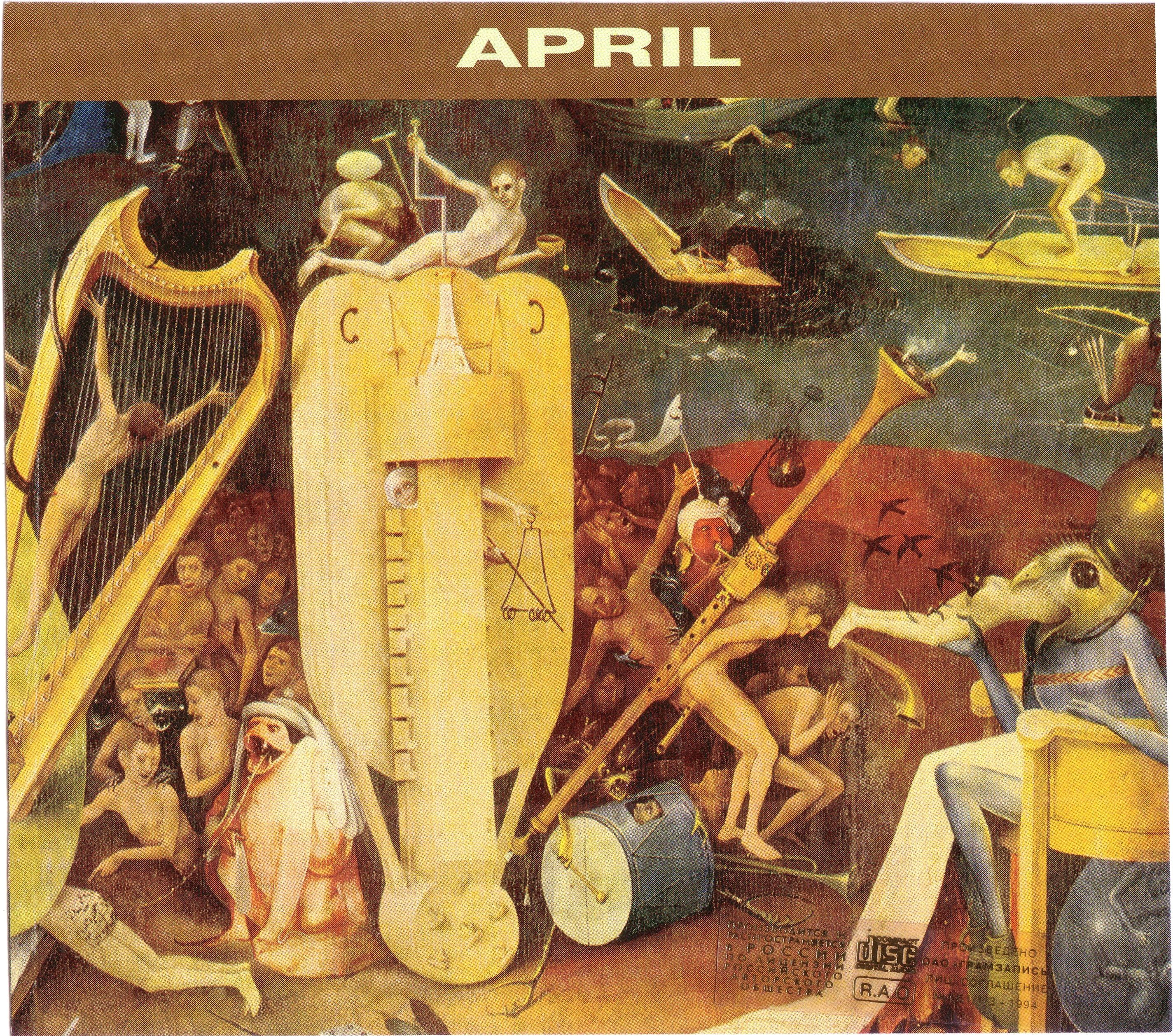
Диск «Апрель» Deep Purple (1969) с картиной И. Босха

В честь 500-летия с дня смерти Иеронима Босха в 2016 году в Нидерландах запущен проект, который носит международный статус — «Босх 500». В рамках этой акции запланирован ряд мероприятий.

## Фильмы о Босхе
- Великие мастера: Загадки Иеронима Босха (реж. Anne James, 1980)
- Сад наслаждений Иеронима Босха (реж. Jean Eustache, 1980)
- День свиньи или Фантастический мир Иеронима Босха (реж. Sergio Pacelli, 1992)
- Иероним Босх: Вдохновлённый дьяволом / Jheronimus Bosch, touched by the devil (реж. Питер ван Хёйсте, 2016)